# Malaysia-Airlines-Flug 370
Der Malaysia-Airlines-Flug 370 (Flugnummern MH370 und via Codesharing mit China Southern Airlines CZ748) war ein internationaler Linienflug von Kuala Lumpur nach Peking, bei dem eine Boeing 777 der Malaysia Airlines am 8. März 2014 aus der Überwachung der Flugverkehrskontrolle des Flughafens von Kuala Lumpur verschwand und plötzlich die Flugrichtung änderte. Bislang wurde keine offizielle Ursache für das Verschwinden des Fluges MH370 genannt. Die aus Radar- und Satellitendaten gewonnenen Erkenntnisse legen – zumindest für die vom Radar erfasste Flugphase und die aus Satellitendaten abgeleitete anschließende Wende nach Süden – eine vorsätzliche Handlung durch einen Piloten oder durch Flugzeugentführer nahe. Da das Hauptwrack bisher nicht lokalisiert werden konnte, gilt Flug MH370 bis heute als vermisst.

## Überblick
Die Behörden vermuteten zunächst einen Flugzeugabsturz im Golf von Thailand. Wie im Lauf der folgenden Tage bekannt wurde, hatte aber die Linienmaschine ihren Kurs gewechselt und bis zu sieben Stunden nach ihrem Verschwinden aus der zivilen Luftraumüberwachung automatische Signale an einen Satelliten gesendet. Dabei war die Satellitenverbindung zeitweise unterbrochen; etwa eine Stunde nach dem Verschwinden loggte sich das Flugzeug aber wieder in die Bodenstation ein. Die Flugunfallermittler nehmen an, dass an der Grenze zum vietnamesischen Luftraum die Kommunikationssysteme ausgeschaltet wurden und jemand an Bord die Maschine zunächst zurück in Richtung Malaysia steuerte, daraufhin entlang der thailändischen Grenze und um die Insel Penang herum über die Straße von Malakka. Die Boeing 777 umrundete anschließend Indonesien und flog vermutlich auf Autopilot in südlicher Richtung über dem Indischen Ozean weiter, bis der Flug westlich von Australien endete. Aufgrund von Indizien halten die Ermittler es für wahrscheinlich, dass die Maschine in den Ozean stürzte, nachdem der Treibstoff ausgegangen war; das Suchgebiet grenzte man so ein. In der Luftverkehrskontrolle der beteiligten Länder herrschte stundenlang völlige Verwirrung, und es bleibt unklar, inwieweit das malaysische Militär, das jedenfalls untätig blieb, über den Vorfall informiert wurde.
Der Abschlussbericht wurde am 30. Juli 2018 veröffentlicht. Zusammen mit diesem Bericht gab man die französische Behördenanalyse zum Flaperon, das am 29. Juli 2015 als erstes Trümmerteil auf der Insel Réunion entdeckt wurde, nach jahrelanger Verzögerung frei. Die Analyse der Schäden an dieser Flügelklappe lässt vermuten, dass MH370 zum Zeitpunkt des Absturzes noch unter der Kontrolle eines Piloten stand.
Trotz der teuersten Suchaktion in der Geschichte der Luftfahrt mit Kosten von fast 150 Mio. Euro wurden das Wrack und der Flugschreiber bis heute nicht gefunden. Zahlreiche Staaten beteiligten sich an der Aktion, die sich zunächst auf die an Malaysia angrenzenden Gewässer sowie ab dem 17. März 2014 auf den südlichen Indischen Ozean konzentrierte. Seitdem koordinierte Australien die Suche nach dem verschollenen Zivilflugzeug. Bis zum 28. April 2014 suchte man 4,5 Millionen km² Meeresoberfläche ab und gab es dann auf, nach treibenden Trümmern Ausschau zu halten. Vom 21. Mai bis 5. November 2014 kartographierte man ein durch die Satelliten- und Radardaten berechnetes Seegebiet von 150.000 km², um eine umfangreiche Tiefseesuche nach dem Wrack durch Sonar und Unterwasserfahrzeuge vorzubereiten. Diese Tiefseesuche begann am 6. Oktober 2014 und wurde am 17. Januar 2017 ergebnislos eingestellt, nachdem 120.000 km² Meeresboden durchkämmt worden waren. Das Privatunternehmen Ocean Infinity unterzeichnete am 10. Januar 2018 einen Vertrag mit der malaysischen Regierung, auf Basis einer Bezahlung nur im Erfolgsfall (no cure, no fee) in dem Gebiet weiter nördlich nach dem Wrack zu suchen. Diese Arbeiten begannen am 21. Januar 2018 (MEZ) und wurden mit Ankündigung vom 29. Mai 2018 ebenfalls eingestellt, ohne dass man einen Hinweis auf das Wrack entdeckt hätte. Im Februar 2025 begann Ocean Infinity nach fast einem Jahr der Verhandlungen mit Malaysia erneut eine Suchaktion nach dem Hauptwrack, die auf 18 Monate angelegt ist.
Zwar hat man von einigen verschollenen Verkehrsflugzeugen bis heute keine physischen Hinweise gefunden, doch ist MH370 der einzige bis heute vermisste moderne Großraumjet, der zum Unfallzeitpunkt für einen Passagierflug eingesetzt wurde, und zugleich derjenige, der am längsten als spurlos verschwunden galt. Erst im Juli 2015, über 18 Monate nach dem Verschwinden, wurde ein erstes angespültes Trümmerteil vor Afrika gefunden. Die bis dahin historisch längste Suche bis zum Auffinden der ersten Trümmerteile eines solchen Passagierjets hatte bei dem 2007 verunglückten Adam-Air-Flug 574 zehn Tage gedauert. Der Vorfall gilt daher als eines der größten Rätsel der Luftfahrtgeschichte.

## Flugzeug

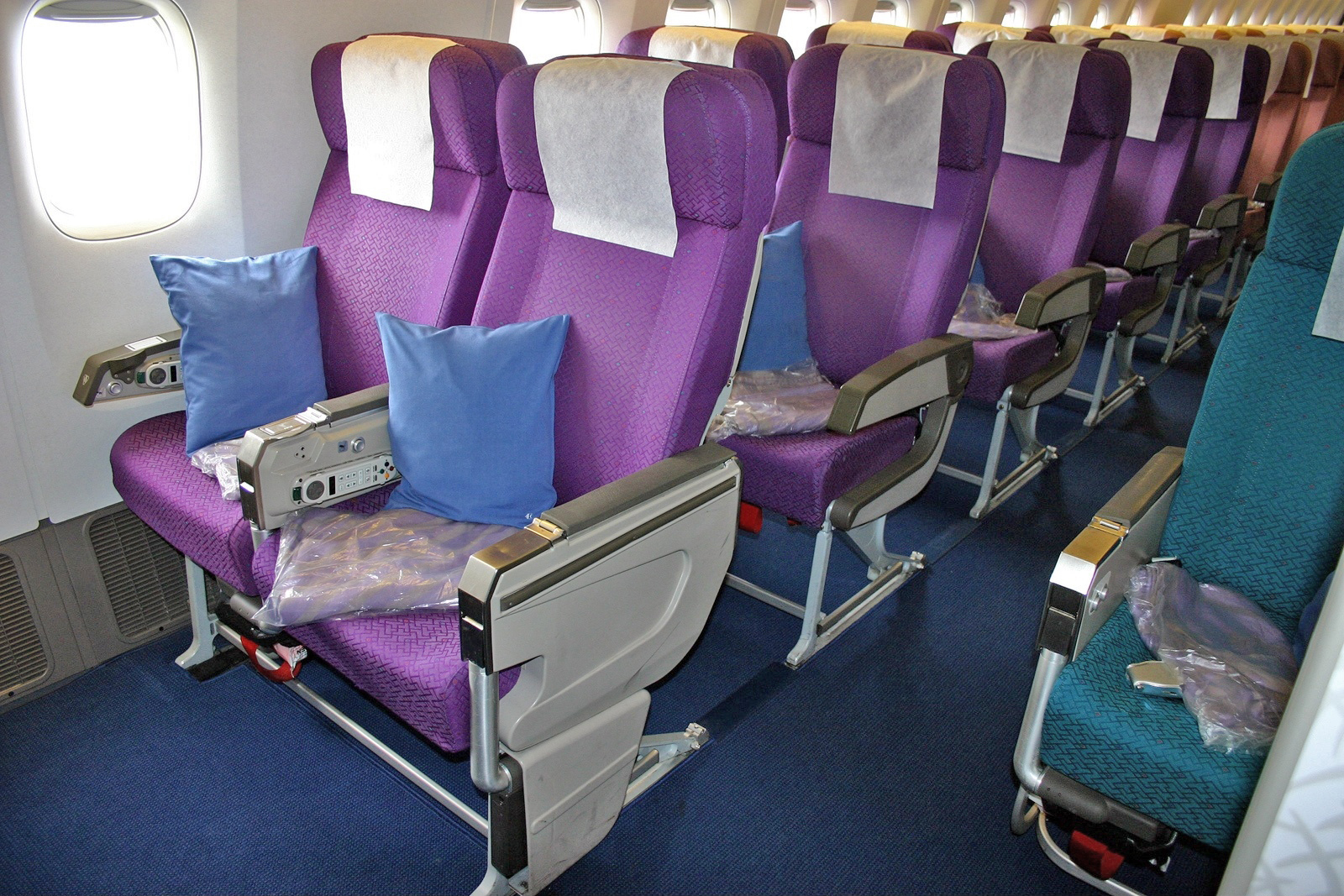
Sitze in der Economy Class (2004)

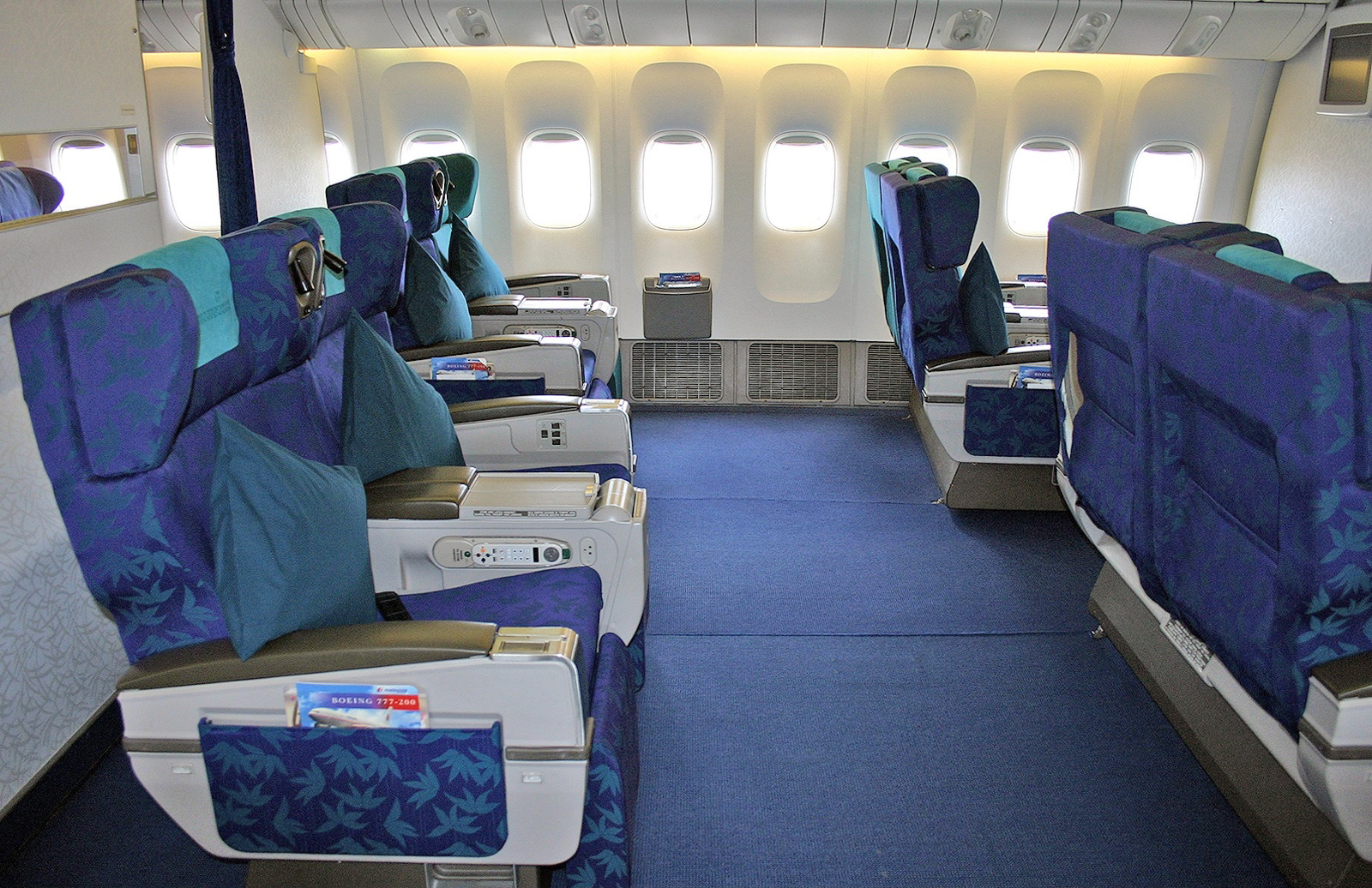
Sitze in der Business Class (2004)

Das Flugzeug vom Typ Boeing 777-200ER mit dem Luftfahrzeugkennzeichen 9M-MRO und der Seriennummer 28420 war mit zwei Triebwerken vom Typ Rolls-Royce Trent 892 ausgestattet. Es bot Platz für 282 Passagiere (35 in der Business Class, 247 in der Economy) und hatte eine Reichweite von etwa 12.800 km. Die Maschine wurde am 31. Mai 2002 ausgeliefert. Sie war somit zum Zeitpunkt des Zwischenfalls mit elf Jahren und neun Monaten nicht besonders alt. Das linke Triebwerk war neuer als das rechte, und die Triebwerke verbrauchten unterschiedlich viel Kerosin. Die Registrierungsurkunde musste 2006 ersetzt werden. Das Flugzeug war am 9. August 2012 in einen Flugunfall verwickelt, als es beim Taxiing auf dem Flughafen Shanghai-Pudong mit dem Heck eines anderen Flugzeugs kollidierte, wobei die rechte Tragflächenspitze abriss. Die Maschine wurde am 23. Februar 2014 einem A-Check unterzogen, bei dem sich keine Auffälligkeiten zeigten. Das Flugzeug hatte über 53.400 Betriebsstunden und 7526 Flüge absolviert.

## Passagiere und Besatzung
| Nationalität | Anzahl |
| --- | ------ |
| Volksrepublik China | 152    |
| Malaysia 1 | 050    |
| Indonesien | 007    |
| Australien | 006    |
| Indien | 005    |
| Frankreich | 004    |
| Vereinigte Staaten | 003    |
| Iran 2 | 002    |
| Kanada | 002    |
| Neuseeland | 002    |
| Ukraine | 002    |
| Hongkong 3 | 001    |
| Niederlande | 001    |
| Republik China (Taiwan) | 001    |
| Russland | 001    |
| Gesamt (15) | 239    |
| 1 davon 12 Besatzung2 benutzten gestohlene Reisepässe eines Italieners und eines Österreichers3 zunächst unter Festlandchina geführt, dann als Bürgerin Hongkongs |        |

An Bord befanden sich zwölf Besatzungsmitglieder und 227 Passagiere aus 15 Nationen.
Die zwölfköpfige Besatzung setzte sich ausschließlich aus Malaysiern zusammen. Der 52-jährige Flugkapitän Zaharie Ahmad Shah war seit 1981 für Malaysia Airlines tätig und mit über 18.000 Flugstunden sehr erfahren. Er war als Prüfer autorisiert, Flugsimulatortests für Piloten durchzuführen. Der 27-jährige Erste Offizier Fariq Abdul Hamid war seit 2007 bei Malaysia Airlines beschäftigt und konnte 2813 Flugstunden vorweisen. Dieser Flug war für den Ersten Offizier sein erster auf einer Boeing 777 nach erfolgreichem Abschluss seiner Typenumschulung, also der erste Flug ohne zusätzlichen Kopilotentrainer. Der Kapitän war auf diesem Flug der Trainer des ersten Offiziers.
Rund zwei Drittel der 227 Passagiere waren Staatsangehörige der Volksrepublik China. Zu diesen gehörte eine Gruppe von 19 Künstlern, die von einer Ausstellung ihrer Arbeiten in Kuala Lumpur zurückkehrte, sowie ein bekannter Kung-Fu-Stuntman. 38 Passagiere stammten aus Malaysia. Unter den Passagieren befanden sich außerdem 20 chinesische und malaysische Angestellte von Freescale Semiconductor.
Zu den Passagieren zählten weiter zwei junge Iraner, die mit gestohlenen Pässen unterwegs waren. Sie täuschten die Identitäten eines Österreichers und eines Italieners vor, deren Pässe zuvor in Thailand gestohlen worden waren. Die beiden Männer hatten Anschlussflüge von Peking nach Amsterdam und von dort Weiterflüge nach Frankfurt am Main und Kopenhagen gebucht. Auch weil ein Dritter die Flüge der beiden in einem thailändischen Reisebüro gebucht und bar bezahlt hatte, erwogen die Ermittler zunächst einen terroristischen Hintergrund. Allerdings gab die internationale Polizeiorganisation Interpol wenige Tage nach dem Verschwinden der Maschine bekannt, dass es sich offenbar lediglich um illegale Immigranten handelte. Interpol äußerte Unverständnis darüber, dass die beiden Passagiere an Bord gehen konnten, obwohl die Passdiebstähle in der Stolen and Lost Travel Documents Database hinterlegt waren.
Die Aussagen dazu, ob weitere Personen mit falschen Pässen an Bord waren, widersprechen sich. Der Direktor der zivilen Luftfahrtbehörde berichtete am 10. März, es gebe Bedenken wegen fünf Passagieren, die nicht mitgeflogen seien. Der Chef der malaysischen Polizei teilte dagegen am folgenden Tag mit, alle Passagiere, die den Flug gebucht hatten, seien auch mitgeflogen; man prüfe die Möglichkeit, ob ein Syndikat die beiden gestohlenen Pässe bereitgestellt habe. Ein chinesischer Staatsbürger, dessen Reisepassnummer mit derjenigen eines Passagiers anderen Namens in der Passagierliste übereinstimmte, hat das Flugzeug nie betreten, wie die chinesische Polizei feststellte.
Ende Mai 2016 wurde bekannt, dass zahlreiche malaysische Beamte am Flughafen in Kuala Lumpur, die möglicherweise etwas mit einem Syndikat von Menschenschmugglern zu tun hatten, das System zur elektronischen Überprüfung von Pässen wiederholt sabotiert hatten. Die Computer seien auch von außen gehackt worden; man könne dies an sich von selbst bewegenden Cursorn sehen. Diese Manipulationen und Systemabstürze, bei denen die Pässe nur manuell gestempelt wurden, kamen seit 2010 immer wieder vor. Erst im Juli 2014 führte man angesichts der Sicherheitsmängel bei MH370 ein elektronisches System ein, um die Passnummern mit Interpol abzugleichen.

## Flugverlauf

### Reguläre Flugphase und Abbruch der Kommunikation

Aufgrund des Treibstoffvorrats (rote Fläche) und der vom Satelliten empfangenen Pings (dünne rote konzentrische Kreislinien) mögliches Gebiet, in dem sich MH370 befinden könnte (Stand: 23. Dezember 2014). Das letzte durch einen Satelliten stündlich empfangene Signal um 08:11 Uhr MYT (0:11 Uhr UTC) am 8. März 2014 kam aus einem der beiden sichelförmigen „Korridore“ entlang der beiden roten Linien. Blaue Flächen: Suchgebiete bis Dezember 2014.

Die Maschine hob am 8. März 2014 um 00:42 Uhr Ortszeit (16:42 Uhr UTC am 7. März 2014) vom internationalen Flughafen in Kuala Lumpur ab. Sie hätte gegen 06:20 Uhr (dieselbe Zeitzone, 22:20 Uhr UTC) am 4350 Kilometer entfernten Zielflughafen in Peking ankommen sollen. Vor dem Abflug hatte der Kapitän von MH370 mit 49.100 kg eine für den Flug übliche Menge Treibstoff angefordert, was einer Höchstflugdauer von gut siebeneinhalb Stunden entspricht. Zwei Minuten nach Erteilen der Starterlaubnis forderte ihn die Luftkontrolle auf, die standardisierte Abflugstrecke aufzugeben und geradewegs zu Wegpunkt IGARI zu fliegen. Gegen 01:01 Uhr war die Reiseflughöhe von 10.700 Metern (35.000 Fuß) laut einer Funknachricht erreicht.
Um 01:07 Uhr wurde der letzte ACARS-Bericht der aktuellen Flugzeugdaten – der nichts Ungewöhnliches und einen normalen Flug nach Peking zeigte – an die Bodenstation gesendet. Die nächste Übertragung hätte um 01:37 Uhr folgen müssen, blieb aber aus. ACARS sendet Positions- und Statusberichte in Abständen sowie Fehlermeldungen oder Mitteilungen über ungewöhnliche Vorkommnisse, wie etwa das Abschalten des Transponders oder Flugplanänderungen, in Echtzeit. Sekunden nach der letzten ACARS-Übertragung um 01:07 Uhr gab der Kapitän unaufgefordert zum zweiten Mal innerhalb weniger Minuten die Reiseflughöhe durch und erhielt vom Boden aus über Funk eine Bestätigung. Als der halbstündliche ACARS-Bericht ausblieb, hätte das Kontrollzentrum von Malaysia Airlines die Crew von MH370 über Textnachricht oder Satellitenanruf kontaktieren müssen. Die wiederholte Durchsage der Reiseflughöhe ist eine Anomalie, die gelegentlich vorkommt und deren Ursache nicht geklärt werden konnte. Mit Erreichen der Reiseflughöhe wird es grundsätzlich zulässig, dass einer der zwei Piloten das Cockpit verlässt.
„Goodnight Malaysian 370“ waren um 01:19:30 Uhr die letzten per Funk an die malaysische Luftverkehrskontrolle in Kuala Lumpur übertragenen Worte aus dem Cockpit, gesprochen vom Kapitän, der ab dem Start mit dem Boden kommunizierte. Nach den Bestimmungen der Fluggesellschaft übernimmt der erste Offizier während des Taxiings den Funkverkehr und übergibt diesen ab dem Take off, wenn ihm selbst die Rolle des Pilot Flying zugewiesen wurde. Einer Stimmenanalyse zufolge stand der Kapitän nicht unter Stress oder war beunruhigt. Man hatte ihn unmittelbar zuvor aufgefordert, das vietnamesische Kontrollzentrum in Ho-Chi-Minh-Stadt zu kontaktieren. Dabei bestätigte er nicht die zuvor durchgegebene Funkfrequenz.
Wenige Sekunden nachdem das Flugzeug den Wegpunkt IGARI (6,9385° N, 103,584° O) überflogen hatte, verschwand um 01:20:36 Uhr zunächst das Mode-S-Symbol sowie um 01:21:13 Uhr das Positionssymbol von MH370 vom Sekundärradar der Luftverkehrskontrolle in Kuala Lumpur. Etwa gleichzeitig, spätestens um 01:22 Uhr, wurde das Verschwinden des Positionssymbols auch vom Sekundärradar in Vietnam (auf der südlich vorgelagerten Insel Con Son) und in Thailand sowie vom Militärradar erfasst. Später stellte sich heraus, dass dies eine Folge des inaktiven Transponders war, der vom Cockpit aus abgeschaltet werden kann. Auf einem malaysischen Militärradar war zu sehen, wie die Maschine zu diesem Zeitpunkt zunächst weiterhin in Richtung des nächsten vorgesehenen Wegpunkts BITOD (7,2648° N, 104,1183° O) nach rechts wendete, unmittelbar darauf aber konstant nach links drehte. Zu dieser Zeit war die Wetterlage günstig, fast wolkenlos.
Eine Simulation dieser Wende ergab, dass sie von Hand und mit einem sehr steilen bank angle (Rollwinkel) von 30°–32° geflogen wurde. Anschließend war wieder der Autopilot aktiviert. Dieses Manöver kann ein Pilot allein durchführen.

### Flug über die Straße von Malakka

Flugverlauf von MH370 nach den Daten des Primär- und Sekundärradars

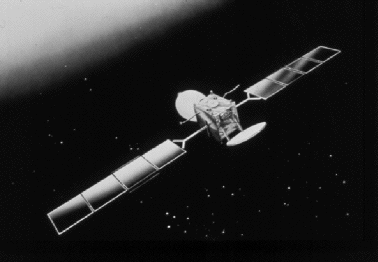
Inmarsat-Satellit

Erst am 15. März 2014 bestätigten offizielle Stellen, dass nach dem Erlöschen des Transpondersignals ein unbekanntes Flugobjekt Spuren in den Radardaten der malaysischen Streitkräfte hinterlassen hatte, die in der nördlichen Straße von Malakka mit Flugrichtung Andamanen anzusiedeln waren. Durch den Abgleich mit Satellitendaten von Inmarsat konnte man diese Radarspuren eindeutig Flug MH370 zuordnen. Zuvor hatte das malaysische Militär lediglich angegeben, es bestehe die Möglichkeit, dass MH370 umgekehrt sei. Am 18. März, zehn Tage nach Verschwinden des Flugzeugs, gab ein Sprecher der thailändischen Luftwaffe bekannt, auch das thailändische Radar habe zur fraglichen Zeit – ab 01:28 Uhr – ein unidentifiziertes Flugzeug mit Kurs auf die Straße von Malakka erfasst. Da es sich außerhalb des thailändischen Luftraums bewegte, habe man nichts weiter veranlasst. Diese Beobachtungen seien zunächst nicht weitergegeben worden, da man nicht danach gefragt worden sei – obwohl die Suche dadurch verzögert worden sein könnte. Die letzte Sichtung durch malaysisches Militärradar folgte schließlich um 02:22 Uhr von Penang in Malaysia aus, als das Signal „abrupt“ endete, kurz hinter dem Wegpunkt MEKAR. Mit Veröffentlichung des Zwischenberichts vom 8. März 2015 wurde außerdem bekannt, dass die Maschine viermal im Überwachungsraum des zivilen Primärradars in Kota Bharu aufgetaucht war. Die Zuordnung zu einzelnen Radaren ist in dem Bericht nicht immer eindeutig.
Der malaysische Verteidigungsminister, amtierende Verkehrsminister und Cousin des Premierministers, Hishammuddin Hussein, beklagte noch am 19. März, dass noch immer nicht alle in Frage kommenden Staaten ihre Radaraufzeichnungen zur Verfügung gestellt hätten. Laut Zwischenbericht vom 8. März 2015 hatte sich das indonesische Militär in Medan nicht zu der Frage geäußert, ob MH370 nach der Kehrtwende gesichtet wurde, obwohl die Boeing nach der mutmaßlichen südlichen Wende in den Luftraum von Indonesien eindrang. Die indonesischen Radardaten hätten daher eine südliche Flugroute ausschließen oder bestätigen können. In den Tagen nach dem Verschwinden hatte das indonesische Militär angegeben, das Flugzeug weder in Banda Aceh im Nordwesten von Sumatra noch in Sabang auf der vorgelagerten nördlichsten Insel Weh „über indonesischem Territorium“ entdeckt zu haben. Etwas später relativierte ein Sprecher des indonesischen Ministeriums für Sicherheitsangelegenheiten, es sei möglich, dass der Passagierjet über den Andamanen in westlicher Richtung unterwegs war und erst außerhalb der Radarerfassung nach Süden geflogen sei. Die beiden Radare könnten in dieser Nacht abgeschaltet gewesen sein, der Sprecher bezeichnete dies aber als „Gerücht“. Das indische Radar auf den weit vorgelagerten Inselgruppen Andamanen und Nikobaren arbeitet dagegen nicht durchgehend und war zu dieser Zeit womöglich abgeschaltet.
Die Auswertung der Radardaten der Nachbarstaaten hatte laut Darstellung eines ranghohen malaysischen Beamten gegenüber CNN vom 6. April zwingend ergeben, die Linienmaschine sei nördlich des indonesischen Luftraums geflogen, bevor sie nach Süden geschwenkt sei. Dies könne mit der Absicht geschehen sein, dem indonesischen Radar auszuweichen. Hishammuddin Hussein widersprach jedoch, dies sei „unwahr“. Es bleibt also unklar, wann genau das Flugzeug nach Süden abbog. Die Frequenzverschiebungen der Satellitenkommunikation um 18:40 Uhr UTC (2:40 MYT) verstand man zunächst so, dass es vor diesem Zeitpunkt nach Süden geflogen sein muss. Sie lassen sich aber auch durch einen Sinkflug zu dieser Zeit erklären. In diesem Fall könnte MH370 nordöstlich des vom ATSB berechneten Suchgebiets abgestürzt sein.
Eine britische Seglerin, deren Yacht sich zum fraglichen Zeitpunkt in der Nähe von Banda Aceh nordwestlich von Sumatra befand, berichtete im Mai 2014 dem australischen Koordinationszentrum, sie habe möglicherweise MH370 in etwa halber Höhe im Vergleich zu üblichen Verkehrsflugzeugen gesehen. Sollte die Beobachtung stimmen, wäre sie vielleicht der letzte Mensch, der MH370 gesehen hat.

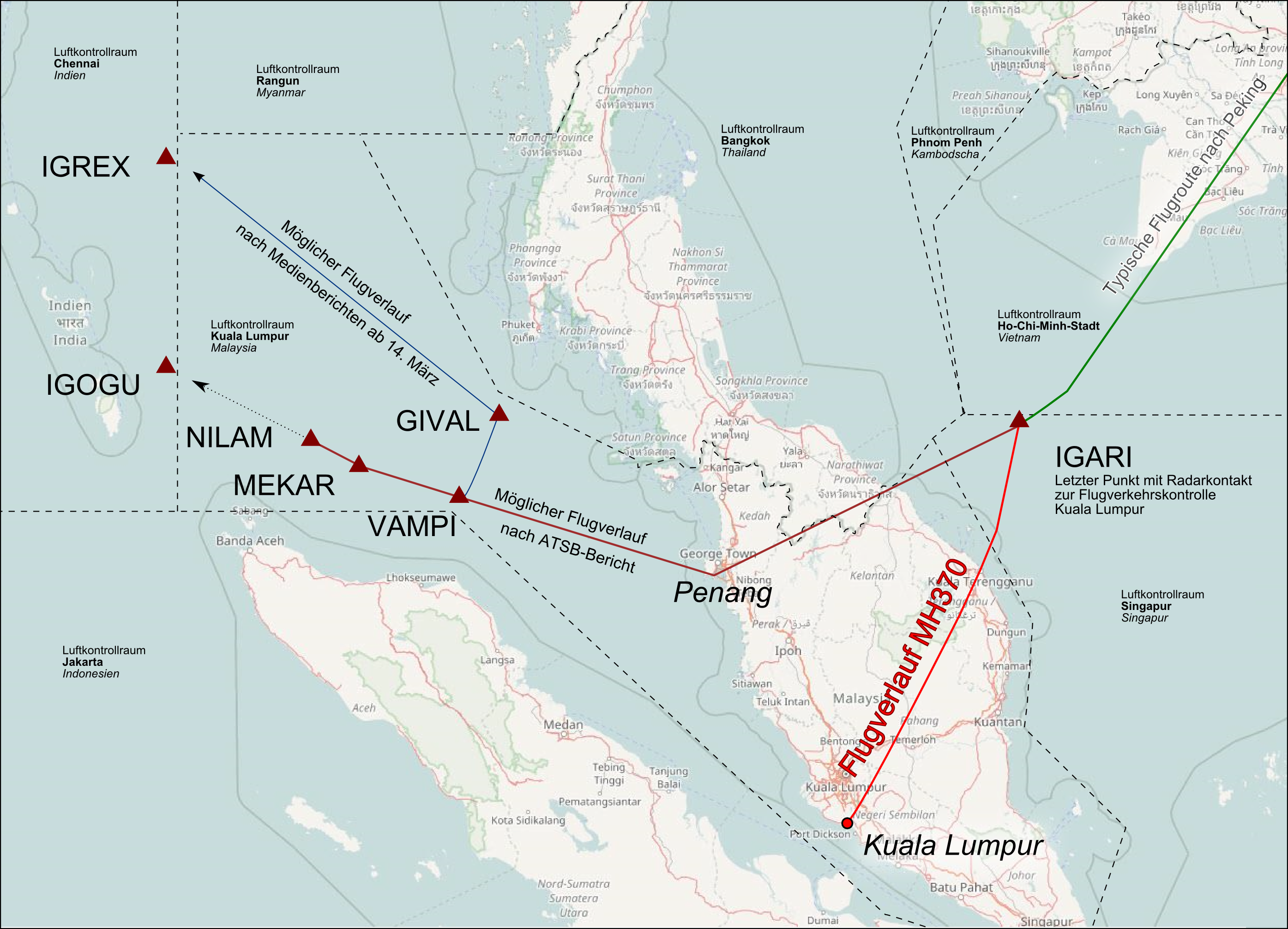
Karte mit den im Text erwähnten Wegpunkten der Zivilluftfahrt und den vermuteten Flugrouten

Die Boeing 777 flog in dieser Phase auffällig entlang üblicher Routen und Wegpunkte der zivilen Luftfahrt und änderte dabei ihren Kurs. Laut einem Bericht der australischen Verkehrssicherheitsbehörde ATSB (Australian Transport Safety Bureau) vom 26. Juni 2014 ist sie etwa zum Zeitpunkt des Verschwindens vom Wegpunkt IGARI westlich nahe den Punkten VAMPI, MEKAR, NILAM und möglicherweise IGOGU geflogen. Dagegen nahmen Medienberichte ab dem 14. März an, das Passagierflugzeug sei von VAMPI aus nördlich in Richtung des Wegpunkts GIVAL unterwegs gewesen und von dort aus nordwestlich in Richtung des Punkts IGREX, der nach Europa führt. Im Abschlussbericht gab das ATSB schließlich an, MH370 habe auf dem Weg nach Penang vier weitere Wegpunkte passiert oder sei nahe daran vorbeigekommen. Ein Flugsegment auf der Luftstraße N571 bis VAMPI ist durch die Route eines weiteren Flugzeugs, das sich 33 Seemeilen hinter MH370 befand – gemeint ist Emirates-Flug 343 –, sogar genau dokumentiert. Vermutlich änderte jemand an Bord mehrmals den Kurs, indem er den Flugcomputer umprogrammierte, in dem diese Wegpunkte eingegeben werden können.
Mit der Vorabveröffentlichung einer Studie im Auftrag der australischen Regierung wurde Ende 2015 bekannt, dass Australien nur die digitalen Radaraufzeichnungen bis 02:01:49 Uhr mit Koordinaten und Höhenangaben, durchgehend in 10-sekündigen Abständen, zur Verfügung standen, als das Flugzeug in Richtung des Wegpunktes VAMPI steuerte. Für den anschließenden Verlauf liegt lediglich ein Bericht über eine Positionsangabe um 02:22:12 vor, die aufgrund der Fernsichttechnik als ungenau gilt. Allerdings zeigt eine an die Presse geleakte Aufnahme, die den Angehörigen am 21. März 2014 im Lido-Hotel in Peking präsentiert wurde, diesen vorletzten und letzten Radarblip sowie weitere Blips zwischen den Wegpunkten VAMPI und MEKAR, mit Zeitstempeln. Ein hochrangiger ATSB-Mitarbeiter spekulierte darüber, dass für den Flugverlauf nach 18:01 Uhr keine digitalen Aufzeichnungen, sondern vielleicht nur Videoaufnahmen oder Schnappschüsse vorliegen. Laut Abschlussbericht liegen durchgehende Daten des malaysischen Militärradars bis 02:03:09 Uhr vor, dann wieder ab 02:15:25 Uhr bis 02:22:12 Uhr. Diese Angaben widersprechen dem im Lido-Hotel gezeigten Bild.
Man vermutet außerdem, dass die Maschine in dieser Phase ihres Flugs wiederholt Geschwindigkeit und Höhe geändert hat. Die Höhenangaben gelten aber als beschränkt zuverlässig, da die mutmaßlichen Änderungen der Flughöhe nicht vom Transponder übermittelt, sondern von teilweise weit entfernten militärischen und zivilen Primärradaren gemessen wurden. Im Gegensatz zu hochpräzisen Werten zur horizontalen Position verzerren bereits geringe atmosphärische Effekte die gemessene Flughöhe eines erfassten Objekts deutlich. So berichtete zunächst die New York Times vom 15. März 2014 unter Berufung auf amerikanische Behördenvertreter, welche die Radaraufzeichnungen eingesehen hatten, die Maschine solle laut Militärradar kurz nach dem Verschwinden von ursprünglich 10.700 Meter Flughöhe bis auf 13.700 Meter aufgestiegen sein – deutlich höher als für diesen Flugzeugtyp zulässig. Nach der Kehrtwende sei sie dann über Penang rapide und ungleichmäßig bis auf etwa 7.000 Meter gesunken – deutlich unterhalb der normalen Reiseflughöhe. Diese Daten sind auch deshalb unzuverlässig, weil das Radar nicht genau auf die momentanen atmosphärischen Verhältnisse kalibriert war. Daher bezweifelte man später einen ungleichmäßigen Sinkflug; die Boeing 777 soll unbeschädigt und kontrolliert geflogen sein. Der offizielle Zwischenbericht machte zur Flughöhe aufgrund von Daten des zivilen Primärradars nur punktuelle Angaben: dass MH370 sich um 01:30 Uhr nur wenig oberhalb der ursprünglichen Reisehöhe befand, in den nächsten 10 Minuten unstetig an Höhe verlor und außerdem deutlich schneller flog als vor dem Verschwinden (bis zu 529 kn über Grund, gemessen um 01:39:59 Uhr). Die mit der Suche beauftragte australische Behörde ATSB verwarf die Ergebnisse des Militärradars (zwischen 5.000 und 50.000 Fuß), da sie unvereinbar mit der Geschwindigkeit von MH370 sind, und legt zur Berechnung des Treibstoffverbrauchs in dieser Phase eine Höhe um 9.150 Meter (30.000 Fuß) zugrunde. Eine in ihrem Auftrag erarbeitete Studie kam zu dem Schluss, das Flugzeug sei bis zur vorletzten Radarsichtung von 18:02 Uhr etwas niedriger und schneller, später wieder etwas höher und langsamer unterwegs gewesen.
Auf diesem Flugabschnitt wurde ein Kontakt mit dem Mobiltelefon des Kopiloten registriert. Der Kopilot soll dieses wieder angeschaltet haben, nachdem er es vorschriftsgemäß vor dem Abflug ausgeschaltet hatte, allerdings ist nicht klar, ob er auch versucht hat, damit anzurufen. Anrufe von Personen aus dem Flugzeug wurden hingegen nicht registriert. Hishammuddin Hussein dementierte dabei entsprechende Pressemeldungen. Erst der Abschlussbericht des ATSB vom Oktober 2017 bestätigte erstmals offiziell die Richtigkeit dieser Angabe. Die Netzeinwahl des Gerätes wurde um 01:52 Uhr, also ungefähr 30 Minuten nachdem das Flugzeug die vorgesehene Route verlassen hatte, von einem Mobilfunkmast auf Penang registriert.

### Mutmaßlicher Flug in Richtung südlicher Indischer Ozean

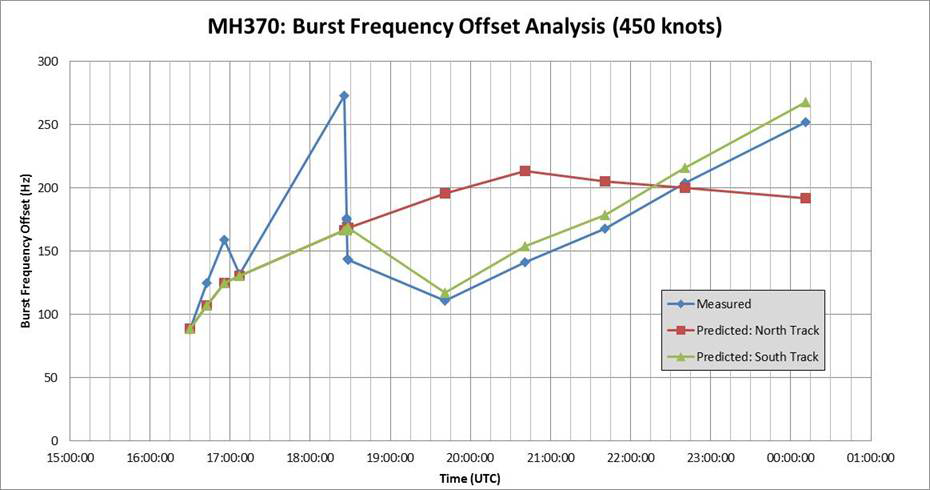
Darstellung der gemessenen Dopplerverschiebung und Modellierungen für die nördliche und südliche Flugroute, wie sie zum 25. März von Malaysia-Airlines veröffentlicht wurden

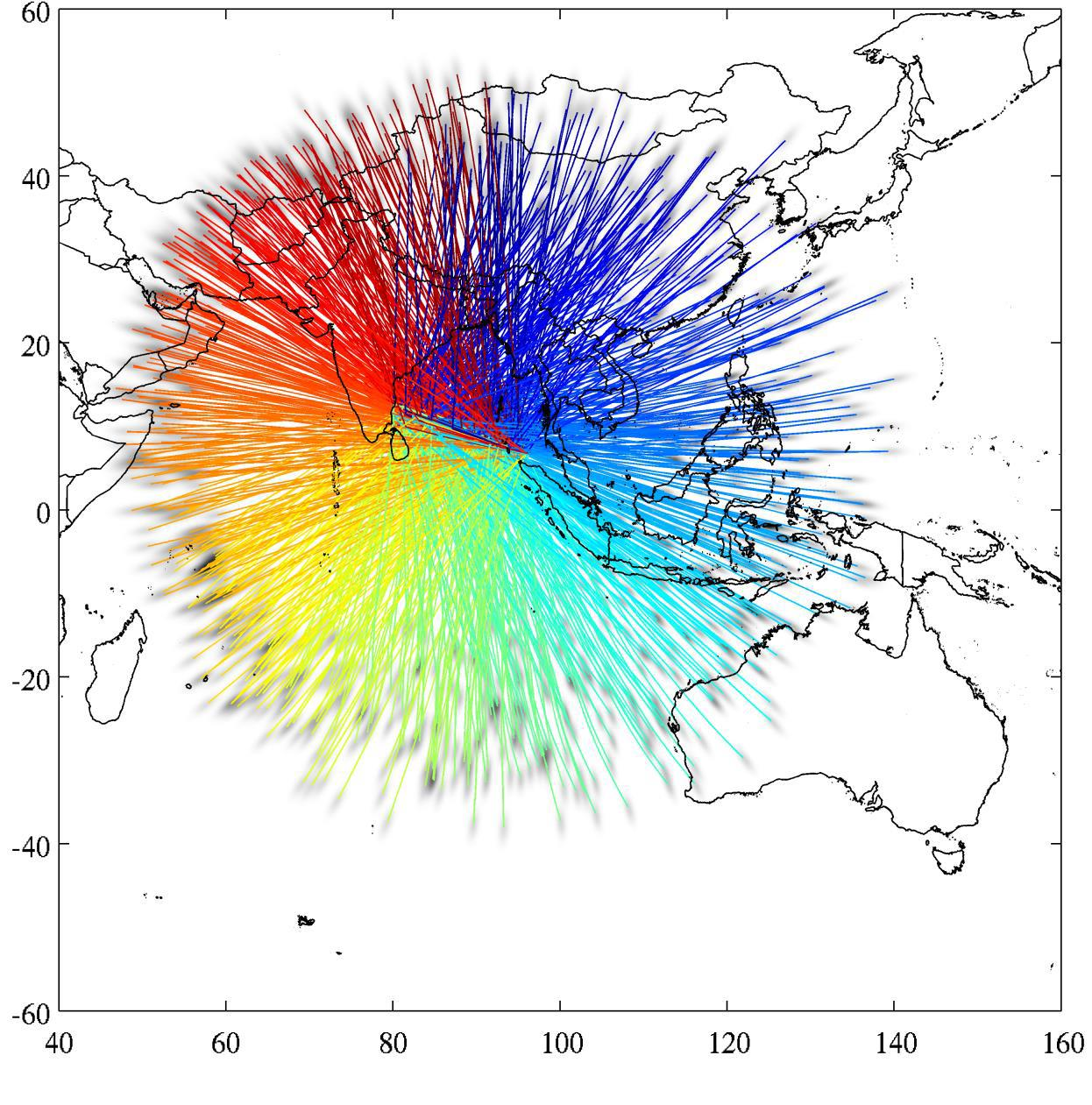
Der Vergleich der vorhergesagten BFO-Werte für 1000 Flugrichtungen …

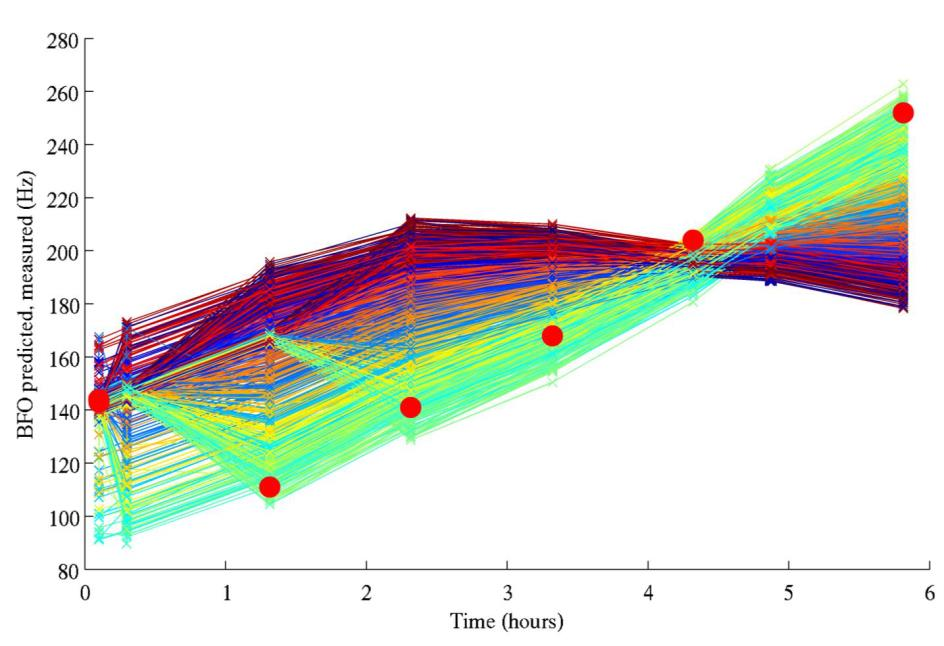
… mit den tatsächlichen Werten von MH370 (rote Punkte) legt die Richtung in den südlichen Indischen Ozean nahe

Ab dem 13. März 2014 wurde durch erste Presseberichte bekannt: Das Flugzeug hatte südwestlich der indonesischen Insel Sumatra offenbar abermals die Richtung geändert und war anschließend noch stundenlang weitergeflogen. In einer Stellungnahme am 15. März 2014 gab Malaysias Premierminister Najib Razak bekannt, dass noch um 08:11 Uhr am 8. März 2014 (00:11 Uhr UTC), also mehr als eine Stunde nachdem das Flugzeug planmäßig in Peking hätte eintreffen sollen, ein vollständiger Handshake des Flugzeuges mit der Bodenstation über einen Satelliten erfolgt sei. Dies bedeutet, dass die Bodenstation eine automatisch erzeugte stündliche Anfrage an die Satellitendateneinheit des Flugzeugs schickte, die diese automatisch erwiderte. Das allein ermögliche aber keine exakte Ortung. Den Laufzeiten des Signals (Burst Time Offset – BTO-Werte) zufolge habe sich das Flugzeug zu dieser Zeit in einem von zwei „Korridoren“ befunden. Der nördliche Korridor erstrecke sich über Nordthailand bis nach Kasachstan, der südliche führe über Indonesien auf das offene Meer des südlichen Indischen Ozeans hinaus.
Am späten Abend des 24. März berichtete der Premierminister, eine verfeinerte Analyse der aufgefangenen Satellitendaten habe ergeben, dass der Flug der verschollenen Boeing 777 im südlichen Indischen Ozean, westlich von Perth, geendet habe. Von der letzten erschlossenen Position aus sei keine Landemöglichkeit mehr erreichbar gewesen.
Um den Kurs zu bestimmen, wurde die durch den Dopplereffekt hervorgerufene Frequenzverschiebung der vom Flugzeug ausgesandten Signale gemessen (BFO-Werte); daraus ließ sich die Bewegung der Maschine relativ zum Satelliten ermitteln. Die zusätzliche Speicherung der Frequenzverschiebungen hatte der Betreiber Inmarsat nach dem Unfall von Air-France-Flug 447 eingeführt, da es schon damals sehr schwierig war, das Wrack zu orten. Die Satellitenverbindung übermittelt unter anderem die ACARS-Daten, die aber bei MH370 nicht mehr gesendet wurden. Durch Abgleich mit den Signalen anderer B777-Flugzeuge und deren Dopplereffekten ergab sich der südliche Korridor als einzige plausible Möglichkeit. Die jeweiligen Abstände zum Satelliten waren durch die BTO-Werte von insgesamt fünf vollständigen Handshakes bekannt. Diese Handshakes oder Pings gab die Bodenstation automatisch ab, um die Verfügbarkeit der Verbindung zu testen. Durch zwei Anrufe über Satellitentelefon wurde der stündliche Timer wieder zurückgesetzt. Da die beiden Anrufe über andere Kanäle übertragen wurden, liegen für sie keine BTO-Werte vor. Es gibt aber BTO-Werte für den vom Flugzeug veranlassten Logon ab 02:25 Uhr Ortszeit (18:25 UTC).
Diese Aufzeichnungen analysierten Fachleute in den folgenden Monaten weiter; sie verlegten in der Folge mehrmals das mutmaßliche Absturzgebiet. Allein anhand dieser Daten lässt sich nicht klären, wo genau das Ende von MH370 auf der siebten Bogenlinie zu verorten ist, so dass sich ein riesiges Gebiet ergibt. Den unvollständigen Handshake um 08:19 Uhr Ortszeit (00:19 Uhr UTC), genauer gesagt einen vom Flugzeug ausgehenden Logon, erklärte man später so, dass zu diesem Zeitpunkt der Treibstoff ausgegangen und die Satellitenverbindung ausgefallen war, aber durch Notstrom nochmals selbsttätig hochgefahren wurde. Die Analyse führten Ermittler verschiedener Länder durch; sie hat zu einer wissenschaftlich begutachteten Publikation von Inmarsat-Mitarbeitern inklusive der mathematischen Grundlagen geführt. Eine Grundannahme für das südliche Suchgebiet war, dass jemand den Autopiloten bewusst auf eine gerade Linie in den südlichen Indischen Ozean programmierte. Das frühere, nördliche Suchgebiet war unter der Voraussetzung eines Weiterflugs nach Beendigung einer bestimmten Flugroute gewählt worden, die aber schlecht zu den ersten Ping-Ringen passt. Eine ausgleichende Position ist der Inmarsat Hotspot (34° 42′ S, 93° 0′ O), der unterstellt, dass zunächst der Wegpunkt ISBIX südwestlich von Sumatra angesteuert wurde. Zum Zeitpunkt des Unfallflugs war das australische Überhorizontradar JORN außer Betrieb.

### Theorien zum Flugende
Um das Suchgebiet einzugrenzen, ging das ATSB aufgrund einer Simulation davon aus, das Flugzeug sei, nachdem der Treibstoff ausgegangen war, in einen immer steileren Sinkflug übergegangen und somit nahe der siebten Bogenlinie abgestürzt. Unter Pilotensteuerung hätte die Maschine allerdings noch bis zu etwa 230 km jenseits der siebten Bogenlinie im Gleitflug zurücklegen können. Die Teams suchten zunächst bis zu 40 km links und 60 km rechts der Bogenlinie. Später wurde das Gebiet auf 75 km (40 Seemeilen) Abstand in beide Richtungen erweitert.
Auf Grundlage einer Analyse von Boeing zum letzten, unvollständigen Handshake nimmt das ATSB außerdem an, dass die Satellitendateneinheit nach dem Ausfall beider Triebwerke wieder mit Strom aus dem Hilfstriebwerk (APU) versorgt wurde und sich daher nochmals in die Bodenstation einloggte. Demnach fiel zunächst das rechte Triebwerk aus; das Flugzeug konnte danach nicht höher als 29.000 Fuß gewesen sein. 15 Minuten später, um 08:17:30 Uhr, fiel auch der linke Motor aus, mit der Folge, dass Hilfstriebwerk und Ram-Air-Turbine ansprangen. Da das Hilfstriebwerk nur für etwa zwei Minuten Strom bereitstellt und die elektrischen Systeme für die hydraulische Steuerung danach ausfallen, sei das Szenario einer kontrollierten Wasserung unwahrscheinlich. Im Unterschied zum vorausgehenden Logon (ab 02:25 Uhr) gab es keine Nachricht des Flugunterhaltungssystems mehr, die um 08:21:06 Uhr zu erwarten gewesen wäre. Entweder war dieses vom Cockpit aus abgeschaltet, das Hilfstriebwerk ausgefallen oder das Flugzeug schon abgestürzt oder aufgrund einer ungewöhnlichen Fluglage bereits außerhalb der Sichtlinie des Satelliten.
Für einen steilen Absturz spricht der Wert des Dopplereffekts des Satellitensignals beim letzten, unvollständigen Handshake, da dieser auf eine schnelle vertikale Bewegung hindeutet. Allerdings wird zumindest der letzte von beiden Werten als eventuell durch den Logonvorgang verzerrt angesehen. Die Frequenzverschiebungen dieser beiden BFO-Werte hat man mit früheren Daten von 9M-MRO verglichen. Wie das internationale Ermittlerteam dabei feststellte, verursachte die Aufwärmphase des Oszillators die Verschiebungen. Weitere Faktoren sind die Fehlertoleranz der BFO-Werte sowie die unbekannte Richtung des Flugzeuges. Trotz dieser Unsicherheiten kann die Sinkrate beim ersten BFO-Wert um 08:19:29 Uhr auf 3.800 bis 14.200 Fuß/Minute sowie die des zweiten um 08:19:37 Uhr auf 14.600 bis 25.000 Fuß/Minute eingegrenzt werden. Eine Untersuchung der beiden gut erhaltenen rechten Flügelklappen (siehe unten) ergab, dass das outboard flap sehr wahrscheinlich im Flügel eingezogen und das Flaperon vermutlich in neutraler Stellung war. Das deutet auf einen unkontrollierten Absturz hin.
In einem im Mai 2018 veröffentlichten Buch (MH370: Mystery Solved) argumentiert der pensionierte kanadische Flugunfallermittler Larry Vance, das ATSB habe wichtige Indizien zum Schadensbild der Flügelklappen unterschlagen, um die anfängliche Erklärung mit einem unkontrollierten Absturz aufrechtzuerhalten. Seiner Ansicht nach wären bei einem Aufschlag mit hoher Geschwindigkeit das rechte flaperon und outboard flap nicht so gut erhalten. Die Erosionsschäden an den beiden trailing edges ließen außerdem vermuten, dass beide Klappen in Landekonfiguration in Kontakt mit dem Meerwasser kamen, nachdem zunächst die Triebwerke abgefallen waren. Beide Trümmerteile wiesen keine charakteristischen Merkmale auf, die für Flutter-Schäden sprechen könnten, mit denen die Vertreter der Theorie eines unkontrollierten Absturzes den Zustand der Klappen erklären wollen. Stattdessen sei das Schadensbild charakteristisch für ausgefahrene Klappen und waagerechte Flügelstellung beim Aufsetzen auf dem Wasser. Andere Trümmerteile, wie die Fragmente von Heckflosse und Leitwerken sowie die Teile aus dem Innenraum, unterstützen diese Vorstellung nicht, können aber auch damit erklärt werden, dass das Leitwerk von Trümmern getroffen und Teile aus dem Innenraum hinausgespült wurden. Der letzte, unvollständige Handshake sei nicht durch das Treibstoffende verursacht, sondern durch einen unbekannten manuellen Eingriff des Piloten in die Elektronik. Bei einer Anhörung im australischen Senat schloss Peter Foley, der die erfolglose Suche durch das ATSB geleitet hatte, aus, dass die Flügelklappen in Landekonfiguration standen, jedoch widersprach er nicht der Möglichkeit, dass MH370 kontrolliert und mit waagerechter Flügelposition auf der Meeresoberfläche aufsetzte und sich so das Schadensbild an den Klappen erklären lasse. Eine Wasserung vor Treibstoffende und mit funktionierender Hydraulik, wie sie von einem professionellen Piloten zu erwarten wäre, sei allerdings angesichts des Reboots und der Dopplerwerte sehr unwahrscheinlich.
Die erst am 30. Juli 2018 freigegebene Schadensanalyse der Direction générale de l’armement (DGA), die im Auftrag der französischen Justiz das flaperon untersucht hatte (die schriftliche Fassung datiert auf den 26. Juli 2016), kommt zu ähnlichen Ergebnissen: Die französischen Ermittler glauben ausschließen zu können, dass sich die Klappe noch während des Fluges durch Flutter vom Flügel getrennt hat, da in diesem Fall das leading edge zuerst auf das Wasser aufgeschlagen wäre und deutlich stärker beschädigt sein müsste. Da die untere Fläche des trailing edge nach oben weggedrückt wurde, liege es nahe, dass dieser Bereich möglicherweise sogar in zur Landung ausgefahrener Stellung zuerst auf das Wasser schlug und das flaperon dadurch am leading edge vom Flügel abbrach. Die Autoren beklagen, Boeing habe sich geweigert, ausreichend Daten zur Verfügung zu stellen, um diese Hypothese abschließend bestätigen zu können. Diese Erklärung setzt voraus, dass der Passagierjet zum Zeitpunkt des Absturzes von einem Piloten gesteuert wurde. Die Zeitung Le Monde hatte hierüber bereits am 4. September 2014 berichtet, als die französischen Opferangehörigen über Zwischenergebnisse informiert wurden. Der Flugkapitän einer Boeing 777 im asiatischen Raum und Ausbilder Simon Hardy – der in der Wende bei Penang einen emotionalen Abschiedsgruß an den Heimatort des Flugkapitäns von MH370 sieht – hält es für möglich, dass der Pilot von MH370 nach der letzten Satellitenverbindung das Flugzeug abgefangen, in einen Gleitflug überführt und auf diese Weise noch bis etwa 100 Seemeilen zurückgelegt haben könnte. Zudem hat Vincent Lyne nachweisen können, dass die beiden letzten BFO-Werte nicht notwendigerweise für einen steilen Absturz sprechen, sondern damit erklärt werden können, dass sich MH370 bereits in einer ditching-Konfiguration mit ausgefahrenen Flügelklappen befand, die den BFO-Wert verzerrt haben.
Der Abschlussbericht zieht die Annahme, dass das flaperon zur Wasserung ausgefahren war, in Zweifel, da seitdem die weiteren oben beschriebenen Funde hinzugekommen sind, die zeigen, dass die Klappen nicht in Landekonfiguration waren. Demnach deuteten vielmehr gemeinsame Schäden an flaperon und outboard flap darauf hin, dass beide gleich ausgerichtet waren. Dennoch zeigen auch die Trümmer aus dem Innenraum ein Auseinanderbrechen des Flugzeuges an, entweder beim Aufprall auf das Wasser oder noch in der Luft, wobei keines der Trümmerteile Spuren von Sprengstoff aufweist.

## Reaktionen der Flugverkehrskontrolle

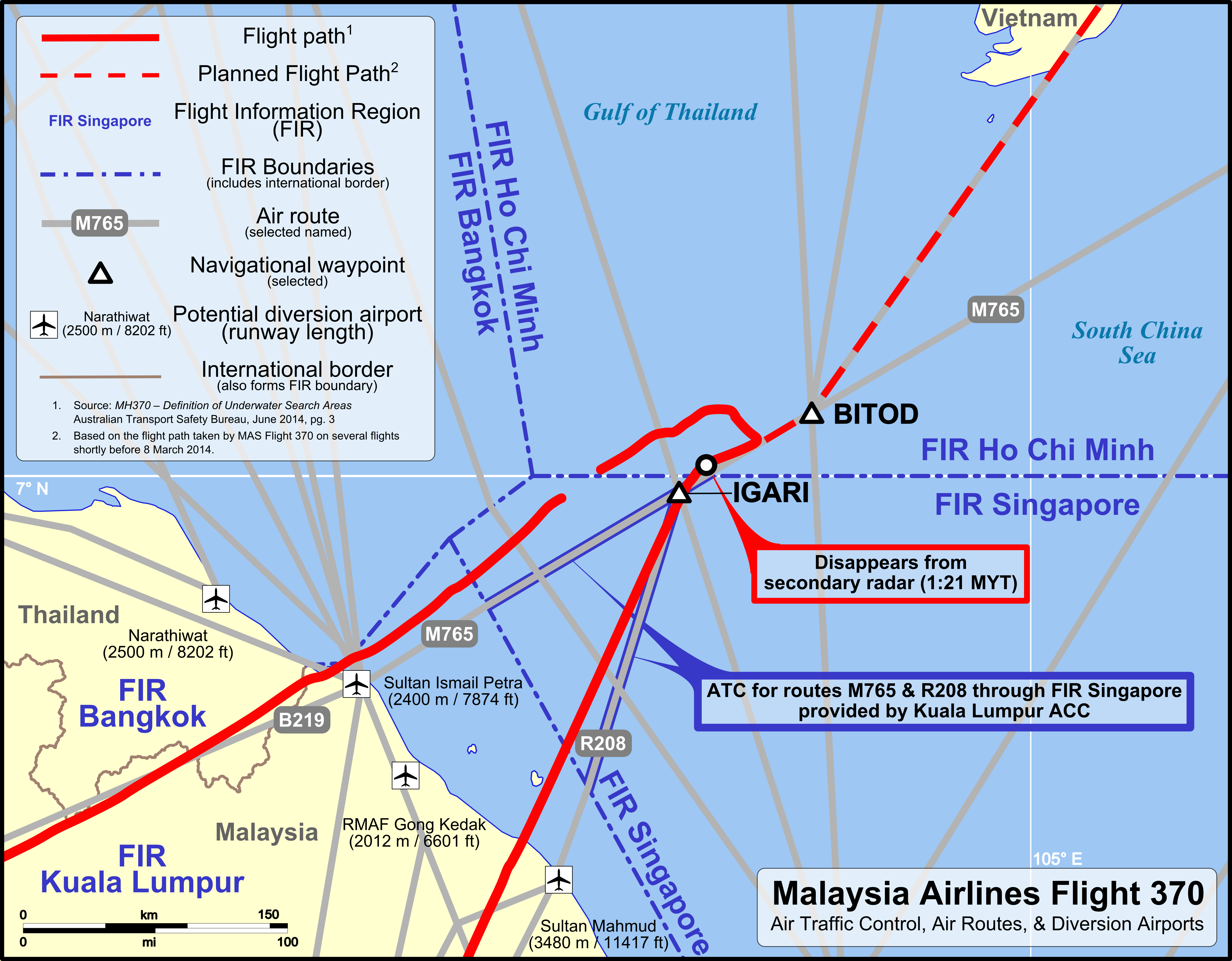
Fluginformationsgebiete (von Thailand, Vietnam und Malaysia) in der Umgebung der Position, an der Flug MH370 vom Sekundärradar verschwand. Rot: rekonstruierte Flugroute (gestrichelt: vorgesehene Route im vietnamesischen Luftraum). Grau: Flugkorridore der zivilen Luftfahrt.

Die unmittelbaren Reaktionen auf den Verlust von Radar- und Funkkontakt haben zu Kritik an den malaysischen Behörden sowie zu juristischen Auseinandersetzungen durch Angehörige geführt. Die Vorgänge sind bislang noch nicht untersucht oder aufgeklärt worden, der grobe zeitliche Ablauf ist aber bekannt. Die Kommunikationsprotokolle der Fluglotsen der beteiligten Luftverkehrskontrollen veröffentlichte man im Zwischenbericht vom 8. März 2015. Die Angaben des Kontrollzentrums von Malaysia Airlines und die Logbucheinträge des diensthabenden Vorgesetzten der malaysischen Luftverkehrskontrolle in Kuala Lumpur hatte schon der erste vorläufige Bericht zusammengefasst. Die verantwortliche Abteilung war zwischen 0 Uhr und 6 Uhr unterbesetzt, um 3 Uhr wechselte das Personal. Der Notfall wurde erst während der Dienstzeit des neuen Controllers ausgerufen. Dieser war anscheinend über den Vorfall kaum im Bilde.
Eine erste Anfrage der vietnamesischen Luftverkehrskontrolle in Ho-Chi-Minh-Stadt über den Verbleib des Flugzeugs kam demnach um 01:39 Uhr, also nicht wie vorgeschrieben innerhalb von fünf Minuten nach der Übergabe. Ho-Chi-Minh-Stadt hatte zuvor vergeblich versucht, die Piloten über Funk zu kontaktieren, und auch Flugzeuge in der Nähe darum gebeten, ohne dass jemand an Bord der Triple Seven geantwortet hätte. Laut Aussage des Fluglotsen verschwand MH370 beim Wegpunkt BITOD (im vietnamesischen Luftraum); dieser Irrtum klärte sich erst um 05:20 Uhr auf. Um 01:41 Uhr versuchte Kuala Lumpur MH370 erfolglos zu erreichen – der diensthabende Vorgesetzte löste aber nicht wie vorgeschrieben eine Alarmphase (Uncertainty Phase) aus, durch welche die Luftraumüberwachung der Nachbarstaaten über das vermisste Flugzeug benachrichtigt worden wäre. Um 02:03 Uhr schickte das Kontrollzentrum von Malaysia Airlines via ACARS eine Textnachricht an das Flugzeug, mit der Aufforderung, Ho-Chi-Minh-Stadt zu kontaktieren. Der Uplink der Nachricht wurde gleich darauf als unterbrochen angezeigt, da die Verbindung mit der Satellitendateneinheit zu dieser Zeit nicht funktionierte. Die in zweiminütigem Abstand für die nächsten 40 Minuten automatisch folgenden weiteren Versuche blieben ebenfalls ohne Antwort. Die automatische Downlink-Nachricht von ACARS zum Boden zeigte „gescheitert“ an. Im Zwischenbericht reicht das ACARS-Protokoll des Netzwerkanbieters SITA allerdings nur bis 02:15 Uhr; die Inmarsat-Daten belegen nur zwei solche Versuche, wohl deshalb, weil sich die Verbindung automatisch ausloggte. Ab 02:25 Uhr war die Satellitenverbindung zum Flugzeug jedenfalls wieder vorhanden. Wie sich erst nach Veröffentlichung des Abschlussberichts dank vorausgehender unabhängiger Ermittlungen herausstellte, hatte das Verkehrsministerium eine zweite Nachricht des Kontrollzentrums von Malaysia Airlines in allen Berichten unterschlagen. Diese Nachricht wurde gegen 02:39 Uhr verschickt und lautete: „Liebe MH370, bitte bestätigen Sie die Testnachricht. Grüße Operation Center“ (DEAR MH370. PLS ACK TEST MSG. RGDS/OC).
Bei einem Verlust von Radar- und Funkkontakt ist vorgeschrieben, zu klären, welches Land weitere Maßnahmen zu ergreifen hat. Gleichwohl teilte Kuala Lumpur um 02:04 Uhr Ho-Chi-Minh-Stadt eine Angabe des Kontrollzentrums von Malaysia Airlines mit, wonach das Flugzeug sich über Kambodscha und somit außerhalb des vietnamesischen Luftraums befinde. Ho-Chi-Minh-Stadt wandte sich daraufhin an die Luftverkehrskontrolle in Kambodscha, die angab, dass die Linienmaschine nicht in ihrem Luftraum sei. Um 02:06 Uhr meldete der ACARS-Positionsbericht, das Flugzeug sei nicht in das Satellitensystem eingeloggt gewesen. Gleichwohl bestätigte gegen 02:15 Uhr das Kontrollzentrum von Malaysia Airlines gegenüber dem Vorgesetzten in Kuala Lumpur, dass MH370 in Kambodscha sei wie in dessen Logbuch vermerkt, und wies darauf hin, dass Signale ausgetauscht würden. Um 02:19 Uhr bestätigte Ho-Chi-Minh-Stadt auf Anfrage von Kuala Lumpur, dass die vorgesehene Flugroute von MH370 nicht über Kambodscha, sondern über Vietnam führen sollte. Unklar bleibt, ob die darauf folgende Anfrage Malaysia Airlines erreicht hat. Gegen 02:35 Uhr, also 10 Minuten nachdem die Satellitenverbindung wieder da war, bestätigte Malaysia Airlines auf Anfrage des Vorgesetzten in Kuala Lumpur, dass die Textnachricht das Flugzeug erreicht habe und dieses weiterhin einen Positionsbericht an die Fluggesellschaft sende, und übermittelte die Koordinaten – wonach das Flugzeug auf der vorgesehenen Route im nördlichen vietnamesischen Luftraum verortet wurde. Kuala Lumpur forderte Malaysia Airlines dabei auf, MH370 via Satellitentelefon zu kontaktieren und sich anschließend wieder zu melden. Unmittelbar darauf gab Kuala Lumpur die Koordinaten an Ho-Chi-Minh-Stadt weiter, wo die Angabe geprüft und später Kuala Lumpur mitgeteilt wurde, das Flugzeug habe nicht erreicht werden können. Um 2:40 Uhr rief Malaysia Airlines zum ersten Mal das Cockpit an. Da die Satellitenverbindung seit 02:25 Uhr wieder funktionierte, wurde der Anruf durchgestellt, aber nicht beantwortet. Gegen 03:30 Uhr teilte Malaysia Airlines Kuala Lumpur mit, dass der Positionsbericht auf einer Prognose der vorgesehenen Flugroute im Flight Explorer beruhe und „nicht verlässlich“ sei, um die Position von MH370 zu bestimmen. Dies ist ebenfalls im Logbuch des Vorgesetzten vermerkt. Um 03:56 Uhr meldete das Kontrollzentrum von Malaysia Airlines auf Anfrage dem neuen Fluglotsen von Kuala Lumpur, es gebe noch keine Neuigkeiten; man wolle aber versuchen, das Flugzeug zu kontaktieren. Es ist unbekannt, ob Malaysia Airlines die Luftverkehrskontrolle oder irgendeine andere Instanz jemals darüber informiert hat, dass die beiden ACARS-Nachrichten nicht durchkamen und der Anruf durchging, aber nicht beantwortet wurde.
Militärische Quellen gaben gegenüber Reuters an, die Militärbasis Butterworth in Penang (an der malaysischen Westküste) sei von der zivilen Luftkontrolle in Kuala Lumpur gegen 2 Uhr benachrichtigt worden, das Flugzeug werde vermisst. Man habe aufgrund der Angaben von Kuala Lumpur geglaubt, dass es technische Schwierigkeiten habe und deshalb in Richtung eines Flughafens unterwegs sei. Auf dem Militärradar sei ein entsprechendes Flugobjekt entdeckt worden. Da es somit als „nicht feindlich“ bewertet wurde, habe man nichts veranlasst. Es sei über den Flughafen Penang auf das offene Meer hinaus weggeflogen, nachdem es den Flughafen Kota Bharu an der Ostküste überquert hatte.
Um 05:09 Uhr erkundigte sich das Kontrollzentrum von Singapur im Auftrag von Hongkong über das Ausbleiben von MH370 im chinesischen Luftraum. Auf telefonische Anfrage von Kuala Lumpur um 05:20 Uhr teilte das Kontrollzentrum von Malaysia Airlines seine Vermutung mit, dass MH370 angesichts des letzten Funkkontakts den Luftraum von Malaysia nie verlassen habe. Der Fluglotse in Kuala Lumpur, der nach 3 Uhr seinen Dienst angetreten hatte, bestätigte diese Mitteilung. Er versprach, seinen Vorgesetzten zu wecken, um zu überprüfen, wann der letzte Kontakt stattgefunden hatte. Ho-Chi-Minh-Stadt hatte bereits um 04:25 Uhr erfolglos versucht, persönlich mit dem Vorgesetzten zu sprechen.
Der damalige Chef von Malaysia Airlines, Hugh Dunleavy, berichtete in einem Interview, dass er gegen 4 Uhr morgens eine Notfallnachricht erhalten und sich zum Kontrollzentrum in Kuala Lumpur begeben habe. Alle Verantwortlichen von Malaysia Airlines hätten in den ersten Stunden geglaubt, das Flugzeug sei vom Kurs abgelenkt worden und stundenlang weitergeflogen, aber nicht abgestürzt. Da keine Kommunikation mit MH370 zustande kam, sei er überzeugt gewesen, dass es sich nicht um eine Entführung handeln konnte. Die Angehörigen hätten ihm das aber nicht geglaubt und seien von einer terroristischen Entführung ausgegangen, über die die Airline sie im Unklaren lasse.
Die Luftverkehrskontrolle in Kuala Lumpur aktivierte um 05:30 Uhr, über vier Stunden nach dem Verschwinden vom Radarschirm, das Rettungskoordinationszentrum (Koordinierung der Suche durch das Militär). Dort rief man eine Stunde und zwei Minuten später über das Aeronautical Telecommunications Network, ein internationales Netzwerk von Luftverkehrskontrollen der einzelnen Länder, den Notfall aus. Das entsprechende Dokument des Rettungskoordinationszentrums, das vom zivilen Luftfahrtamt eingegangen war, enthielt keinen offiziellen Stempel. Das erste malaysische Rettungsflugzeug startete um 11:30 Uhr. Nach den Vorschriften hätte der diensttuende Vorgesetzte das Rettungskoordinationszentrum innerhalb von drei Minuten nach der Ankunftszeit im vietnamesischen Luftraum – für 01:22 Uhr geplant, tatsächlich um 01:21 Uhr – alarmieren und außerdem das Militär verständigen sollen.
Nachdem die Linienmaschine ihre planmäßige Ankunft in Peking um 06:20 Uhr Ortszeit (22:20 UTC) verpasst hatte, verlangte der Vorgesetzte in Ho-Chi-Minh-Stadt um 06:36 Uhr vergeblich, mit dem Vorgesetzten in Kuala Lumpur zu sprechen. Um 06:50 Uhr wollte auch Singapur mit dem Vorgesetzten sprechen – dieser sei beschäftigt, hieß es. Singapur bat außerdem darum, zu bestätigen, dass Malaysia Airlines weiterhin versuche, das vermisste Flugzeug zu kontaktieren. Um 07:13 Uhr versuchte das Kontrollzentrum von Malaysia Airlines zum zweiten Mal, MH370 über Satellitentelefon zu erreichen. Um 07:24 Uhr veröffentlichte die Fluggesellschaft auf ihrer Facebook-Seite schließlich eine Presseerklärung, dass MH370 um 02:40 Uhr, also zum Zeitpunkt des ersten erfolglosen Anrufs durch die Fluggesellschaft, den Kontakt zum Kontrollzentrum in Kuala Lumpur verloren habe und mittlerweile eine Such- und Rettungsaktion eingeleitet worden sei. Zu diesem Zeitpunkt war MH370 noch in der Luft und in den Inmarsat-Satelliten eingeloggt. Der Anruf ging daher durch, wurde aber nicht beantwortet.
Der Abschlussbericht vom 30. Juli 2018 bringt einige weitere Einzelheiten zu diesen Vorgängen, ohne den Sachverhalt lückenlos aufzuklären. Den zuständigen vietnamesischen Fluglotsen befragte man erst am 10. September 2014 zu dem Vorgang. Er konnte nicht erklären, warum er nicht innerhalb von fünf Minuten MH370 kontaktiert hatte, gab aber an, sich auf Notfrequenz an andere Piloten gewandt zu haben – was nicht durch Aufzeichnungen zu belegen war. Möglicherweise ergab sich dadurch eine Verzögerung. Er konnte auch nicht erklären, wieso er den Wegpunkt BITOD im vietnamesischen Luftraum als Referenzpunkt erwähnte, was zu weiterer Verwirrung über die Zuständigkeit führte. Kuala Lumpur hätte bereits um 2:27 Uhr, als die Benachrichtigung von Vietnam einging, eine Distress Phase und anschließend die Folgephasen feststellen müssen, unterließ dies jedoch. Um 2:00 Uhr informierte der zuständige Radarlotse über einen weiteren Lotsen den Vorgesetzten, der sich zu dieser Zeit im Schlaf- und Ruheraum befand. Der Vorgesetzte telefonierte daraufhin mit dem Kontrollzentrum von Malaysia Airlines, wo man ihm beschied, laut dem Flight Explorer sei MH370 über Kambodscha. Das Gespräch wurde nicht aufgezeichnet. Der Vorgesetzte gab sich damit zufrieden und kehrte um 02:30 Uhr in den Ruheraum zurück, wo er bis 05:30 Uhr blieb, als der erste Alarm ausgelöst wurde. Der Kontroller von Malaysia Airlines gab später an, dass weder er noch das weitere diensthabende Personal hinreichend ausgebildet waren, um zu wissen, dass es sich lediglich um eine Projektion handelte. Der Radarblip von MH370 erschien im Primärradar der zivilen Luftüberwachung von Kuala Lumpur, wurde aber nicht in Echtzeit registriert. Den zuständigen Bereich besetzten zu dieser Zeit entgegen den Vorschriften unzureichend ausgebildete Personen. Als um 03:30 Uhr der Hinweis der Fluggesellschaft eintraf, die Flugprojektion sei nicht zuverlässig, sah man die Zuständigkeit bei Vietnam. Es liegen keine Aufzeichnungen vor, dass die malaysische Luftverkehrskontrolle das Militär benachrichtigt hat. Das Militär identifizierte gleichwohl am selben Tag die unangemeldete Radarechoanzeige von MH370 – und ließ keine Abfangjäger aufsteigen, weil es sich von einem solchen Zivilflugzeug nicht bedroht sah.
Am Tag nach der Veröffentlichung des Abschlussberichts erklärte der Direktor der zivilen Luftfahrtbehörde von Malaysia seinen Rücktritt. Der neue Verkehrsminister Anthony Loke kündigte eine interne Untersuchung an.

## Suche nach der Maschine

### Suche in der Umgebung von Indonesien und Malaysia

Suche nach dem vermissten Flug MH370 in den ersten Tagen nach dem Verschwinden

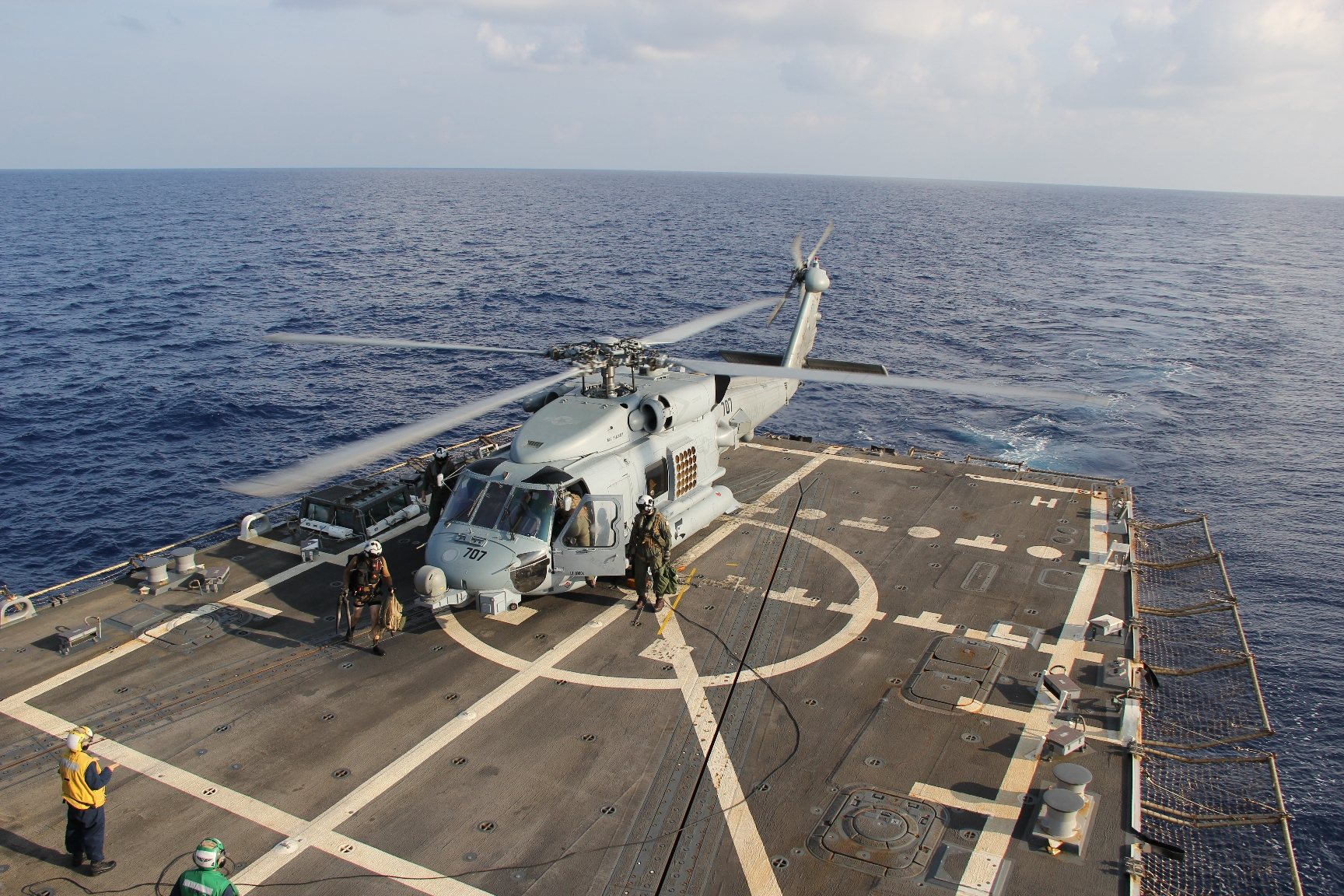
Eine MH-60R Sea Hawk landet auf der Pinckney während der Suche nach dem Flugzeug am 10. März 2014

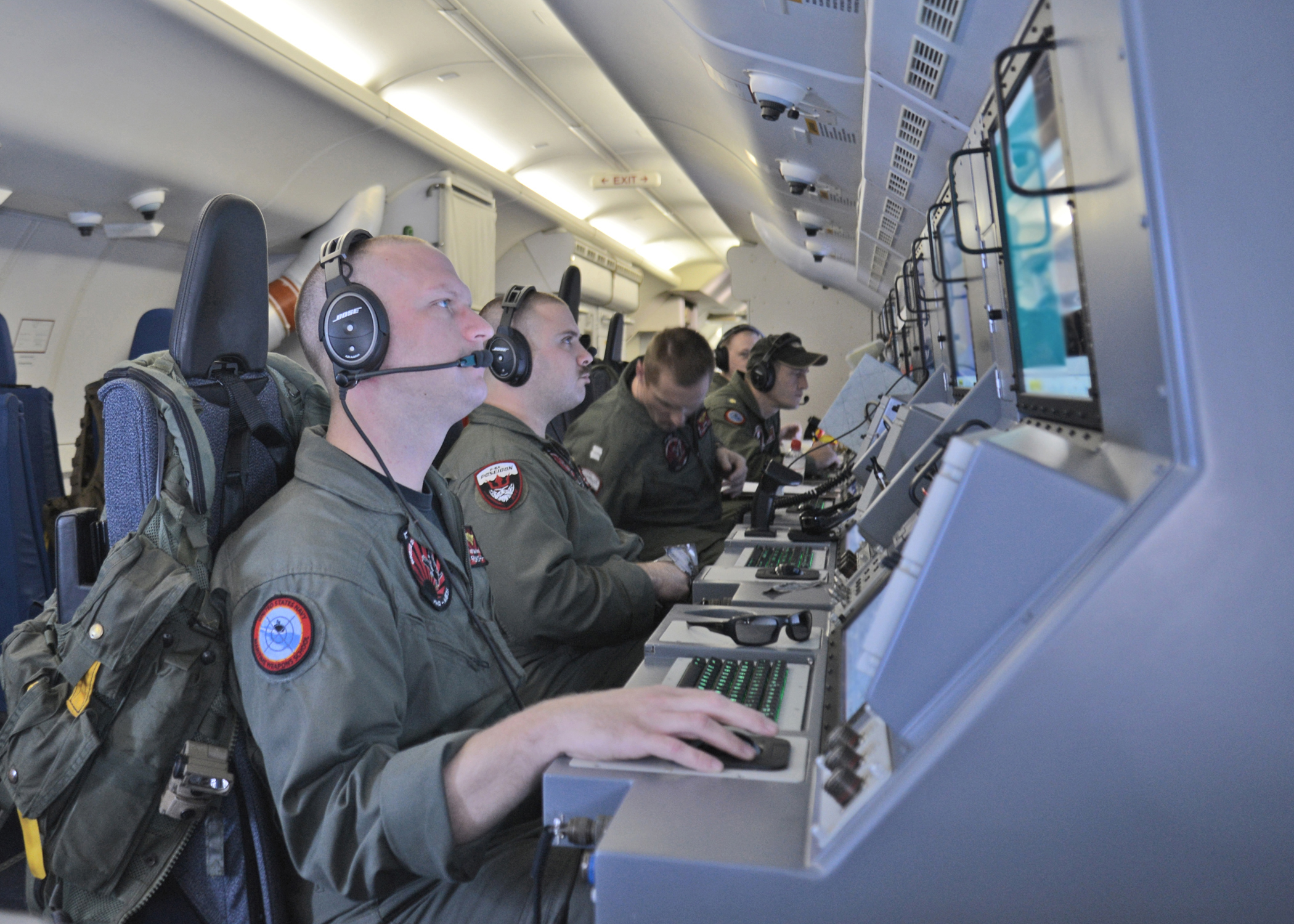
Die Besatzung der an der Suche beteiligten P-8A Poseidon am 16. März 2014

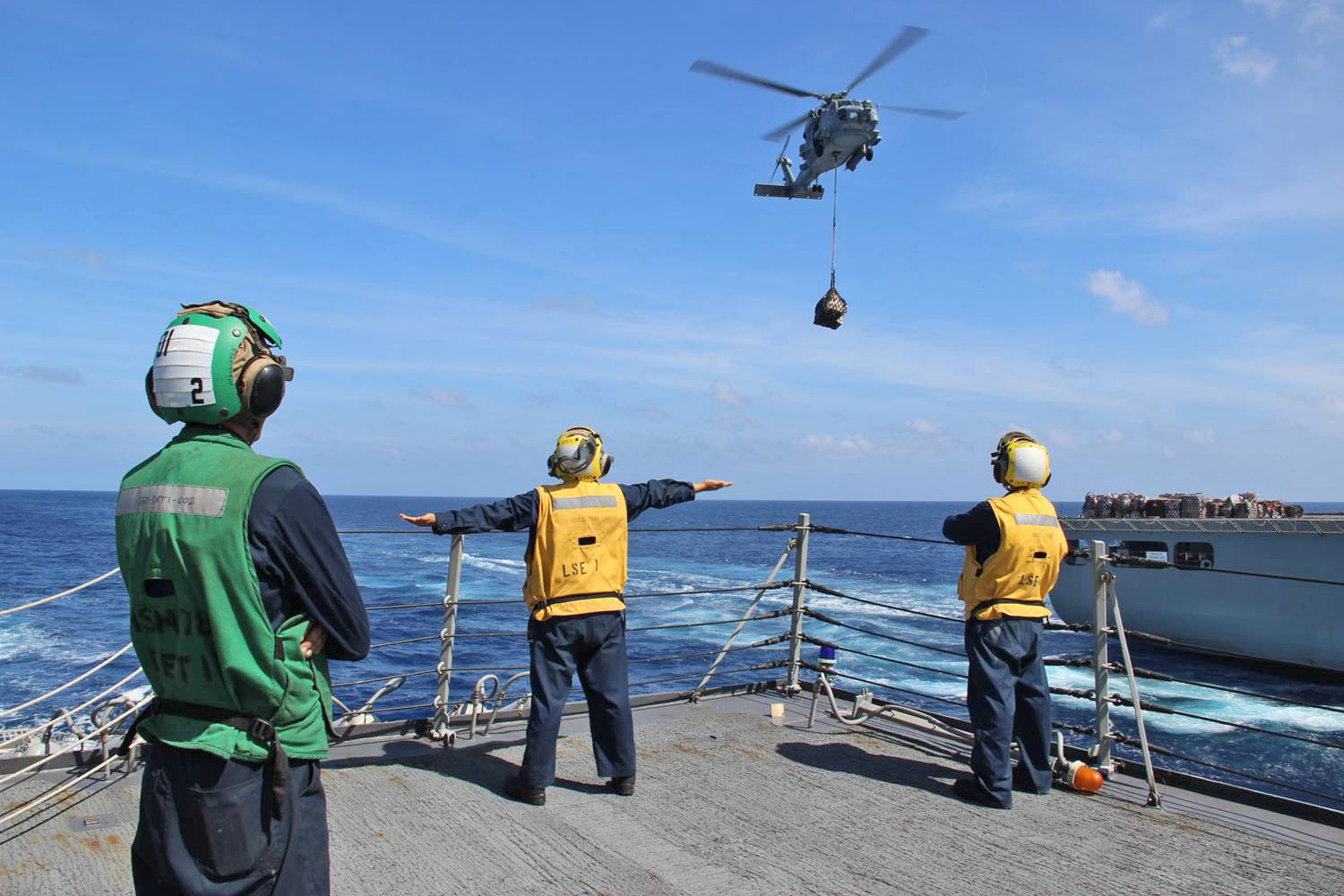
Die Besatzung der USS Kidd bei der Suche in der Andamanensee am 17. März 2014

An der Such- und Rettungsaktion beteiligten sich die Seestreitkräfte und Seeaufklärer Australiens, Vietnams, Indonesiens, Indiens, Malaysias, Thailands, Singapurs, Neuseelands, Japans, der Volksrepublik China, der Philippinen und der Vereinigten Staaten. Sowohl die Nationale Behörde für Transportsicherheit der Vereinigten Staaten, aus denen drei der an Bord befindlichen Passagiere stammten, als auch der US-amerikanische Hersteller Boeing, der den Passagierjet gebaut hatte, hatten ihre Unterstützung angeboten.
Zunächst suchte man in der Nähe des letzten Funkkontakts nach dem Flugzeug. Die vietnamesische Marine hatte gemeldet, die Boeing sei etwa 280 km von den Thổ-Chu-Inseln entfernt über dem Golf von Thailand (zwischen Malaysia und Vietnam) abgestürzt, genauer gesagt, das Signal der Maschine sei dort abgebrochen. Allerdings fügte der stellvertretende vietnamesische Verkehrsminister hinzu, dass die vietnamesische Luftverkehrskontrolle am selben Tag die malaysischen Behörden über die Richtungsänderung informiert, aber dazu keine Antwort erhalten habe. Noch einige Stunden nach dem Verschwinden behauptete der Chef von Malaysia Airlines, das Flugzeug sei bis 02:40 Uhr von der Luftverkehrskontrolle östlich von Malaysia erfasst worden. Die angebliche anfängliche Angabe, ein malaysisches Militärradar habe MH370 noch um 02:40 Uhr nahe Pulau Perak, einer Insel in der Straße von Malakka, registriert, hatte das malaysische Militär bald danach dementiert. Das malaysische Militär benachrichtigte allerdings noch am 8. März um 10:30 Uhr den Verteidigungs- und Verkehrsminister Hishammuddin Hussein, dass nach Radaraufzeichnungen MH370 über die Straße von Malakka geflogen sein könnte. Zwei dort stationierte Schiffe sowie ein Flugzeug wurden um Aufklärung gebeten.
Im Meer treibende Objekte, die durch Aufklärer oder Satelliten im Bereich der vermuteten Absturzstelle gesichtet worden waren, konnten nach Detailaufklärungen entweder nicht mehr gefunden oder nicht als zum Flugzeug gehörend identifiziert werden. Ein etwa 20 Kilometer breiter Ölfilm im mutmaßlichen Absturzgebiet nahe dem Fischerhafen Tok Bali im Bundesstaat Kelantan entpuppte sich nach chemischen Analysen entnommener Proben als Schiffstreibstoff.
Das abzusuchende Seegebiet dehnte Malaysia am Tag nach dem Verschwinden der Maschine auf die Straße von Malakka aus, da es nunmehr möglich erschien, dass das Flugzeug seinen Kurs nach Westen gewechselt hatte, wie das malaysische Militär am 11. März mitteilte. Die Volksrepublik China kündigte am 10. März an, sich mit zehn Satelliten, die über hochauflösende Kameras verfügten, an der Suche nach dem Zivilflugzeug zu beteiligen. Am gleichen Tag wurde zudem die Ausweitung der Suchzone bekanntgegeben. Am 12. März beteiligten sich insgesamt 42 Schiffe und 35 Flugzeuge an der Suche, davon etwa ein Drittel in der Straße von Malakka, der Rest im Südchinesischen Meer. Seitdem beteiligte sich auch die indische Küstenwache und suchte in der Andamanensee und im Gebiet der Nikobaren-Inseln. Außerdem stellte die Crowdsourcing-Plattform Tomnod aktuelle Satellitenaufnahmen zur Verfügung. Millionen von Internetnutzern halfen bei der Suche mit.
Meldungen der maledivischen Zeitung Haveeru vom 18. März, nach denen Bewohner von Kudahuvadhoo etwa eine Stunde nach dem mutmaßlichen Zeitpunkt des Absturzes ein tieffliegendes Verkehrsflugzeug in ähnlichen Farben wie die der vermissten Maschine gesichtet hätten, kommentierte das maledivische Militär am folgenden Tag mit der Stellungnahme, es sei kein Hinweis auf ein Radarecho von MH370 in der betreffenden Region empfangen worden, weder vom militärischen noch vom zivilen Radar der Flughäfen. Laut Recherchen von Florence de Changy (Le Monde) deuten weder der Zeitpunkt noch die Richtung in irgendeiner Weise auf MH370; es solle sich in Wahrheit um ein Flugzeug der örtlichen Fluggesellschaft gehandelt haben. Laut Nachforschungen des selbstfinanzierten Privatermittlers Blaine Gibson lässt sich dagegen nicht klären, was für ein Flugzeug es war.

### Suche im südlichen Indischen Ozean

#### Die Roaring Forties

Die verschiedenen Suchzonen im südlichen Indischen Ozean, oben links die Route der Ocean Shield beim Einsatz des Schleppsensors, die akustischen Signale (rot) und das Gebiet der Tiefseesuche (braun)

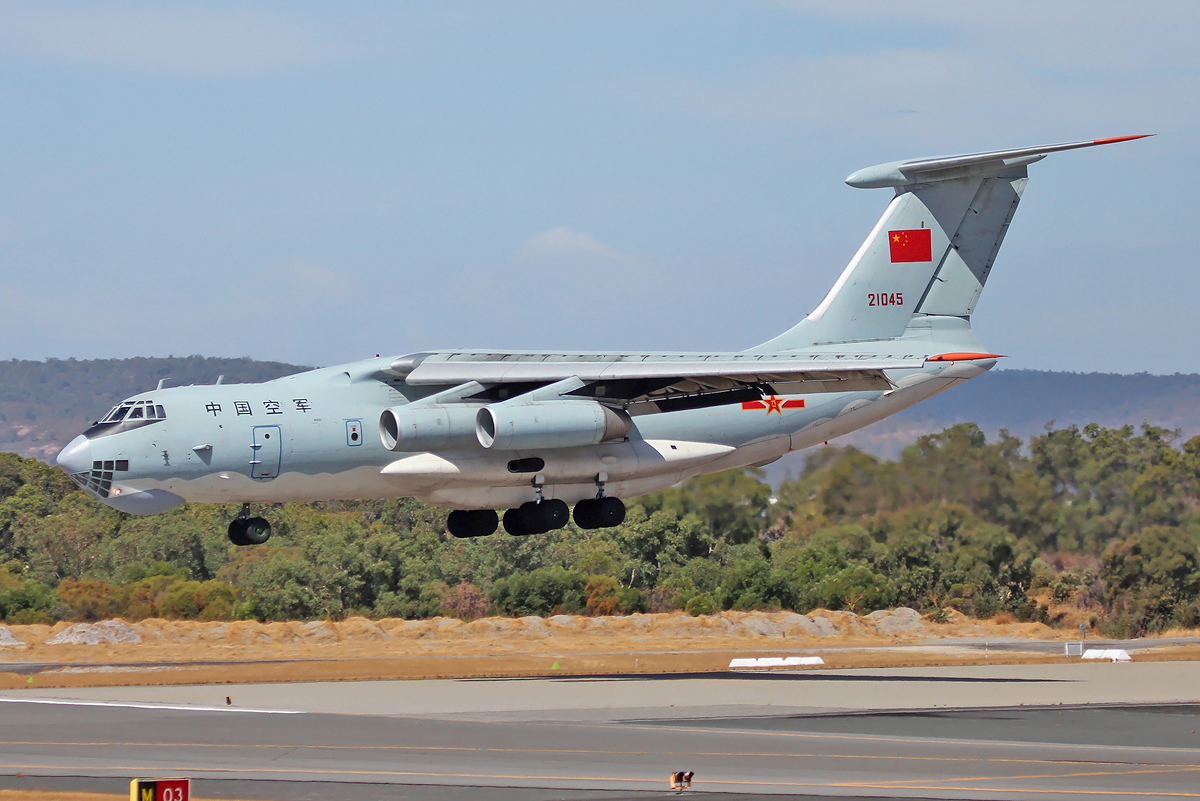
Eine Iljuschin Il-76 der chinesischen Luftwaffe landet auf dem Flughafen Perth am 21. März 2014.

Am 13. März meldete das Wall Street Journal, dass die Triebwerke des verschollenen Flugzeugs noch mehr als vier Stunden nach dem letzten Radarkontakt Datenpakete gesendet hätten. Obwohl der malaysische Verteidigungsminister und amtierende Verkehrsminister Hishammuddin Hussein diese Meldung unter Berufung auf Angaben von Malaysia Airlines zunächst als „fehlerhaft“ dementierte, erwies sie sich später als teilweise zutreffend: Nach Angaben der BBC vom 14. März 2014 hatte das Satellitensystem des britischen Unternehmens Inmarsat noch bis zu fünf Stunden nach dem letzten Radarkontakt automatisch erzeugte Signale der Kommunikationsbereitschaft (Handshakes) von MH370 empfangen. Allerdings wurden diese Handshakes nicht von den Triebwerken selbst gesendet. Ein Sprecher des Pentagon gab noch am 14. März bekannt, die Boeing 777 könne im Indischen Ozean niedergegangen sein, die USA wollten die Suche dorthin verlegen.
Nach Bekanntwerden des letzten Ping-Signals der Maschine aus einem der beiden Korridore wurde die Suche nach Wrackteilen im Südchinesischen Meer am 15. März 2014 eingestellt. Man konzentrierte sich nun auf die umgebenden Regionen der beiden Korridore. In den folgenden Wochen wurde das Suchgebiet mehrmals verlegt, nachdem die Analysen der Satellitendaten an Australien weitergegeben worden waren. Hinzu kam: Die Suche nach auf dem Meer treibenden Trümmern musste – im Unterschied zu Versuchen, die vom Meeresgrund ausgehenden Flugschreibersignale zu orten – die Meeresströmungen einbeziehen, die sich schwer berechnen lassen.
Der südliche Korridor wurde unter Koordination der australischen Maritime Safety Authority (AMSA) durchkämmt. Der malaysische Premierminister Najib Razak hatte den australischen Premierminister Tony Abbott gebeten, die Suche im südlichen Korridor zu koordinieren, da diese Fläche im australischen Seenotrettungsgebiet liegt. Am 17./18. März begann die Volksrepublik China, den Korridor auf ihrem Territorium systematisch zu durchsuchen. Zu dieser Zeit beteiligten sich insgesamt 25 Länder an der Aktion. Für den Fall, dass der verschollene Jet in den nördlichen Korridor geflogen wäre, erhofften sich die Ermittler weitere Erkenntnisse durch die Analyse der Militärradardaten der Staaten, die es hätte überflogen haben müssen, insbesondere der Volksrepublik China. In den folgenden Tagen tauchten jedoch keine solchen Hinweise auf. China war ebenfalls Teil der Drei-Länder-Vereinbarung zur Suche nach MH370, da die meisten Passagiere chinesische Staatsbürger waren. Im Zuge der Suche im südlichen Korridor ab dem 15. März fragte Australien zahlreiche Länder, darunter auch Deutschland, nach Bildern von geostationären Satelliten, die bei der Suche im möglichen Gebiet helfen sollten.

Schematische Darstellung der Flugschreibersuche

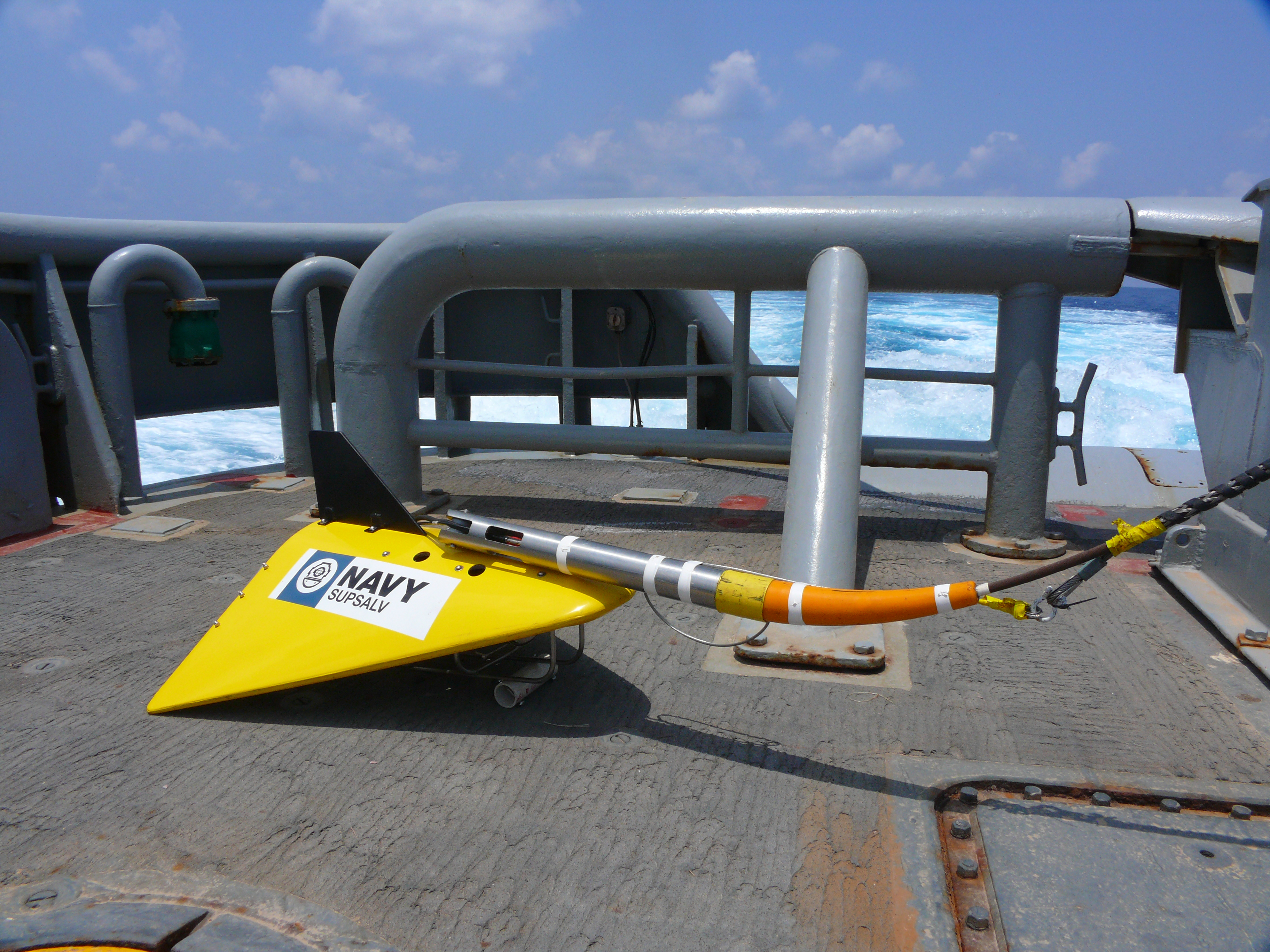
Mit diesem Schleppsensor wurden die Signale empfangen, die angeblich von den Flugschreibern stammten.

Mehrere Flugzeuge aus Japan, Südkorea und den USA konnten nicht wie geplant Ausschau nach Überresten halten, da Indonesien die Überflugrechte verweigerte. Am 20. März gab der australische Premierminister Tony Abbott bekannt, dass auf Satellitenbildern, die am 16. März etwa 2500 Kilometer südwestlich von Perth entfernt im Indischen Ozean aufgenommen wurden, Teile im Wasser zu erkennen seien, die zu einem Flugzeug gehören könnten. Flugzeuge, Marine- und Handelsschiffe mehrerer Länder wurden zur Abklärung entsandt.
Die zunächst in Frage kommende Fläche umfasste etwa 7,68 Millionen km² und liegt in den Roaring Forties, der Westwindzone, wo schlechtes Wetter, raue See und starke Meeresströmungen nach Osten herrschen. Am 22. März wurde zusätzlich für das Suchgebiet eine Zyklonwarnung gegeben. Das fragliche Gebiet lag etwa 2500 Kilometer vom nächstgelegenen Festland (Australien) entfernt, was die Suche erschwerte. Von Perth in Australien aus operierende Flugzeuge mussten täglich etwa vier Stunden anfliegen und ebenso lang wieder zurückfliegen, so dass nur etwa zwei Stunden täglich für die eigentliche Suche zur Verfügung standen. Den Meeresboden des Indischen Ozeans prägt in diesem Seegebiet der von Nord nach Süd verlaufende Indische Rücken.
Vom 22. bis zum 27. März kamen fast täglich Meldungen, dass auf Bildern von chinesischen oder thailändischen Satelliten sowie auf Satellitenbildern, die Airbus Defence and Space zur Verfügung stellte, mögliche Wrackteile gesichtet worden seien. Australische und chinesische Suchtrupps gaben am 24. März bekannt, möglicherweise Bruchstücke im Indischen Ozean entdeckt zu haben. Ein australisches Bergungsschiff steuerte das Gebiet an. Am 25. März wurde die Suche wegen schlechten Wetters für 24 Stunden ausgesetzt.
Die Suche nach dem Wrack wurde zum Wettlauf mit der Zeit. Der Flugschreiber („Black Box“) sollte durch Kontakt mit Wasser aktiviert worden sein und in regelmäßigen Abständen Ultraschallsignale aussenden. Die Batteriekapazität des Flugschreibers von MH370 hätte mindestens einen Monat ausreichen sollen. Internationale Empfehlungen, die nach dem Absturz von Air-France-Flug 447 im Südatlantik 2009 erarbeitet worden waren, nach denen ein Flugschreiber mindestens 90 Tage aktiv sein sollte, waren bei MH370 noch nicht umgesetzt worden. Das Signal kann nur aus begrenzter Wassertiefe detektiert werden. Bei größeren Tiefen muss die Empfängersonde an entsprechenden Unterwasserkabeln aufgehängt werden. Die Reichweite des Signals hängt stark von Gegebenheiten des Meeresbodens ab.

#### Das nördliche Suchgebiet

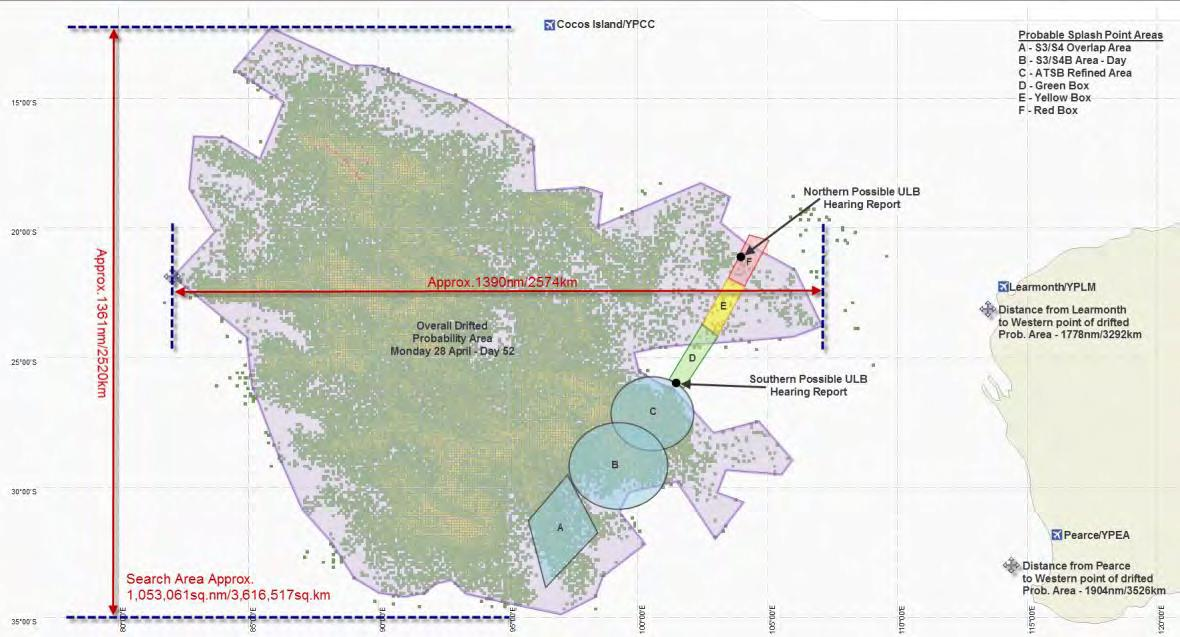
Karte der australischen Verkehrssicherheitsbehörde mit möglichen Treibbewegungen von Trümmern aus den vermuteten Absturzgebieten A bis F auf der 7. Bogenlinie, eingegrenzt das Suchgebiet vom 29. März bis 27. April

Am 28. März 2014 gab der australische Premierminister bekannt, es gebe Belege dafür, dass das Flugzeug deutlich weiter nordöstlich abgestürzt sei, und man das Suchgebiet deswegen verlegen werde. Das neue Suchareal lag näher zur australischen Küste, außerhalb der Roaring Forties, und umfasste etwa 319.000 km². Das internationale Ermittlungsteam hatte herausgefunden, dass Flug MH370 zwischen dem Südchinesischen Meer, dem letzten Zivilradarkontakt, und dem letzten Militärradarkontakt über der Straße von Malakka schneller geflogen war, somit mehr Treibstoff verbraucht hatte und auf der Südroute weniger weit gekommen war als bis dahin angenommen. Über 50 auf dem Meer treibende Objekte wurden an diesem Tag gesichtet, von denen nur ein Teil geborgen werden konnte. Am 30. März beorderte man schließlich das australische Schiff Ocean Shield mit einem Schleppsensor (Towed Pinger Locator) in die Region, um den Flugschreiber aufzuspüren.
Seit dem 1. April 2014 koordinierte das australische Joint Agency Coordination Centre (JACC) die Suche nach MH370. Es war wenige Tage zuvor eigens zu diesem Zweck gegründet worden. Nach dem Chicagoer Abkommen liegt die Verantwortung für die Ermittlungen bei Malaysia, wobei Australien die Suche nach dem Wrack im südlichen Indischen Ozean als akkreditiertes Mitglied leitet. Die britische Marine beteiligt sich mit dem U-Boot Tireless und dem Vermessungsschiff Echo.

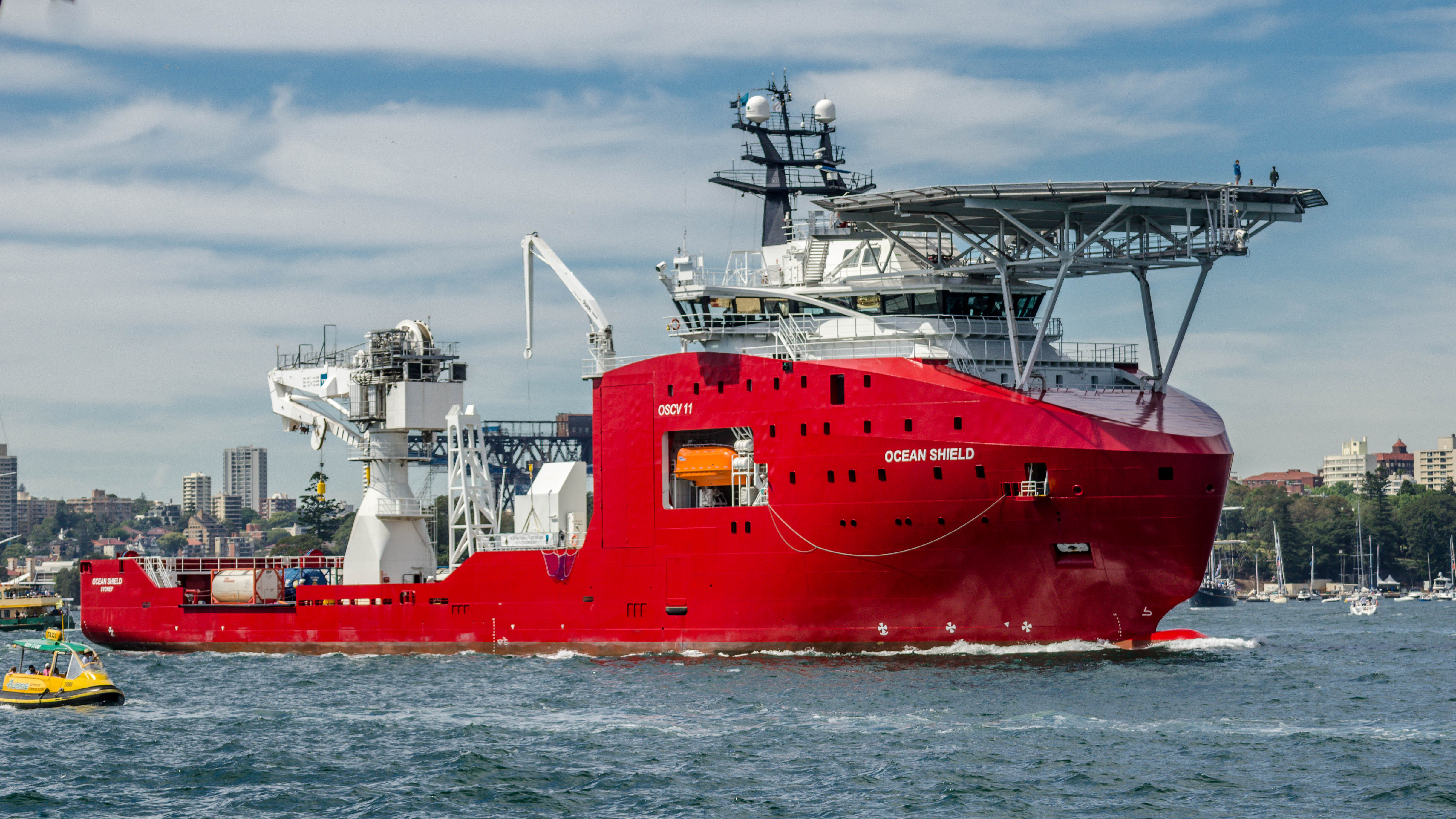
Das australische Suchschiff Ocean Shield

Tiefenkarte des Wharton-Beckens im Indischen Ozean

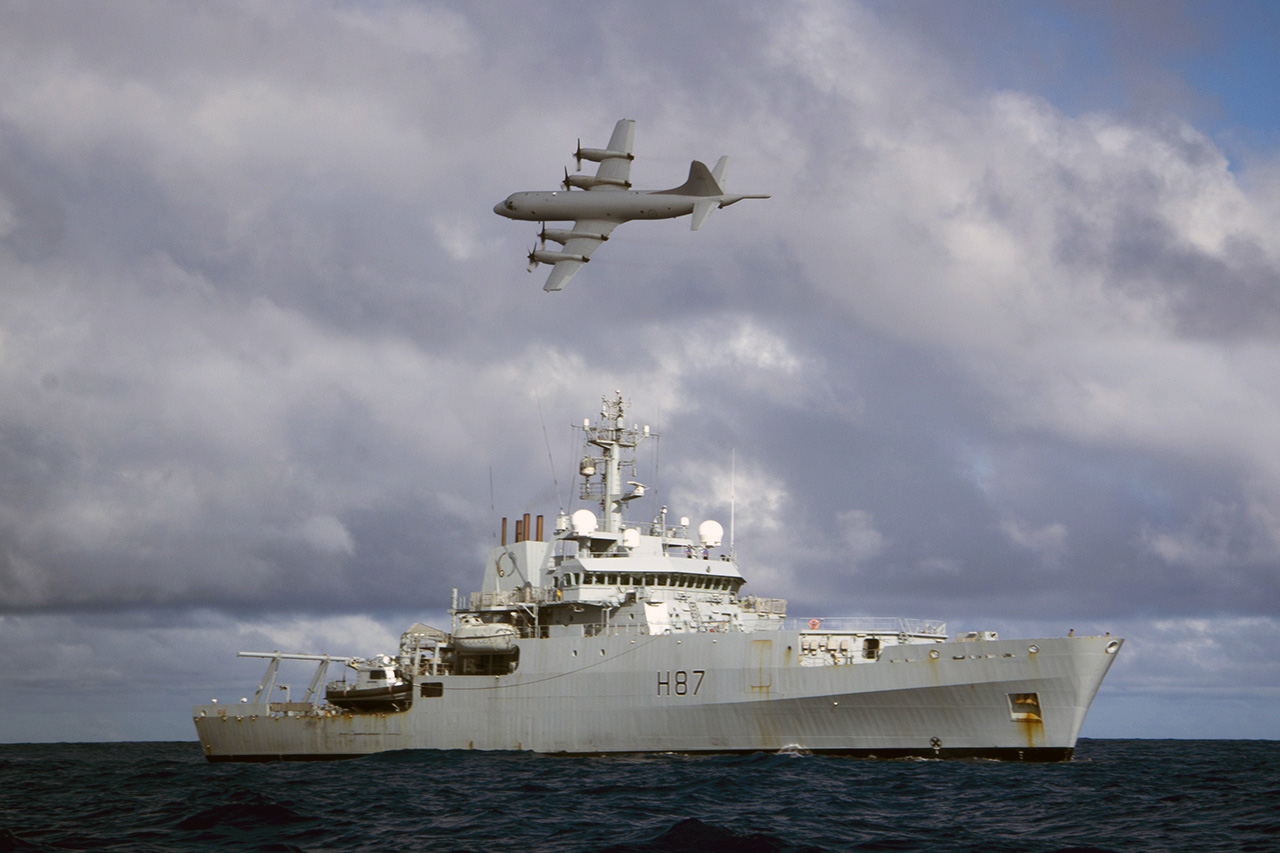
Eine australische P-3 Orion über dem britischen Forschungsschiff HMS Echo (H87) am 12. April 2014

Am 5. April 2014 meldete eine chinesische Nachrichtenagentur, ein Flugschreiberdetektor des Suchschiffs Haixun 01 habe ein pulsierendes (Schall-)Signal mit der Frequenz 37,5 Kilohertz empfangen, die zur Frequenz des Flugschreibers der Boeing 777 passe (25° 0′ S, 101° 0′ O). Offenbar wurde das Signal von einem handgehaltenen Hydrophon etwas über eine Minute lang registriert. Allerdings schlossen die Beteiligten einige Tage später aus, dass dieses Signal zu dem vermissten Flugzeug gehöre.
Später am selben Tag (australische Zeitzone) empfing das australische Suchschiff Ocean Shield, das inzwischen zur Verstärkung des chinesischen Schiffs beordert worden war, in etwa 300 Seemeilen (knapp 600 km) Entfernung ein weiteres Signal. Das geschah nahe der Luftstraße M641, die von den Kokosinseln nach Perth führt. Der Leiter der Behörde JACC, Angus Houston, bezeichnete trotz aller gebotenen Vorsicht die Entdeckung dieses Signals als „bislang vielversprechendste Spur“. Der erste Empfang des Sensors der Ocean Shield bei einem Wendemanöver in geringer Tiefe dauerte 2 Stunden und 20 Minuten, der zweite Empfang bei der Rückfahrt – in einem Umkreis von ca. 1,5 km und nunmehr in 3000 m Tiefe – ungefähr 13 Minuten. Bei der Rückfahrt seien zwei verschiedene Signale empfangen worden, die mit „Übertragungen des Flugdatenschreibers und des Stimmenrekorders übereinstimmten“. Die Signale seien auf einer Frequenz von 33,331 Kilohertz in regelmäßigen Intervallen von 1,106 Sekunden gemessen worden. Das Gebiet, in dem nach treibenden Trümmerteilen zu suchen war, grenzten die Fachleute mit Stand vom 11. April 2014 auf 47.000 km² neu ein.
Die Ocean Shield empfing am 8. April zwei weitere angebliche Übertragungen. Um eine ungestörte Suche zu gewährleisten, setzten die Leiter kein weiteres Schiff in dieser Gegend ein. Allerdings legte ein Flugzeug des Typs P-3 Orion 84 Sonarbojen in der Nähe der Ocean Shield aus, die in mindestens 300 m Tiefe den Ozean abhören konnten. Die Verantwortlichen erklärten: Da sich Wasserschall nicht geradlinig, sondern (abhängig von zahlreichen Faktoren wie Temperatur, Druck und Salzgehalt) diffus ausbreite, sei es schwierig, die Quelle genau zu lokalisieren. Zudem nehme man an, dass der Meeresboden mit meterhohem Schluff bedeckt sei, der Schallwellen ablenken und das Wrack verbergen könne. Da der Sensor der Ocean Shield ein sechsfach größeres Gebiet als ein Tauchroboter abdecke, erwarte man, dass Tauchroboter, die den Meeresgrund absuchen können, erst zum Einsatz kämen, wenn man damit rechnen müsse, dass die Batterie des Flugschreibers verbraucht sei. Bis dahin solle versucht werden, das Gebiet so weit wie möglich einzugrenzen. Die Tiefe des Ozeangrunds werde auf 4500 m geschätzt. Ein zunächst vielversprechender Signalempfang durch die P-3 Orion vom 10. April ließ sich nicht als zusätzlicher Hinweis auf den Flugschreiber bestätigen, wurde aber nach weiterer Analyse als dem erwarteten Signal eines Flugschreibers „sehr ähnlich“ beschrieben. Ab dem 12. April war auch die HMS Echo im Suchgebiet, um den Meeresboden zu kartographieren.
Nachdem keine weiteren Signale mehr detektiert worden waren, resümierte der australische Premierminister Tony Abbott in Peking, dass die Signalstärke nun schnell abnehme und das Auffinden zumindest einer der beiden Flugschreiber zu einer „gewaltigen Aufgabe“ werde. Der zu dieser Zeit vermutete Ruheort von MH370 war der kaum kartographierte, nördliche Rand des Zenith-Plateaus an der Grenze zum Wharton-Becken.

#### Unterwassersuche durch Tauchroboter

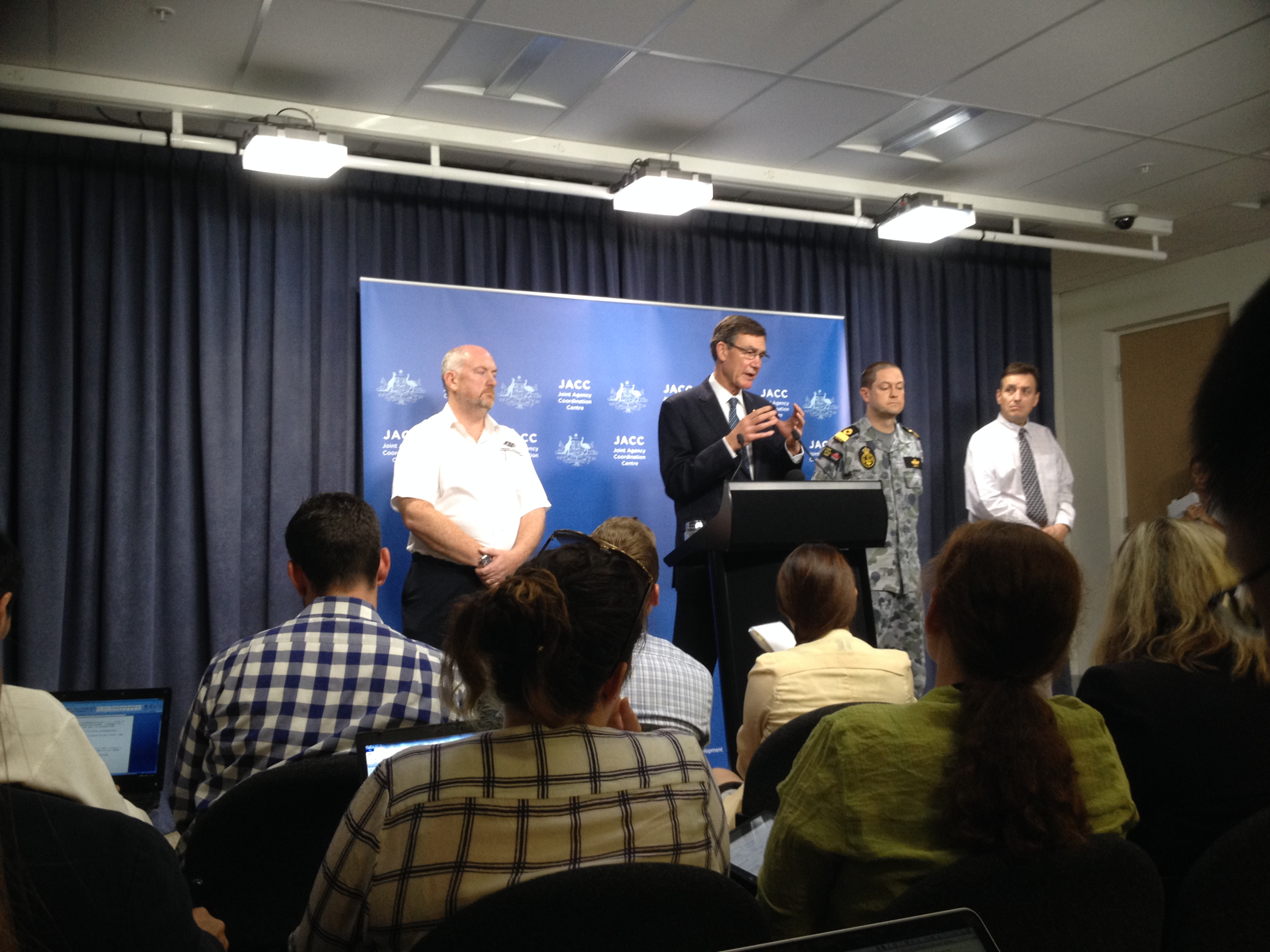
Angus Houston bei der JACC-Pressekonferenz vom 14. April

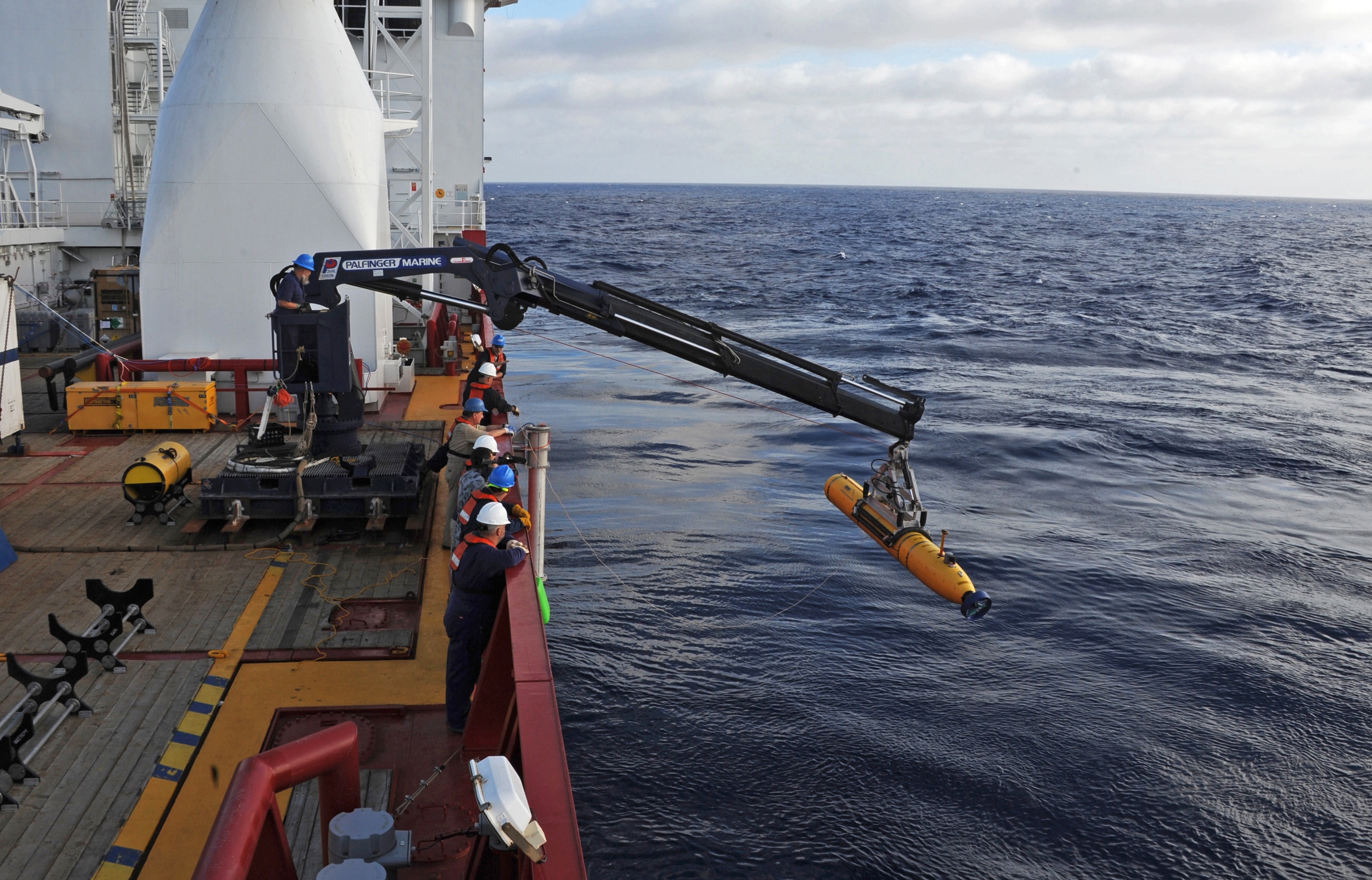
Die Ocean Shield setzt am 14. April 2014 den Bluefin-21-Tauchroboter ein.

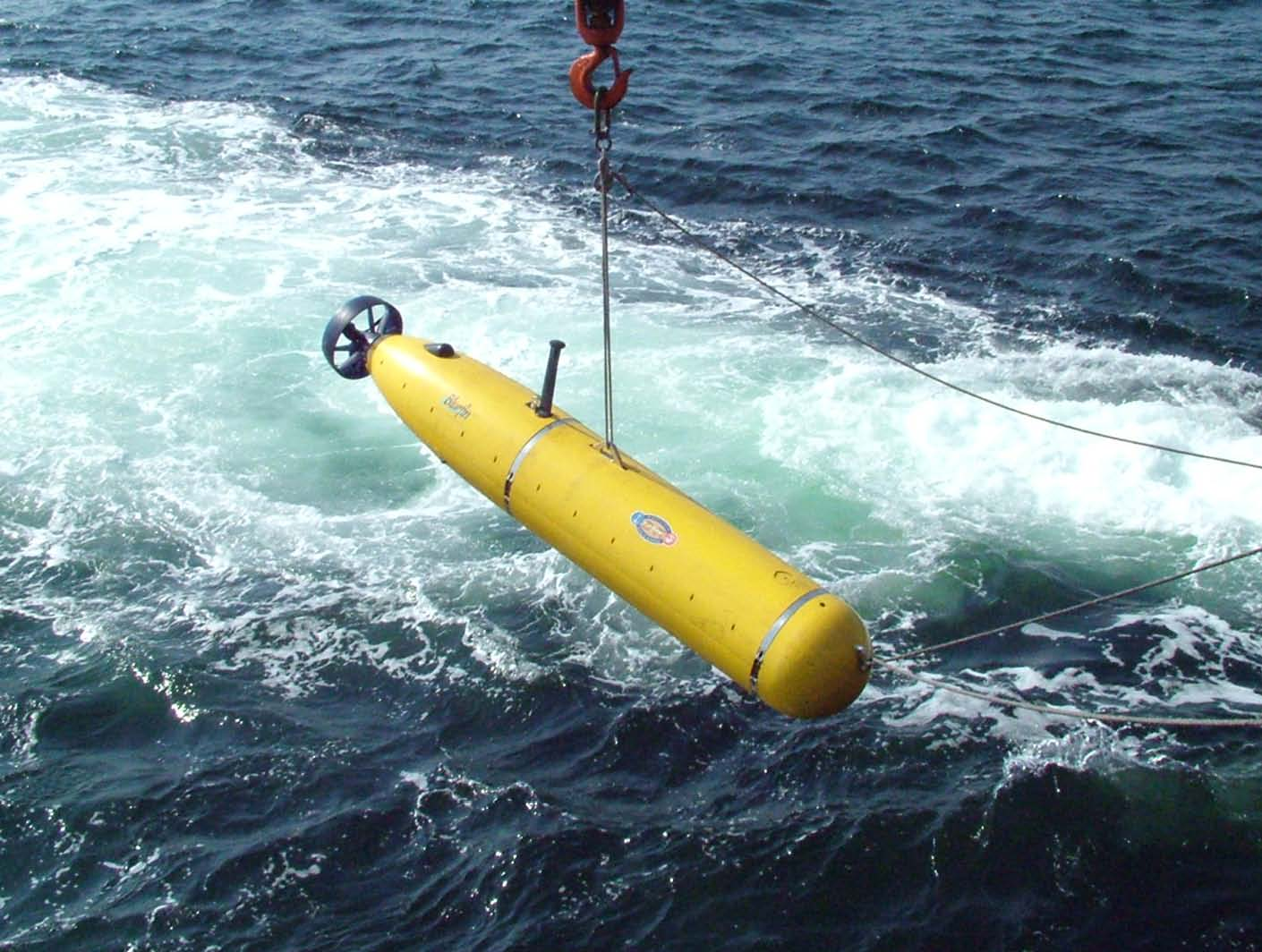
Ein Unterwasserroboter von Bluefin

Am 14. April gab Houston, der Leiter des Suchteams, bekannt, man setze nunmehr anstelle des Towed Pinger Locator den Tauchroboter Bluefin-21 ein, dessen Tauchgänge jeweils 24 Stunden dauerten, der in bis zu 4500 m Tiefe vordringen und den Meeresboden mithilfe eines Seitensichtsonars kartographieren könne. Die Suche nach akustischen Signalen des Flugschreibers wurde damit eingestellt. Ein Ölfleck, den man an der vermuteten Absturzstelle entdeckte, erwies sich nicht als Flugzeugtreibstoff oder Hydraulikflüssigkeit. Im Fall des Misserfolgs wurde erstmals eine großflächige Erforschung des Meeresbodens entlang des vermuteten Flugkorridors, entlang der siebten Satelliten-Ping-Bogenlinie, in Aussicht gestellt.
Da die Bluefin-21 bei ihrem ersten Einsatz aufgrund einer Sicherheitssperre vorzeitig auftauchte nachdem sie die Tiefengrenze von 4500 m überschritten hatte, programmierte man das Gerät neu, um „mit einem akzeptablen Sicherheitsrisiko“ tiefer in den Ozean vorzudringen. Die Größe des Suchgebiets wurde als Kreis mit einem Radius von 10 km angegeben.
Die Suche per Schiff und Flugzeug ging zunächst weiter, wurde wegen schlechten Wetters aber teils unterbrochen. Bis zum 26. April scannte der Tauchroboter 95 % des Zielgebiets, ohne Hinweise auf das Flugzeug.

#### Vorbereitung für die Tiefseesuche

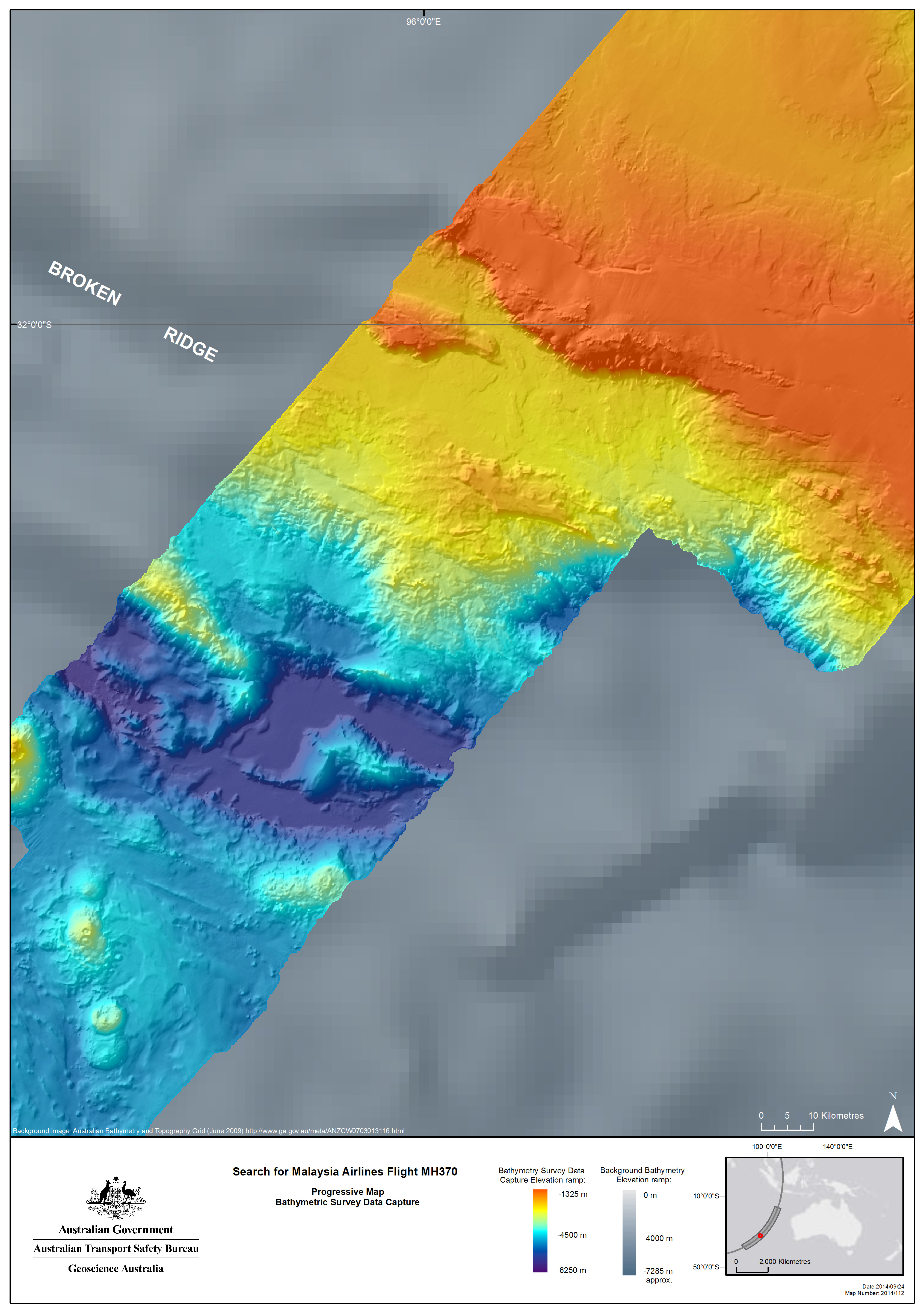
Bathymetrische Daten der im Sommer 2014 durchgeführten Vermessung (farbig) und frühere Satellitendaten (grau). Die wesentlich genaueren Daten erlauben es, Wassersuchfahrzeuge ohne Kollisionsgefahr 100 m über dem Meeresboden einzusetzen.

Am 28. April gaben Tony Abbott und Angus Houston bekannt, dass die Suchaktion nicht mehr der Rettung, sondern der Bergung des Wracks diene (search and recovery). Die Suche nach Trümmern auf der See werde eingestellt, da diese mittlerweile gesunken sein dürften. 29 Flugzeuge und 14 Schiffe hatten bis dahin einen Gesamtbereich von 4,5 Millionen km² durchkämmt. Stattdessen werde eine erweiterte Unterwassersuche projektiert, welche die gesamte wahrscheinliche Absturzzone von 700 mal 80 km und somit etwa 60.000 km² umfassen und etwa acht Monate dauern könnte. Die Suche sei schwierig, da wahrscheinlich der gesamte Meeresgrund in diesem Gebiet von Schluff in unbekannter Dicke bedeckt sei. Tony Abbott kommentierte, es bleibe immer noch „ein beträchtlicher Grad an Zuversicht“, dass die empfangenen Signale vom Flugschreiber stammten; daher werde der Bluefin-21-Tauchroboter, der bis dahin ein Gebiet von 400 km² kartographiert habe, weiter im Umkreis der empfangenen Signale eingesetzt.
Nachdem die Ocean Shield zwischendurch zum Auffüllen der Vorräte nach Australien zurückgekehrt war, verließ sie am 10. Mai wieder den Hafen, um mithilfe der Bluefin-21 das Gebiet um das erste Signal herum, das am 5. April empfangen worden war, abzusuchen. Das ATSB sei sich nach weiterer Analyse nicht mehr sicher, ob die beiden letzten, am 8. April empfangenen Signale tatsächlich von dem Flugschreiber stammten, sodass möglicherweise nur die ersten beiden für die Suche relevant seien.

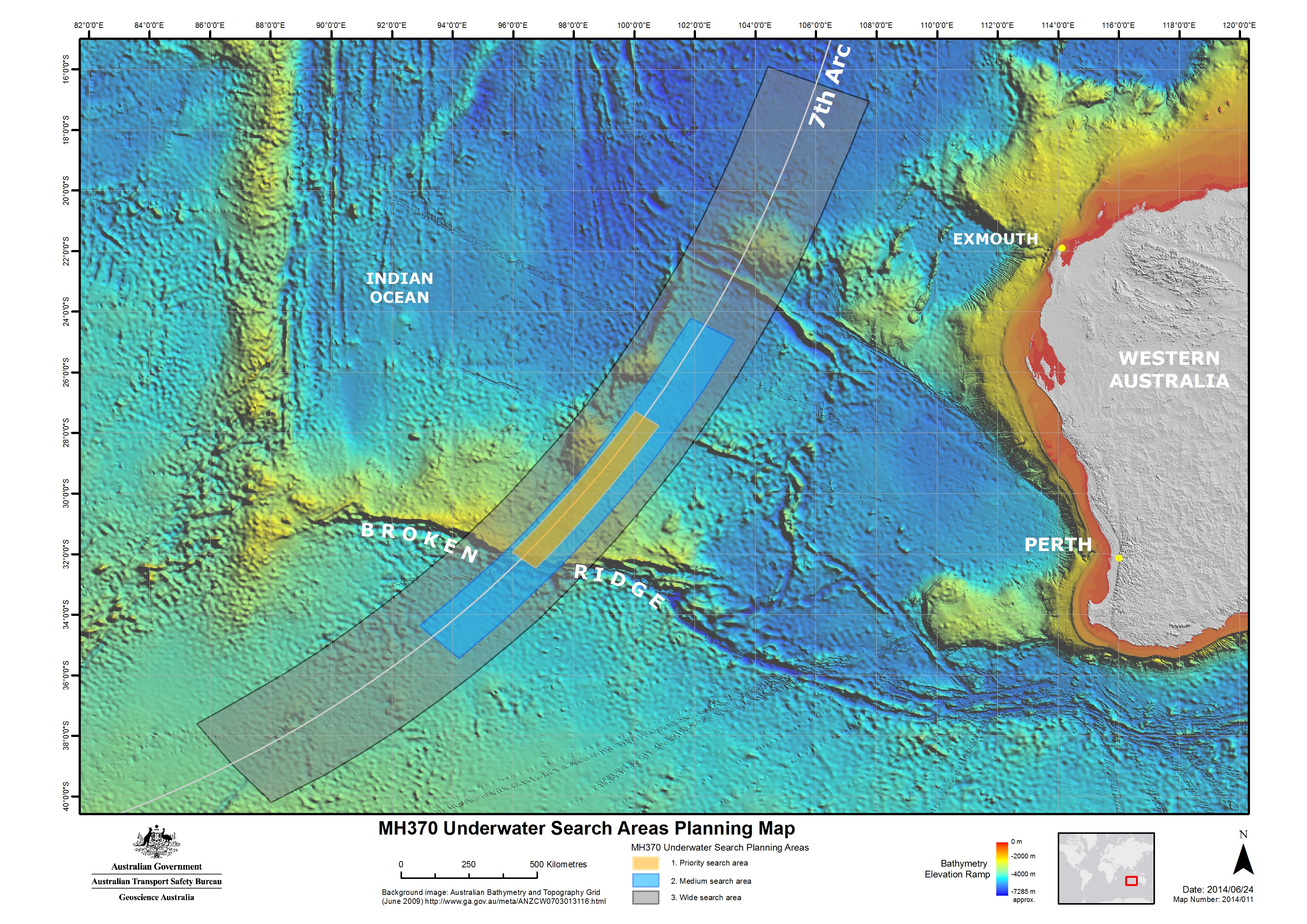
Karte der australischen Verkehrssicherheitsbehörde vom Juni 2014 mit Darstellung der 7. Ping-Linie. Die orangefarbene Zone wurde zu dieser Zeit als Suchzone mit der höchsten Wahrscheinlichkeit bewertet, die blaue und graue Zonen mit mittlerer bzw. geringer Wahrscheinlichkeit.

Nach einer Pause wegen eines Defekts wurde der Tauchroboter Bluefin-21 ab 22. Mai 2014 wieder von der Ocean Shield aus eingesetzt. Das chinesische Schiff Zhu Kezhen begann zudem am 21. Mai mit der Mission, den Meeresgrund in der Region bathymetrisch zu kartographieren. Das sollte eine anschließende Erforschung der Tiefsee vorbereiten. Dieser Einsatz war notwendig, um zu vermeiden, dass Unterwasserfahrzeuge zerschellen. Die Daten der bathymetrischen Vermessung, interessant für die Wissenschaft, sollten in Datenbanken veröffentlicht werden, die Publikation der bathymetrischen Daten aus Suchphase I (vor der Feinsuche durch Tiefensonar) folgte im Juli 2017. Durch die bathymetrische Vermessung entdeckte man neue Details der Unterwassergeographie, darunter Unterwasservulkane von 2000 m Höhe.
Am 29. Mai erklärte das ATSB, dass die Suche des Tauchroboters in einer Umgebung von 850 km² um den Empfang der akustischen Signale abgeschlossen sei und diese Teilfläche als Ruheort für MH370 ausgeschlossen werden könne. Die erweiterte Unterwassersuche solle im August 2014 beginnen und werde auf 12 Monate projektiert. Zusätzlich würden die gewonnenen Daten weiter analysiert. Ein ranghoher Offizier der amerikanischen Marine, Michael Dean, gab gegenüber CNN zu bedenken, die Signale könnten von dem Schiff oder dem Schleppsonar selbst erzeugt worden sein. Der Abschlussbericht des ATSB bestätigt diese Befürchtung: demnach habe ein defektes Kabel an Bord der Ocean Shield Artefakte (Scheinergebnisse) erzeugt. Gleichzeitig äußert sich der Bericht deutlich skeptischer zu der damaligen Hoffnung, dass die Signale tatsächlich von dem Wrack stammten.
Zwei Unterwassermonitore der Curtin University hatten etwa zum Zeitpunkt des letzten, unvollständigen Satelliten-Handshakes ein Geräusch im Indischen Ozean aufgezeichnet, das möglicherweise von dem Flugzeug stammte, jedoch wahrscheinlicher natürlichen Ursprungs ist und dessen Quelle man außerdem einige tausend Kilometer weiter nordwestlich vermutet. Dies wurde am 2. Juni bekannt.
Am 10. Juni unterzeichnete das ATSB einen Vertrag mit dem niederländischen Unternehmen Fugro, das sich auf Tiefseeforschung spezialisiert hat und zusammen mit dem chinesischen Schiff den Meeresgrund um die siebte Ping-Linie des Satelliten-Handshakes kartographieren sollte. Australien veranschlagte für die Suche nach MH370 umgerechnet etwa 65 Millionen Euro bis 2016; China und Malaysia versprachen ebenfalls, sich an den Kosten zu beteiligen.
Das ATSB legte am 26. Juni 2014 einen Bericht vor, der Details zu der vermuteten Flugroute enthielt und das Zielgebiet für die Meeresgrundsuche eingrenzte. Dieses wurde als Flächenstück von 60.000 km² Größe definiert, das sich in einem 650 km langen Bogen bei einer Breite von 93 km nordwestlich des Broken Ridge erstreckte und mit dem Gebiet der Meeresoberflächensuche vom 28. März weitgehend übereinstimmte. Dabei unterstellte man, der Autopilot habe das Flugzeug bis zum Ausgehen des Treibstoffs gesteuert, da die Besatzung in der letzten Flugphase Richtung Indischer Ozean durch Sauerstoffmangel handlungsunfähig war oder nicht reagierte. Es bestehe außerdem die Möglichkeit, dass der Autopilot so programmiert war, dass Flugrouten und/oder Wegpunkte gekreuzt oder durchquert wurden, die auf Flughäfen entweder in Australien oder auf den Kokosinseln endeten.
Der stellvertretende Premierminister Australiens, Warren Truss, gab am 6. August bekannt, dass Fugro auch die Unterwassersuche nach dem verschwundenen Flugzeug übertragen wurde. Zusätzlich zu den zwei von Fugro bereitgestellten Schiffen werde sich Malaysia mit vier Schiffen beteiligen. Warren Truss gab sich „vorsichtig optimistisch“, das Wrack zu finden. Die Suche solle im September 2014 beginnen, die Übernahme von Kosten durch Malaysia und andere Länder sei noch Gegenstand von Verhandlungen, zumal Malaysia Airlines nach dem mutmaßlichen Abschuss von Flug MH17 noch anderweitig involviert sei. Mehrere Unternehmen hatten sich an der Ausschreibung zur Suche der Maschine beteiligt. Warren Truss und der malaysische Verkehrsminister Liow Tiong Lai unterzeichneten am 28. August ein Abkommen, das die Kosten für die Suche aufteilte.

#### Tiefseesuche nahe dem siebten Bogen

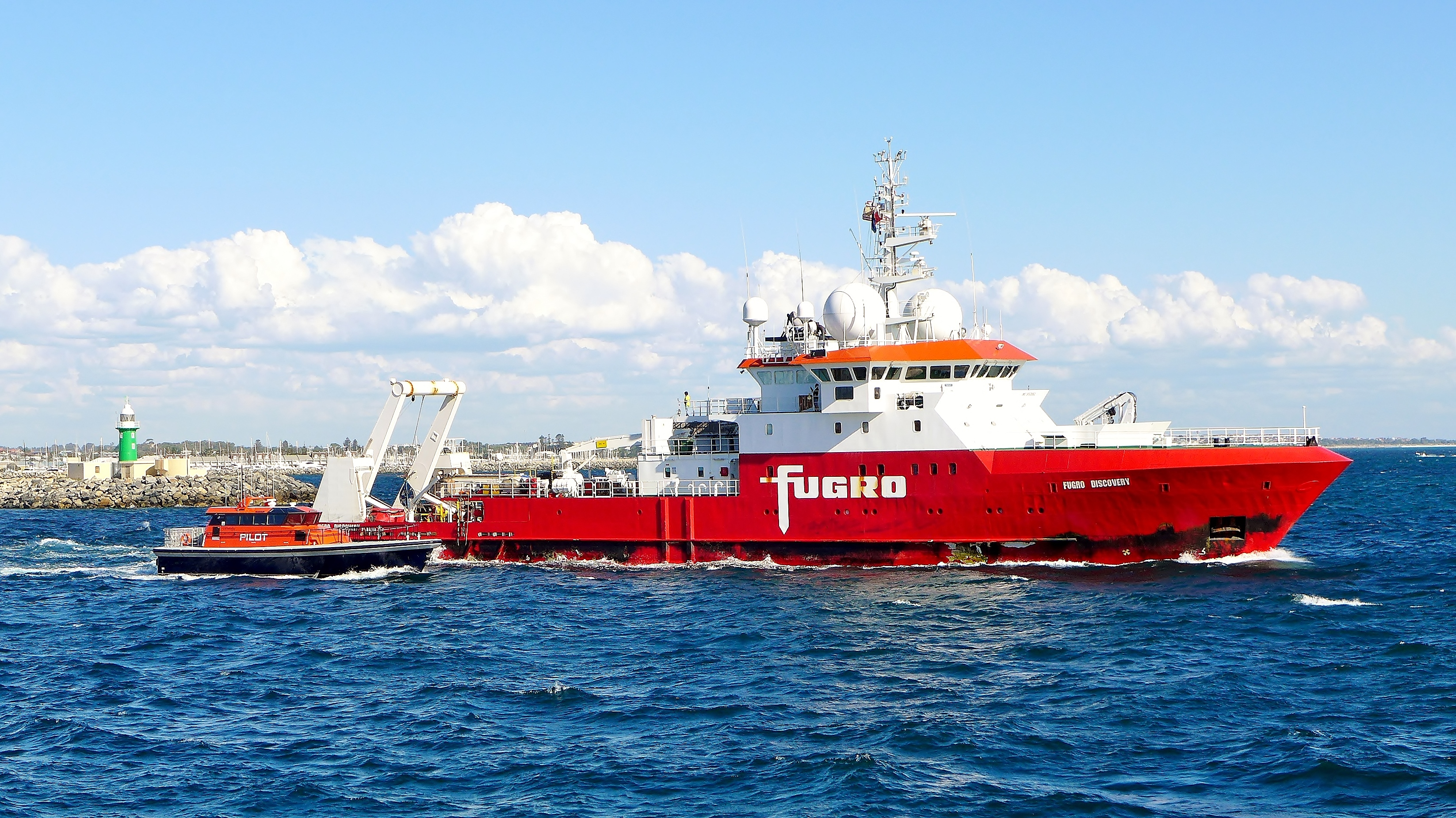
Die Fugro Discovery verlässt den Hafen von Fremantle (Februar 2016).

Am 6. Oktober 2014 trat die Suche nach dem verschwundenen Flugzeug schließlich in die angekündigte neue Phase. Das US-Tiefseeforschungsschiff GO Phoenix begann an diesem Tag, das neue Gebiet nach Wrackteilen zu untersuchen. Die niederländischen Schiffe Fugro Discovery und Fugro Equator sollten bis spätestens Ende Oktober ebenfalls dort eintreffen und den Einsatz unterstützen. Allerdings konnte die Fugro Equator infolge technischer Probleme erst am 21. November mit der Arbeit beginnen. Dieser Teil des Ozeanbodens ist extrem zerklüftet. Man setzte Unterwasserfahrzeuge ein, die von den Schiffen gezogen wurden und mit Sonargeräten, Treibstoffdetektoren und Videokameras Hinweise auf das Schicksal von MH370 aufspüren sollten. Die Schiffe hatten ausreichend Vorräte an Bord, um jeweils etwa einen Monat lang auf See zu bleiben, bevor sie zum Hafen zurückkehren mussten.

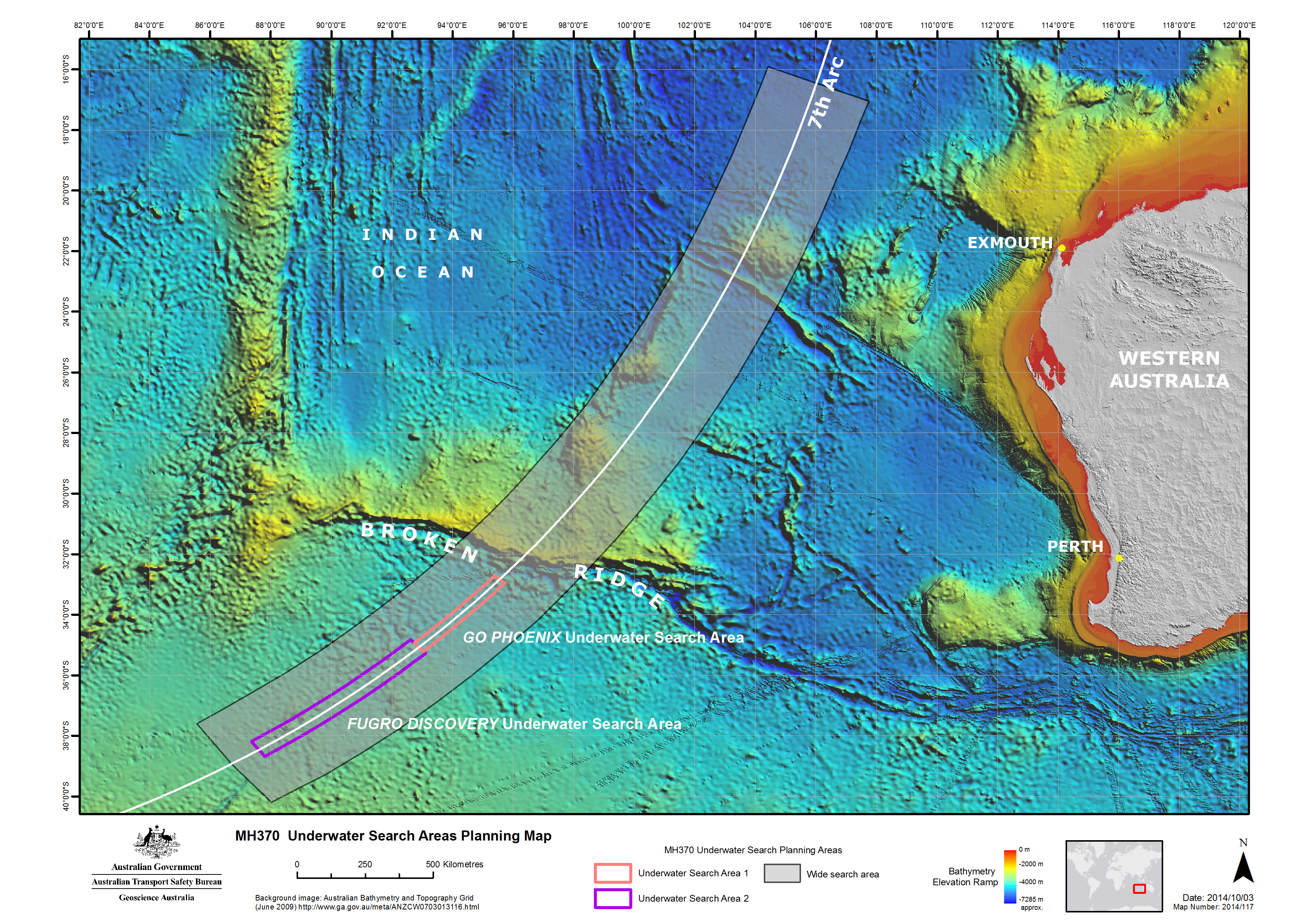
Neufestlegung des Suchgebiets im Oktober 2014. Lila: Suchgebiet der Fugro-Schiffe, rosa: Suchgebiet der GO Phoenix bis Mitte 2015, grau: Gesamtgebiet. Das Suchgebiet wurde weiter südlich verlegt.

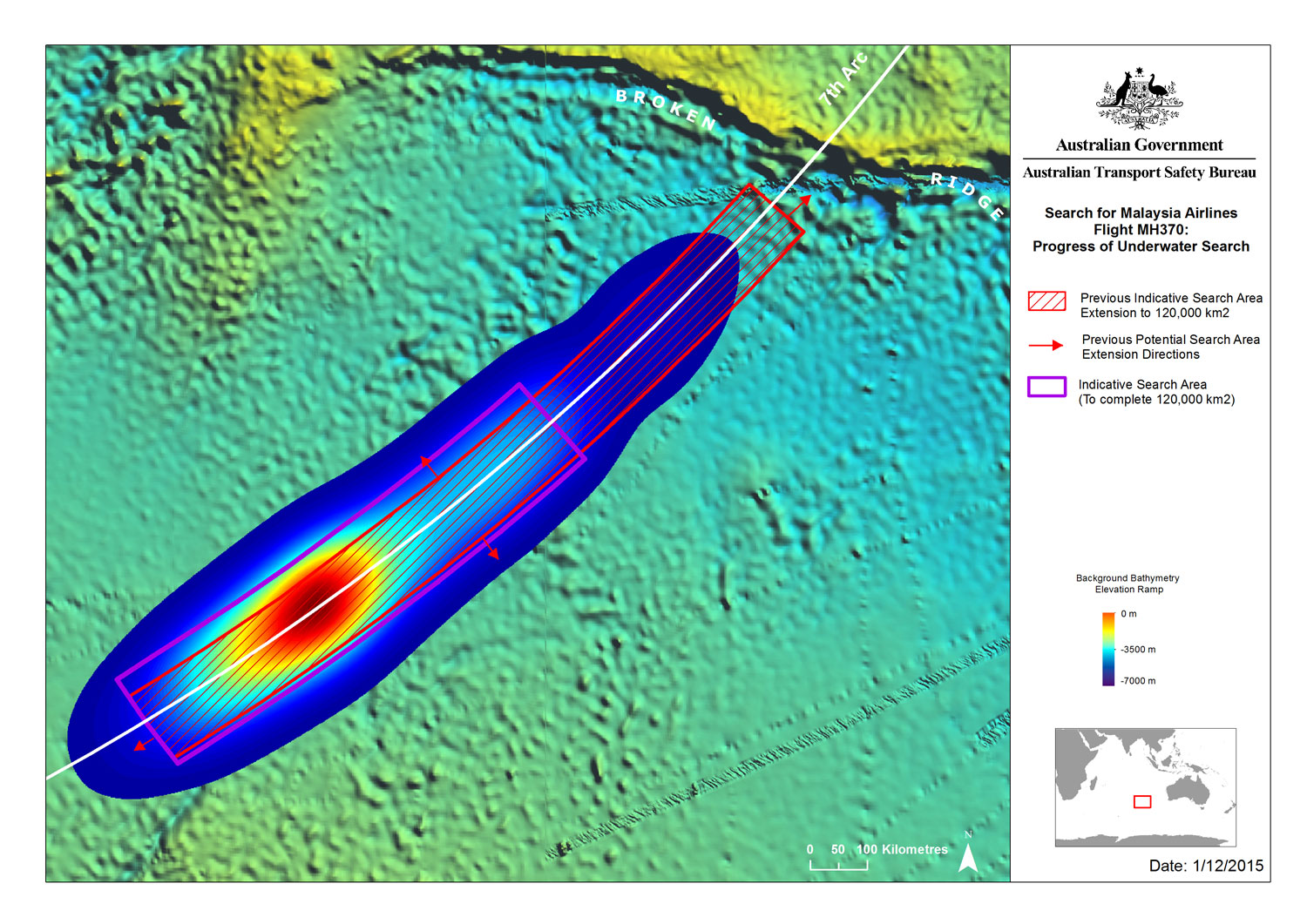
Heat map der Prioritätszone, veröffentlicht am 3. Dezember 2015. Das Gebiet, das von der GO Phoenix untersucht wurde, wurde vorzeitig aufgegeben.

Das ATSB veröffentlichte am 8. Oktober einen überarbeiteten Bericht zu neueren Analysen der Satellitendaten und Flugsimulationen, der im Ergebnis die mögliche Fundstelle nunmehr südlich des Broken Ridge im Bereich des siebten Bogens verortet. Wesentlicher Grund dafür war die Bewertung der BFO-Werte des ersten Anrufs um 18:40 Uhr UTC als Indikatoren für eine bereits erfolgte Wende nach Süden. Alternativ lassen sich diese Werte jedoch durch eine Änderung in der Flughöhe zu diesem Zeitpunkt erklären. Das frühere, im Juni festgelegte Suchgebiet war ohne diese Interpretation berechnet worden. Die Anrufe selbst enthalten die Frequenzverschiebungen (BFO-Werte), aber keine Laufzeiten (BTO-Werte) auf dem entsprechenden Kanal. Durch diese Anrufe konnten also keine weiteren Ortungsringe errechnet werden. Die Abstände zum Satelliten sind nur für die sechs stündlichen Handshakes bekannt.

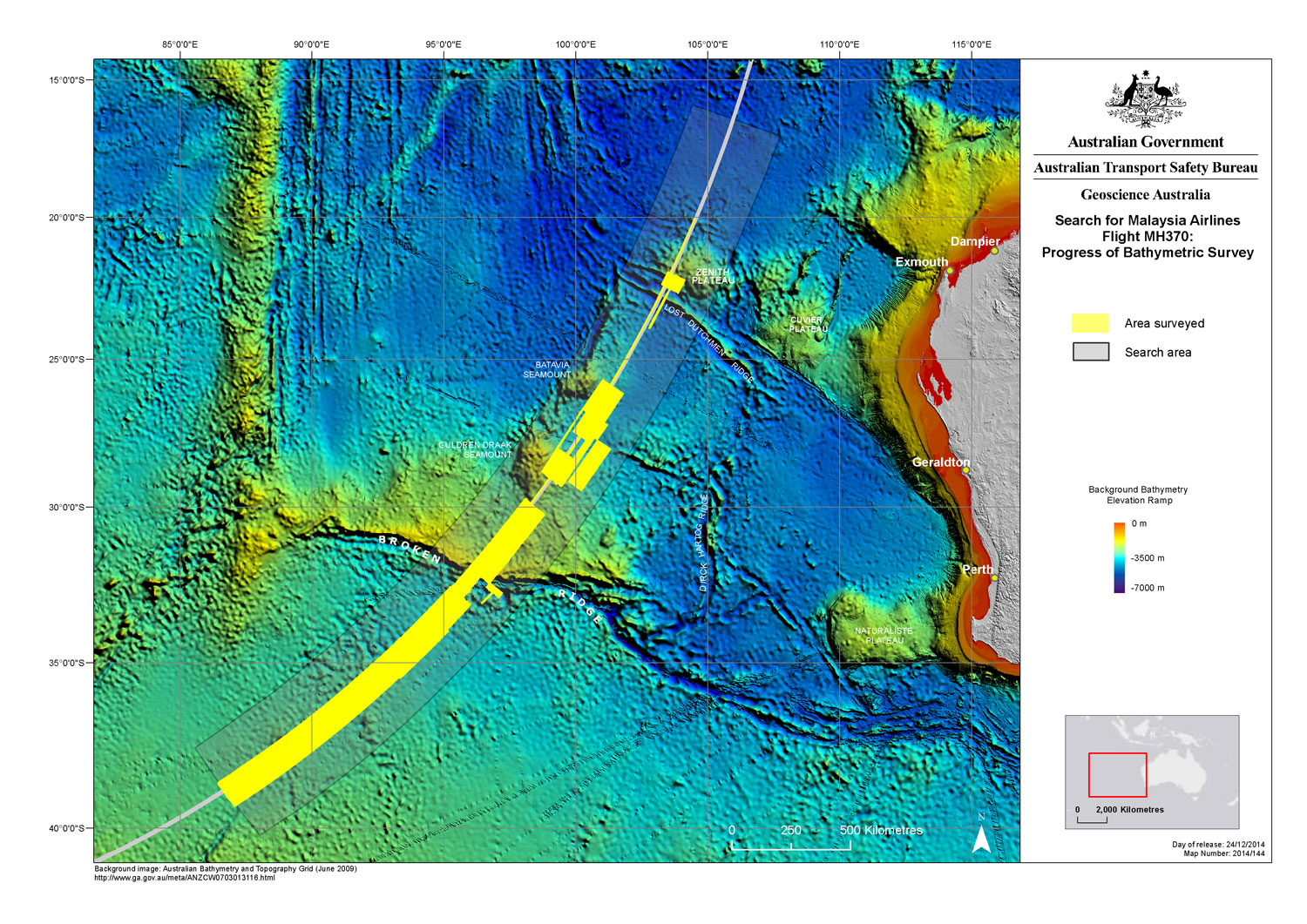
Karte des bis zum 23. Dezember 2014 bathymetrisch vermessenen Suchgebiets

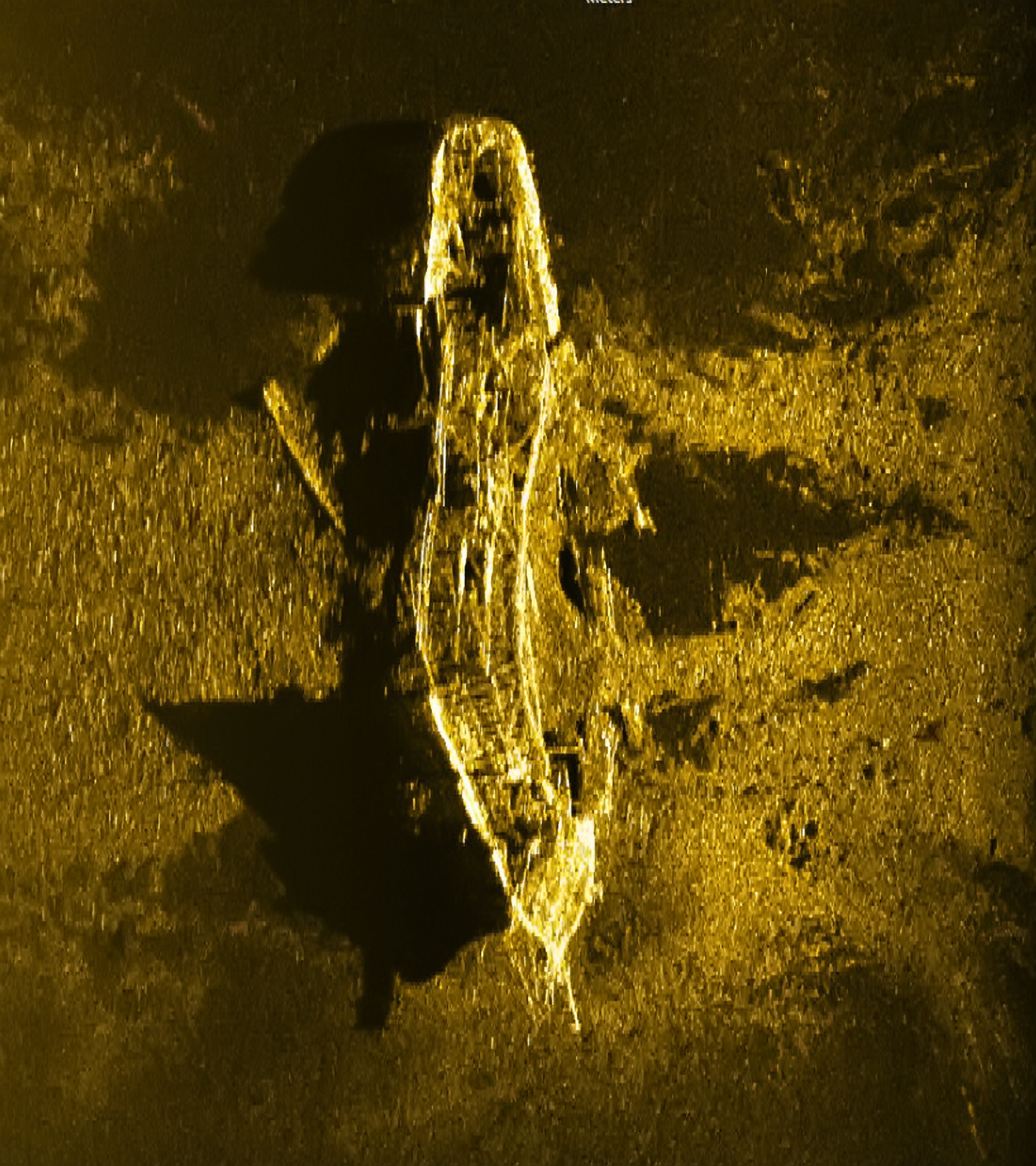
Sonarbild des Schiffswrackfundes im Dezember 2015

Die Kartierung des Meeresbodens im Umfang von insgesamt 160.000 km² wurde am 26. Oktober 2014 für die Tiefseesuche am siebten Bogen abgeschlossen. Am 17. Dezember 2014 meldete das australische Koordinationszentrum, dass die laufende Suche nach Wrackteilen auf dem Meeresboden bis zum Mai 2015, also vor den stürmischeren Wintermonaten, weitgehend abgeschlossen sein dürfte, sofern keine unvorhergesehenen Verzögerungen einträten. Zur weiteren Unterstützung entsandte man am 29. Januar das Schiff Fugro Supporter in das Gebiet. Vom 1. bis zum 4. Februar sowie vom 14. bis 16. März setzte man die Erkundungen wegen Zyklonwarnungen aus. Dabei fand die GO Phoenix einige Stücke, die von Menschen geschaffen sein könnten, allerdings kaum Flugzeugtrümmern ähneln, sondern vielleicht Schiffscontainer sind. Außerdem entdeckte man ein Schiffswrack.
Warren Truss meinte am 1. März 2015, dass die Suche nicht ewig weitergehen könne und derzeit Australien, China und Malaysia miteinander diskutierten, ob angesichts der Kosten die Suche nach Mai in das bis zu 1,1 Millionen km² große Gebiet um die Prioritätszone herum fortgeführt werden solle. Am 16. April einigten sich die beteiligten Regierungen (Australien, China und Malaysia) darauf, die Aktion ein Jahr fortzusetzen, um weitere 60.000 km² zu durchkämmen. Am 6. Mai kündigte man an, die Arbeiten während der Wintermonate der südlichen Hemisphäre zu unterbrechen. Bald darauf wurde die Fugro Supporter aus dem Suchgebiet abgezogen. Am 20. Juni beendete die GO Phoenix die Suche im nördlichen Gebiet, da Malaysia ihren Vertrag ohne Begründung kündigte.
Am 3. Juni einigten die beteiligten Regierungen sich darauf, die Suche zu beenden, falls im erweiterten Zielgebiet von 120.000 km² nichts gefunden werden sollte. Bis zu diesem Zeitpunkt waren über 50.000 km² untersucht worden. Außerdem kündigte man an, die Suche über die Wintermonate hinaus grundsätzlich fortzusetzen.
Anfang September trafen sich Vertreter aus Malaysia und Australien in Canberra und sprachen über die Fortsetzung ab den Sommermonaten. Ergebnisse hieraus wurden nicht bekannt; chinesische Vertreter sagten trotz Einladung ab. Chinas Premier Li Keqiang stellte bei einem Treffen mit dem australischen Premier Malcolm Turnbull im November 20 Millionen australische Dollar (umgerechnet rund 14 Mio. Euro) für die weitere Suche nach dem Wrack in Aussicht.
Einige Objekte von mittlerem Interesse untersuchte Ende September ein hochauflösendes Sonar in größerer Tiefe, da ein Tauchroboter erst im Sommer eingesetzt werden konnte. Diese Fundstücke gehörten laut Behördeneinschätzung nicht zu einem Flugzeug. Im November musste die Suche zweimal aufgrund von Krankheitsfällen abgebrochen werden und die Fugro Discovery zum Hafen in Fremantle zurückkehren. Ab dem 15. November führte die Fugro Equator wieder bathymetrische Vermessungen durch, da man nun einen Bereich weiter südlich und außerhalb des ursprünglich vermessenen Gebiets absuchte.
Das ATSB veröffentlichte am 3. Dezember 2015, nachdem über 75.000 km² abgesucht worden waren, einen neuen Bericht, der auf Grundlage der Bayesschen Statistik für die noch ausstehenden 44.000 km² die Prioritätszone im Süden des Suchgebiets festlegte. Diese Berechnung beruhte darauf, dass man ab der letzten Wende nach Süden einen geradlinigen Flugverlauf bei konstanter Höhe und Geschwindigkeit annahm. Die Erkundungen sollten bis Juni 2016 fortgeführt werden. Das neue Gebiet lag außerhalb des weiter nördlich gelegenen Hotspots, der vom britischen Unternehmen Inmarsat berechnet worden war und auf dessen Daten die Annahme eines Absturzes im südlichen Indischen Ozean beruhte.
Ebenfalls ab dem 3. Dezember begann ein neues Suchschiff, die Havila Harmony, damit, besonders unzugängliche Stellen des Meeresbodens mit einem Tauchroboter zu untersuchen. Am 19. Dezember 2015 entdeckte das Sonar einen Fund, den am 2. Januar 2016 ein Tauchroboter als weiteres Schiffswrack, wohl aus dem 19. Jahrhundert, identifizierte. Nachfolgende Untersuchungen ergaben Anfang 2018, dass es sich bei den beiden gefundenen Wracks um die West Ridge und W. Gordon oder Magdala handelt – Kohlefrachter, die im letzten Viertel des 19. Jahrhunderts durch eine Explosion an Bord sanken. Am 24. Januar 2016 verlor die Fugro Discovery ihr Unterwassersonar, als bei einer Kollision mit einem Unterwasservulkan, der 2.200 Meter über den Meeresboden aufragt, die Kabel rissen. Die Fugro Discovery kehrte zum Hafen zurück und bereitete ein Ersatzsonar vor. Das verlorene Sonar barg zwei Wochen später die Besatzung der Havila Harmony.
Das chinesische Schiff Dong Hai Jiu 101 verließ am 29. Januar den Hafen von Singapur, um sich an der Suche zu beteiligen. Es wurde von den gleichen Unternehmen betrieben wie die zuvor gekündigte GO Phoenix. Am 21. März verlor die Dong durch einen Kabelriss ebenfalls ihr Schleppsonar. Am 18. April barg dieses ein Tauchroboter. Seit dem 8. Mai konnte wetterbedingt die Suche mit Unterwassersonar nicht fortgeführt werden; erst am 15. Juni nahm die Dong die Sucharbeiten vorübergehend wieder auf.
Ende Juli 2016 gaben Australien, China und Malaysia in einem gemeinsamen Brief an die Angehörigen bekannt, dass die Suche ausgesetzt werden sollte, falls man im gegenwärtigen Gebiet nichts entdecken werde. Die Aktion könne wiederaufgenommen werden, falls glaubhafte Hinweise auf den Verbleib von Flug MH370 gefunden werden sollten. Am 11. August beendete die Fugro Discovery die Suche nach MH370. Mit Stand vom 30. November 2016 sind über 110.000 km² durchsucht worden. Die Dong Hai Jiu 101 schloss am 3. Dezember ihre Erkundungen ab. Laut einer australischen Tageszeitung verbrachte die Dong Hai Jiu nur 17 bis 30 Tage mit der Suche nach dem Wrack und könnte in der übrigen Zeit Spionage betrieben haben.
Aufgrund der wetterbedingten Verzögerungen verlängerten die Verantwortlichen die Suche bis Januar 2017. Dabei klärte ein Tauchroboter einige Sonarkontakte näher ab. Anschließend sollten einige Modelle des Flaperons (siehe unten) mit Satellitenempfängern ausgesetzt werden, um so mit Hilfe von langjährigen Driftdaten möglichst neue Hinweise auf den Absturzort zu erhalten.
In einem Bericht vom 20. Dezember 2016 kam das ATSB zu dem Schluss, dass die Suche im veranschlagten Gebiet mit mindestens 95-prozentiger Sicherheit abgeschlossen ist. Die Annahme eines geradlinigen Kurses nach der finalen Wende in Richtung Süden kann damit weitgehend ausgeschlossen werden. Das ATSB vermutet, dass stattdessen ein anderer Autopilotenmodus eingestellt war, der in zunehmender Nähe zum magnetischen Südpol einen bogenförmigen Flugverlauf ergibt. Auch auf Grundlage von Driftstudien gefundener Trümmerteile sowie den nach treibenden Trümmern abgesuchten Gebieten der Meeresoberfläche vermutet das ATSB, dass MH370 im ehemaligen nördlichen Suchgebiet entlang der Bogenlinie, zwischen dem 36. und 32. Breitengrad Süd, abgestürzt ist. Dieses Gebiet wurde bis Juni 2015 teilweise untersucht und anschließend aufgegeben. Auch die Hypothese eines breiteren Absturzgebiets stellt dieser Bericht wieder in Frage – stattdessen sei es aufgrund der Untersuchungen zu den Flügelklappenteilen sowie der beiden letzten BFO-Werte sehr wahrscheinlich, dass MH370 innerhalb von 15, allenfalls 25 Seemeilen und nicht, wie zuvor angenommen, innerhalb von 40 Seemeilen links und rechts des Bogens abgestürzt sein muss. Eine erhöhte Wahrscheinlichkeit ergibt sich für den 35. Breitengrad in unmittelbarer Nähe des Inmarsat-Hotspots. Am 17. Januar 2017 stellte man die Suche schließlich ein. Die Gesamtkosten dieser Phase der Ermittlung belaufen sich auf etwa 200 Millionen australische Dollar (140 Mio. Euro), wobei Australien 60 Millionen trug und China 20 Millionen übernahm, den Großteil zahlte Malaysia. Im Vergleich dazu hat die Suche nach Air France 447 lediglich 21 Mio. Euro gekostet. Am 3. Oktober erschien schließlich der 440-seitige Abschlussbericht des ATSB zur Suche nach MH370.

#### Wiederaufnahme der Suche durchOcean Infinity
Bereits im August 2017 hatte das US-amerikanische Privatunternehmen Ocean Infinity, das sich auf Tiefseeforschung spezialisiert, der malaysischen Regierung angeboten, nach dem Wrack von MH370 zu suchen und nur im Erfolgsfall eine Prämie zu erhalten (no cure, no fee). Seitdem dauerten die Verhandlungen an. Das australische Verkehrsministerium meldete schon am 19. Oktober 2017 die Fortführung der Suche. Der Vertrag wurde schließlich am 10. Januar 2018 feierlich unterzeichnet. Zugesagt wurden 20 Mio. $ für den Fall, dass MH370 innerhalb der ersten 5.000 km² gefunden werden sollte, für jeweils weitere 10.000 km² erhöhte sich diese Summe auf 30 und 50 Mio. $. Sollte das Wrack außerhalb der vom ATSB vorgeschlagenen 25.000 km² aufgespürt werden, waren sogar 70 Mio. $ zu zahlen. Ocean Infinity sollte zunächst das vom ATSB bevorzugte Gebiet absuchen (um 35° S), anschließend das von Ozeanographen der Western Australia University aufgrund von Driftstudien ermittelte Flächenstück (um 32,5° S). Falls nötig, sollte möglichst bis mindestens 30° S weitergesucht werden, da interessierte Privatpersonen und unabhängige Experten (IG), die Victor Iannello koordinierte, diese Region aufgrund verschiedener Überlegungen als aussichtsreich einschätzten. Bis zu acht autonome Tauchroboter gleichzeitig sollten innerhalb von 90 Suchtagen von der norwegischen Seabed Constructor aus das Gesamtgebiet durchkämmen.
Dieser neue Versuch begann am 22. Januar. Zu den 90 Suchtagen zählten nur die Zeiten, in denen die Seabed Constructor im Suchgebiet operierte. Der Zyklus zur Neubetankung und Rückkehr nach Fremantle dauerte jeweils 26 Tage. Die Erkundungen sollten daher bis Mitte Juni weitergehen. Bis zum 8. April hatte die Seabed Constructor die drei vom ATSB vorgeschlagenen priority areas mit einer Gesamtfläche von 38.214 km² ohne Erfolg durchkämmt. Dabei setzte man am 4. April einen ferngesteuerten Tauchroboter mit Infrarotkamera ein, der aber nur geologische Formationen entdeckte, ebenso an zwei weiteren Punkten, die am 10. April aus der Nähe untersucht wurden. Am 17. April verlautete, dass die Entscheider die avisierte Zone vom Breitengrad 29° S auf 26° S deutlich erweiterten. Bis zum 22. Mai suchte man insgesamt 96.200 km² ab.
Das von Premierminister Najib Razak angeführte Parteienbündnis Barisan Nasional verlor am 9. Mai 2018 die malaysische Parlamentswahl, nachdem man Najib Korruption vorgeworfen hatte. Seit der Unabhängigkeit Malaysias verlor damit zum ersten Mal das Regierungsbündnis die Macht. Der Wahlsieger und frühere Premier Mahathir bin Mohamad wurde am 10. Mai 2018 als neuer Premierminister vereidigt. Er erfüllte daraufhin sein Wahlversprechen, das Hafturteil gegen Anwar Ibrahim (ergangen am Tag des Verschwindens von MH370) annullieren zu lassen, so dass der Weg für die Nachfolge Anwars nach etwa zwei Jahren frei war. Darauf kündigte Mahathir den Vertrag mit Ocean Infinity zum 29. Mai 2018. Der designierte Nachfolger Anwar kündigte an, den Fall neu aufzurollen und insbesondere die stark verzögerte Reaktion von Luftkontrolle, Militär und Fluggesellschaft zu untersuchen. Sollten sich neue Hinweise ergeben, könnte die Suche wiederaufgenommen werden. Am 29. Mai 2018 kündigte Ocean Infinity an, dass die Suchaktion auch angesichts der ungünstigen winterlichen Wetterverhältnisse auslaufen werde.

#### Entwicklungen ab 2021
Der Luftfahrtingenieur Richard Godfrey veröffentlichte Ende 2021 in einem Blog eine Auswertung, die anhand von WSPR-Whispernet-Daten die Position des vermissten Flugzeugs auf den Großkreisen zwischen den Sendern und Empfängern der Amateurfunkstationen für die entsprechenden Zeitpunkte ermitteln soll. Er hat dazu in frei zugänglichen Funkdatenbanken die Whispernet-Daten des Amateurfunks zwischen dem 7. und 8. März 2014 verwendet und nach möglichen Überschneidungen mit der Flugroute geprüft. Der so identifizierte mögliche Flugpfad soll eine Warteschleife und einige kleinere Kursänderungen enthalten. Diese Auswertung führe zu einer Fläche von etwa 300 km², die großenteils bereits in der ersten Suchphase berücksichtigt wurde, aber wiederholt werden sollte. Die übrigen Mitglieder der gleichen Gruppe unabhängiger Ermittler und weitere Experten sagten dagegen, dass die Methode ungeeignet sei, ein Flugzeug wie hier über weite Strecken nachzuverfolgen. Der Nobelpreisträger und Funkexperte Joe Taylor bezeichnete die Idee sogar als nutty („durchgeknallt“). Das ATSB überprüfte trotzdem nochmals zusammen mit Geoscience Australia die bei der früheren Suche gewonnenen Sonarbilder, kam jedoch zu keinem anderen Ergebnis.
Ein System von Hydrophonen in der Nähe der Stadt Perth, das Australien im Rahmen eines Systems zur Überwachung des Atomwaffensperrvertrages betreibt, hatte nach 01:30 UTC (09:30 MYT) am Tag des Absturzes ein Geräusch registriert, das laut einer australischen Analyse von 2014 aufgrund von Triangulation wahrscheinlich nicht von MH370 stammt. Bei einer Neuauswertung von 2024 empfahl eine Forschergruppe aus Cardiff den Einsatz von Schallkanonen, um weitere, jedoch nicht-triangulierbare Signale in zeitlicher Nähe zum Absturz abklären zu können. Die Forscher argumentieren aufgrund eines Vergleichs mit historischen Flugzeugabstürzen, dass ein Absturz in der Nähe des siebten Bogens, zumal mit hoher Geschwindigkeit, akustisch registriert worden sein müsste.

#### Erneute Suche durch Ocean Infinity seit Februar 2025
Im Dezember 2024 stimmte die malaysische Regierung einer weiteren Suchaktion durch das amerikanisch-britische Unternehmen Ocean Infinity im südlichen Indischen Ozean grundsätzlich zu. Die Suche begann Ende Februar 2025 und konzentriert sich auf eine 15.000 Quadratkilometer große Fläche, rund 1500 Kilometer vor der Küste von Perth. Bei dem auf 18 Monate angelegten Projekt, das hauptsächlich während der Sommermonate der südlichen Hemisphäre, also im europäischen Winter und Frühjahr, stattfinden soll, setzt das Suchschiff Armada 78 06 technologisch deutlich verbesserte Unterwasserdrohnen aus, die bis zu 100 Stunden am Stück den Meeresgrund durchsuchen können.

### Funde angeschwemmter Trümmerteile

#### Flaperon auf der Insel La Réunion im Juli 2015

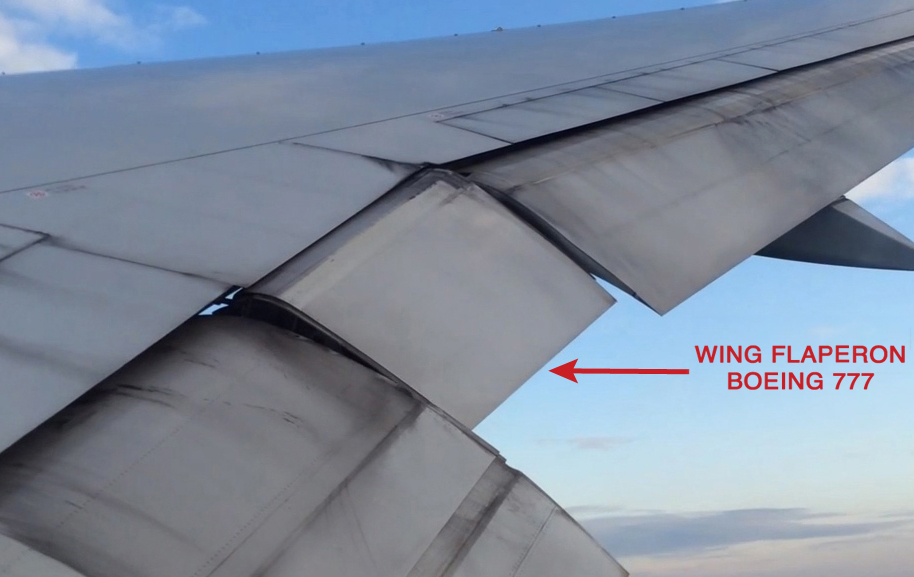
Flaperon einer Boeing 777

Am 29. Juli 2015, knapp anderthalb Jahre nach dem Verschwinden, fand ein Einwohner bei Saint-André auf der Insel La Réunion bei Säuberungsarbeiten ein etwa zwei Meter langes angeschwemmtes, beidseitig mit Entenmuscheln (sessilen Krebstieren) bedecktes Wrackteil. Ein befreundeter Pilot teilte ihm mit, es könnte sich um das rechte Flaperon einer Boeing 777 handeln. Ein solches Bauteil besteht überwiegend aus kohlenstofffaserverstärktem Kunststoff (CFRP) mit Wabenkern aus Aramid und schwimmt daher gut. Noch vor Ort untersuchte man Alter und Herkunft der Tiere. Die Regionalzeitung Le Journal de l’île de la Réunion veröffentlichte eine Nahaufnahme des angeschwemmten Fragments, auf der die Nummer 657-BB zu erkennen ist, die gemäß dem Wartungshandbuch Boeings dem Flaperon Leading Edge Panel einer Boeing 777 zugeordnet ist. Am 31. Juli urteilte Martin Dolan, der Leiter der für die Suche zuständigen australischen Behörde ATSB, es sei „sehr wahrscheinlich“, dass dieses Wrackteil zu dem verschwundenen Flugzeug gehöre, da kein weiterer Fall eines vermissten Flaperons einer Boeing 777 bekannt sei.
Das Wrackteil traf am 1. August in Toulouse am Zentrum DGA Techniques aéronautiques ein, wo Experten es ab dem 5. August gerichtlich angeordnet begutachteten. Sowohl Malaysia als auch Australien hatten verlangt, das Fundstück rückzuführen, Frankreich hatte dies aber abgelehnt, da bereits im März 2014 ein Ermittlungsverfahren der französischen Justiz eingeleitet worden war. Untersucht wurde ab Mai 2014 ein Anfangsverdacht auf Flugzeugentführung und Totschlag (détournement d’aéronef aggravé par la mort d’une ou plusieurs personnes) sowie Flugzeugentführung im Zusammenhang mit Terrorismus (détournement d’aéronef en relation avec une entreprise terroriste). Hintergrund ist der Tod von vier französischen Staatsbürgern an Bord der Maschine. Außerdem wurde das Trümmerteil auf französischem Hoheitsgebiet gefunden. Um abzuklären, ob das Wrackteil zu dem verschwundenen Flugzeug gehörte, wurden Vertreter aller an der Untersuchung beteiligten Staaten eingeflogen.
Am 5. August 2015 bestätigte der malaysische Premierminister Najib Razak, dass die internationalen Experten „schlüssig bestätigt“ hatten, das gefundene Wrackteil gehöre zur vermissten Malaysia-Airlines-Maschine. Damit liege ein physischer Beleg vor, dass der Flug im südlichen Indischen Ozean geendet habe. Der stellvertretende Staatsanwalt von Paris, Mackowiak, sprach von einer „sehr starken Vermutung“, die sich aufgrund gemeinsamer technischer Merkmale ergeben habe. Nach Angaben des malaysischen Verkehrsministers handelte es sich dabei um ein Wartungssiegel und den Farbanstrich, die mit den Unterlagen von Malaysia Airlines übereinstimmten. Am 19. August hatte das Ermittlerteam den ersten Teil der Untersuchung abgeschlossen; zu gegebener Zeit sollte darüber berichtet werden. Am 3. September 2015 bestätigte die französische Staatsanwaltschaft definitiv, dass eine Nummer im Inneren des Flaperons mit der Seriennummer der Flügelklappe des vermissten Flugzeugs verknüpft werden konnte. Die Zeitung Le Monde berichtete außerdem über einen Empfang von Familienangehörigen der vier Franzosen an Bord von MH370 durch den französischen Staatspräsidenten François Hollande am gleichen Tag. Die Angehörigen sollen demnach informiert worden sein, dass das Wrackteil keine Sprengstoffspuren aufweise. Die Analyse der Entenmuscheln der Spezies Lepas anatifera habe ergeben, dass sich deren Kolonie in gemäßigten oder tropischen Gewässern mit Temperaturen von mindestens 18 Grad Celsius auf dem Wrackteil angesiedelt haben musste. Das Flaperon soll dabei knapp unterhalb der Wasseroberfläche getrieben sein.
Nach dieser Entdeckung suchten Behörden und Einwohner die Küste sowie angrenzende Gewässer von La Réunion gründlich ab und übergaben eine Reihe von gefundenen Gegenständen der Polizei. Ein Team internationaler Ermittler prüfte relevante Stücke vor Ort – ohne Erfolg. Die Küstenwache von Mauritius suchte die Umgebung mit Flugzeugen und Booten ab, und auch bei Madagaskar, den Komoren, den Seychellen und den Malediven wurde genau nachgesehen. Am 17. August gab man die Suche nach treibenden Trümmerteilen vor La Réunion auf, nachdem man 10.000 km² Meeresoberfläche abgesucht hatte. Auch einige auf den Malediven gemeldete Relikte stammen nach Prüfung nicht von einem Flugzeug.

#### Weitere Trümmerteile in Südostafrika ab dem Jahre 2016
Ende Februar 2016 fand Blaine Gibson, ein amerikanischer Schatzsucher, Weltreisender und Teil einer Gruppe unabhängiger Ermittler, mit Unterstützung von Ortskundigen an einem Strand in Mosambik ein weiteres Trümmerteil, ungefähr einen Meter lang und stark beschädigt, anscheinend das rechte Höhenleitwerk (horizontal stabilizer) einer Boeing 777 mit Aufschrift „NO STEP“, wie am 3. März verlautete. Das Bruchstück wurde den örtlichen Behörden übergeben und traf am 10. März in Malaysia ein. Am gleichen Tag meldete sich eine südafrikanische Familie, deren Sohn beim Urlaub in Inhambane in Mosambik bereits im Dezember ein weiteres stark beschädigtes Trümmerteil entdeckt hatte und dieses nach KwaZulu-Natal mitgenommen hatte, anscheinend das rechtsseitige Flap Track Fairing # 7 einer Boeing mit Code 676EB. Nachdem beide Teile zunächst in Malaysia gelagert worden waren, erreichten sie am 20. März Australien. Am folgenden Tag untersuchten australische Wissenschaftler die beiden Überreste auf Spuren marinen Lebens, Farbanstrich und Markierungen. Im Ergebnis stellte das ATSB fest, dass beide Teile wegen übereinstimmender Merkmale „fast sicher“ von dem vermissten Flugzeug stammen. Insbesondere entspricht die Schablonierung der Schriftzüge auf beiden Teilen derjenigen von Malaysia Airlines. Die Beschriftung auf einem Befestigungselement des Höhenleitwerks wurde in der laufenden Produktion nicht mehr verwendet und entsprach derjenigen der Rumpfnummer 405, die auf die Rumpfnummer 404 der 9M-MRO folgt. Rückstände von marinem Leben auf beiden Teilen konservierte man und untersuchte sie.
Ein Archäologe fand am 22. März 2016 in Mossel Bay in Südafrika ein weiteres stark beschädigtes Trümmerstück mit Teilen des Logos von Rolls-Royce, das als Triebwerksverkleidung identifiziert wurde. Das Fragment war bereits am 23. Dezember 2015 nahe Mossel Bay am Strand fotografiert, aber nicht erkannt worden. Zu diesem Zeitpunkt war es mit Entenmuscheln („barnacles“) bewachsen. Am 30. März fand ein Strandgänger auf der Insel Rodrigues, die zu Mauritius gehört, ein weiteres Fragment. Beide Teile brachte man nach Australien, wo Überreste mariner Lebewesen entfernt und konserviert wurden. Am 12. Mai kam das ATSB zu dem Ergebnis, dass aufgrund der Schablonierung des Logos, die derjenigen von Malaysia Airlines und nicht dem Original von Rolls-Royce entsprach, sowie weiterer Merkmale das Teil der Triebwerksverkleidung von einer Boeing 777 von Malaysia Airlines stammt. Das auf Rodrigues entdeckte Teil gehörte zu der Innenverkleidung eines Schranks nahe der Tür R1 (vorne rechts) aus der Flugzeugkabine. Aufgrund des besonderen Laminatmusters konnte man es einer Boeing 777 von Malaysia Airlines zuordnen. Beide Teile stammen so fast sicher von der 9M-MRO.
Am 23. Juni 2016 tauchten Bilder einer in Tansania gefundenen vermuteten Sektion des rechten outboard flap einer Boeing 777 auf. Sie wurde zur Untersuchung nach Australien gebracht und ist das größte bislang gefundene Wrackteil. Am 15. September 2016 bestätigte das ATSB, dass es sich aufgrund der gefundenen Teilenummern, Zeitstempel und Fertigungsauftragsnummern, die sich mit den Aufzeichnungen des italienischen Herstellers deckten, eindeutig um eine Sektion des rechten outboard flap der 9M-MRO handelt. Am 7. Oktober konnte das ATSB außerdem ein trailing edge, das im Mai auf Mauritius gefunden worden war, anhand einer Teile- und Fertigungsauftragsnummer dem linken outboard flap zuordnen. Es ist damit das erste Teil, das nachweislich vom linken Flügel stammt.
Bis zum 14. Oktober 2016 hatte man insgesamt 22 vermutete Teile des Flugzeugs in Madagaskar, Tansania, Mosambik, Südafrika sowie auf La Réunion und Mauritius gefunden. Vier davon stammen vermutlich aus dem Innenraum, eines vom Seitenleitwerk, der Heckflosse. Blaine Gibson fand einige dieser Überreste Anfang Juni in Madagaskar und beklagte sich darüber, dass die Teile, darunter die Bildschirmhalterung eines Sitzes, erst nach sechs Monaten abgeholt wurden. Im Dezember suchten einige Angehörige auf eigene Faust an Stränden von Madagaskar.
Untersuchungsergebnisse zu den bis dahin gefundenen Teilen veröffentlichte Ende Februar 2017 diesmal die malaysische Seite. Als Resultat konnten zwölf Teile als wahrscheinliche Trümmer der 9M-MRO identifiziert werden, darunter besonders Teile von beiden Flügeln, überwiegend Bauteile von Klappen, von der vorderen Fahrwerksklappe, vom stark beschädigten Seitenleitwerk sowie aus dem Innenraum die Bildschirmhalterung mit Stoffrest und ein Bauteil mit Laminatmuster. Die meisten dieser Relikte konnten einer Boeing 777 zugewiesen werden; die Fundorte sprachen für einen Ursprung nahe dem siebten Ping-Ring. In einigen Fällen gelang aufgrund der Gestaltung eine genauere Zuordnung zu einer Boeing 777 von Malaysia Airlines. Einige dieser Trümmerteile wiesen Bruchschäden an den Rändern auf, jedoch keine Druckschäden im Wabenkern.
Infolge der Funde erhielt Blaine Gibson Morddrohungen. Ein malaysischer Diplomat, der mit der Überbringung von Material von Blaine Gibson beauftragt war, wurde vor der Überbringung in Antananarivo auf Madagaskar ermordet aufgefunden – ein Zusammenhang mit MH370 erscheint unklar.
Die meeresbiologischen Proben von fünf in Australien untersuchten Wrackteilen waren in der Regel sehr jung. Die marinen Lebewesen hatten sich nicht länger als ein bis drei Monate vor dem Anlanden an den Wrackteilen festgesetzt. Nur bei einer einzigen Probe konnte ein Wachstum von acht bis zwölf Monaten nachgewiesen werden. Alle Proben wurden als ursprünglich tropischen Gewässern entstammend beurteilt.
Anfang 2019 bestätigte Malaysia, dass einige weitere Fundstücke, die Blaine Gibson aus Madagaskar den Behörden übergeben hatte, vermutlich von MH370 stammen, darunter ein Fragment einer Bodenplatte aus dem Innenraum.
Im Februar 2021 wurde ein weiterer möglicher Fund aus Jeffreys Bay, Südafrika, mit einer Länge von etwa einem Meter bekannt. Wahrscheinlich handelt es sich um einen spoiler wing panel einer Boeing 777, wobei der Farbanstrich zu Malaysia Airlines passt. Das Stück stammt wahrscheinlich – wie die meisten gefundenen Trümmerteile – vom rechten Flügel.

#### Driftmodelle

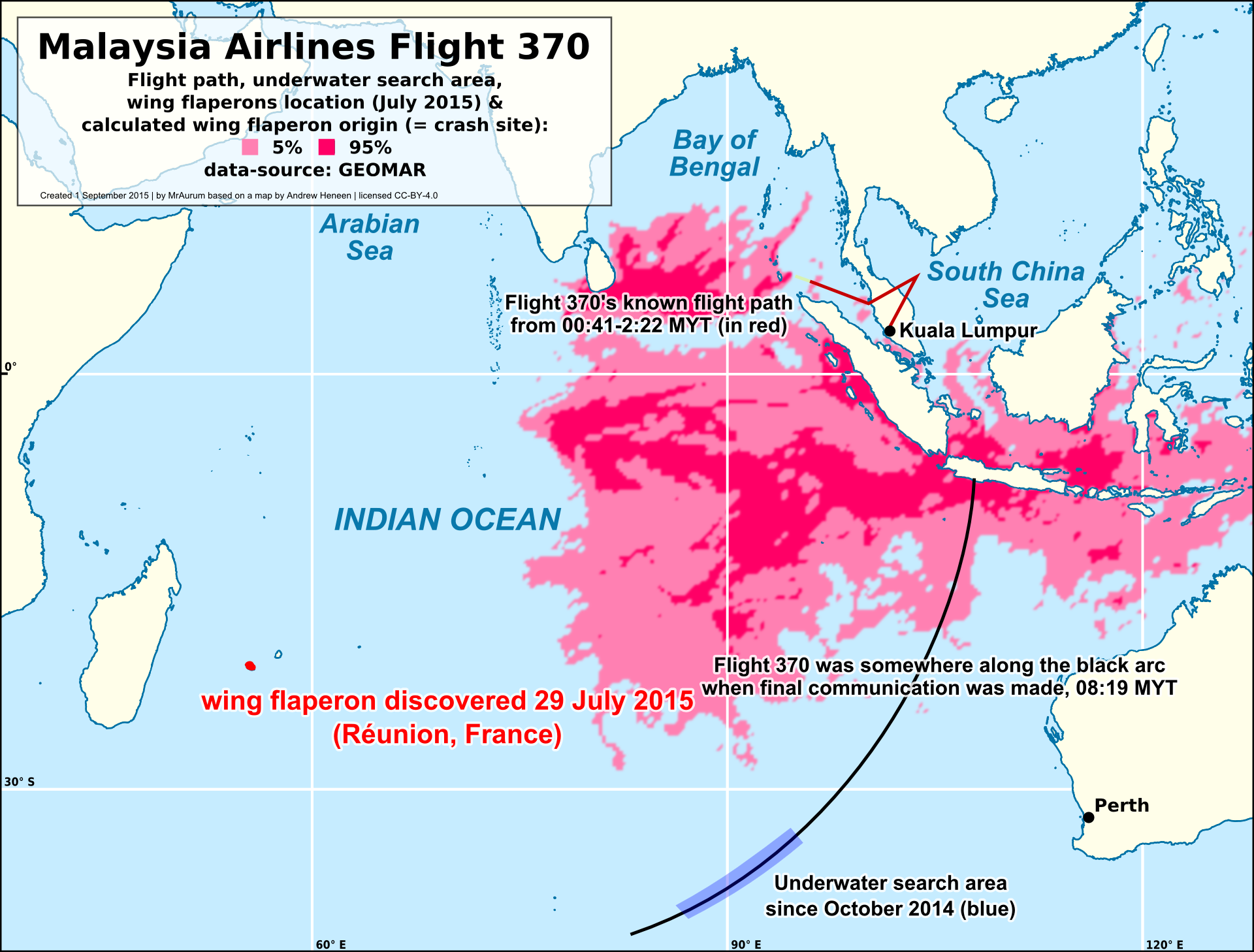
Von GEOMAR ursprünglich angenommene Herkunft der auf La Réunion gefundenen Flügelklappe

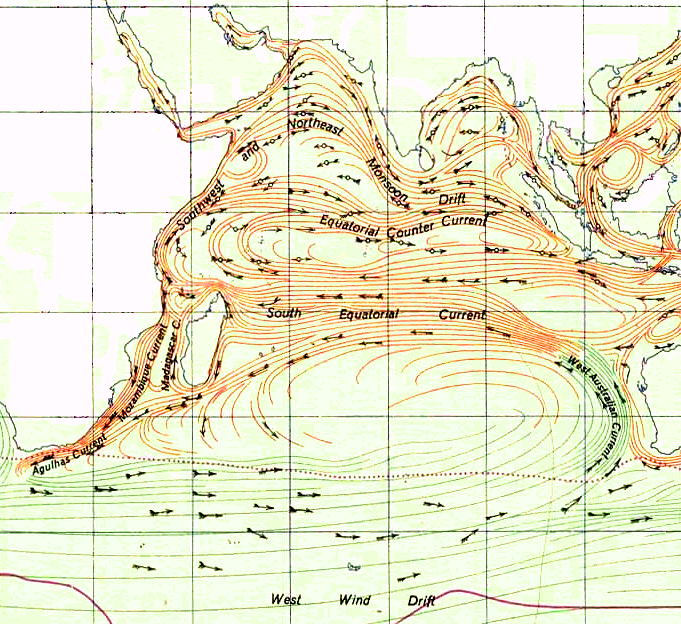
Meeresströmungen im Indischen Ozean

Zufallsfund auf La Réunion (rot) im Verhältnis zum Unterwasser-Suchgebiet (dunkelblau) auf der siebten Bogenlinie (schwarz) und vermutetem Flugkorridor (gelb)

Die australische Verkehrssicherheitsbehörde ATSB sowie das staatliche Forschungsinstitut CSIRO sehen in dem Flaperon-Fund eine Bestätigung für das festgelegte Suchgebiet, wobei eine Rückverfolgung der Treibbewegungen über einen längeren Zeitraum sehr unpräzise sei. Zum Fundort des Höhenleitwerks in Mosambik meint CSIRO, dieser widerlege das festgelegte Suchgebiet nicht, könne es aber auch nicht unbedingt bestätigen.
Unabhängige Institute bezweifelten dagegen erheblich die Vereinbarkeit des Suchgebiets mit den ersten Funden von Trümmerteilen. Forscher des Helmholtz-Zentrums für Ozeanforschung Kiel (GEOMAR) stellten am 1. September 2015 Ergebnisse einer Strömungsmodellierung vor, die auf dem Flaperon-Fund basierte. Diese Studie deutet darauf hin, dass die Absturzstelle mindestens 3500 km nördlich des damaligen Suchgebiets liegen könnte. Ausgehend von der Umgebung der Insel, wurden virtuelle Partikel auf Basis von Strömungsdaten 16 Monate zurückverfolgt. Nicht berücksichtigt wurden zunächst unmittelbare Einwirkungen von Wind oder Wellen. Die Unsicherheiten seien groß. Das ATSB kommentierte, diese Studie werde nichts am Suchgebiet ändern. Doch kamen auch weitere Driftstudien in den Folgemonaten, die teilweise die Windeinflüsse mitberücksichtigen, in der Summe zu dem Ergebnis, dass der Fund mit dem südlichen Suchgebiet nur mit signifikantem Windeinfluss vereinbar sei und besser zu einem nördlicheren Ursprungsort passe. Zudem sei bei dem südlichen Suchgebiet zu erwarten, dass Trümmer zunächst an der australischen Westküste angespült werden müssten.
Der Journalist und Wissenschaftsautor Jeff Wise veröffentlichte am 2. Mai 2016 eine Kopie des Untersuchungsberichts zu den Strömungsmodellierungen zum Flaperon-Fund, die vom staatlichen französischen Wetterdienst Météo-France am 8. Februar 2016 fertiggestellt wurde. Dieser Bericht war als Teil der gerichtlich angeordneten Begutachtung zunächst nicht zur Veröffentlichung bestimmt. Darin werden insbesondere zwei grundsätzlich verschiedene Szenarien vorgestellt: einmal eines auf Grundlage der Auftriebsstudien des DGA, zum anderen eine Modellierung, bei der das Flaperon unterhalb der Wasseroberfläche treibt. Diese letztere Möglichkeit sei dadurch nahegelegt, dass das Flaperon beidseitig mit Entenmuscheln bedeckt gewesen sei. Im ersten Fall ergibt sich als mögliche Schnittmenge des Ursprungsortes mit der siebten Bogenlinie ein Korridor, der sich westsüdwestlich von Australien erstreckt und mit dem festgelegten Suchgebiet zusammenfällt. In diesem Szenario beträgt die Wahrscheinlichkeit, dass das Flaperon grundsätzlich aus dem östlichen Teil des Indischen Ozeans stammt, höchstens 21 %. Bei der Alternative wäre ein Korridor westlich oder nordwestlich von Australien, aber deutlich nördlich des vom ATSB festgelegten Suchgebiets, ein möglicher Ursprungsort. Die entsprechende Wahrscheinlichkeit liegt bei mindestens 70 %.
Das Kieler Institut Geomar veröffentlichte schließlich am 10. Mai 2016 in Zusammenarbeit mit britischen und französischen Instituten eine verfeinerte Studie der Driftmodellierungen des Flaperons und bezog dabei die beiden neueren Funde aus Mosambik mit ein. Das neue Modell berücksichtigte insbesondere den Stoke Drift, also die durch Wind verursachte Wellenbewegung. Als Fazit befanden die Forscher, das Suchgebiet sei weiter südlich zu verorten, als sie das in ihrer Analyse vom September 2015, nach dem Fund des ersten Trümmerteils, ermittelt hatten. Dennoch betrage die Wahrscheinlichkeit, dass das Flaperon aus dem festgelegten Suchgebiet stamme, weniger als 1,3 %. Die Chance, dass es aus einem insgesamt 2,5 Millionen km² großen Gebiet nördlich davon stamme, sei 95 %. Das europäische Forschungskonsortium geht wegen des gleichmäßig über die Oberfläche des Flaperons verteilten Entenmuschelbewuchses ebenfalls davon aus, dass das Flaperon überwiegend unterhalb der Wasseroberfläche getrieben ist. Eine italienische Forschergruppe veröffentlichte außerdem im Juli 2016 Ergebnisse von Driftsimulationen aufgrund der bis dahin bestätigten Funde (auf La Réunion, in Mosambik, Südafrika und auf Rodrigues). Im Ergebnis sehen die Forscher eine Schnittmenge mit der siebten Bogenlinie, die sich allerdings nur teilweise mit dem Suchgebiet überlappt und sich weiter nördlich davon (von 28° bis 35° S) ausdehnt. Im April 2019 veröffentlichte Geomar einen weiteren Aufsatz, der letztlich den wahrscheinlichsten Absturzort bei 34° bis 35° S verortet. Zu einem teils ähnlichen Ergebnis kam etwa gleichzeitig ein Team der University of Miami zusammen mit der FU Berlin, wonach ein Hotspot für das Wrack bei 36° S liegt, ein zweiter, wahrscheinlicherer aber weiter nördlich, um 25° S.
Das Forschungsinstitut CSIRO legte im April 2017 die Ergebnisse der Untersuchungen zu den Flaperon-Replica vor (siehe oben). In Übereinstimmung mit den Ergebnissen des First Principles Review des ATSB nehmen die Forscher an, dass ein Absturz um die 35° S mit den bekannten Daten (Zeitpunkt des Eintreffens des Flaperons auf La Réunion sowie weiterer Trümmerteile in Afrika, ausbleibende Trümmer in Australien) am besten zu vereinbaren sei. Auch ein Absturz zwischen 30,5° und 32° S sei gut möglich. Anhand neu ausgewerteter Bilder des Erdbeobachtungssatelliten Pléiades-1A vom 23. März 2014, zirka zwei Wochen nach dem Verschwinden, wollte CSIRO durch eine weitere Publikation im Juni einen Absturz um 35° S noch naheliegender erscheinen lassen: Die Bilder zeigen zwar menschengemachte Objekte – diese lassen sich aber nicht einem Flugzeug zuordnen.
Zwei Gutachten französischer Meeresbiologen zu den Mikroorganismen auf dem flaperon wurden erst mit dem Abschlussbericht vom 30. Juli 2018 veröffentlicht. Laut der ersten Expertise könnten die größten und ältesten Organismen der Gattung Lepas (Anatifa) anatifera striata, die besonders westlich von Australien beheimatet ist, 15 bis 16 Monate gewachsen sein, also bereits etwa einen Monat nach dem Absturz das flaperon kolonisiert haben. Hierfür sind Temperaturen von über 18 bis 20 Grad Celsius notwendig. Laut dem zweiten Gutachten kann das Alter der Exemplare nicht genauer als auf „einige Monate“ eingegrenzt werden; die für die Besiedelung notwendigen Temperaturen liegen sogar bei 28,5 Grad. Die kleinsten und jüngsten Exemplare stammen dagegen aus Gewässern mit etwa 24,5 Grad, was den Wassertemperaturen um La Réunion entspricht. Das flaperon muss daher aus ostnordöstlicher Richtung bis zum Fundort gedriftet sein. Der Absturz könnte also deutlich weiter nördlich passiert sein als bis dahin angenommen. Damit in Einklang steht eine Great-Circle-Route, die der dänische Ingenieur Martin Kristensen von der Universität Aarhus Ende 2018 veröffentlichte: demnach könnte die Absturzstelle bei der Weihnachtsinsel im Indischen Ozean liegen, wenn die finale Wende nach Süden erst sehr spät kam.

## Ermittlungen und offizielle Berichte
Der malaysische Polizeichef Khalid Abu Bakar gab in den Tagen nach dem Verschwinden bekannt, dass die Behörden in alle Richtungen ermittelten, gemäß den strafrechtlichen Kategorien der Sabotage, Entführung und des Terrorismus, um den Vorfall aufzuklären. Die malaysische Polizei teilte noch im März mit, sie sei nicht bereit, Ergebnisse der Ermittlungen zu veröffentlichen, um die Untersuchungen oder ein etwaiges späteres Gerichtsverfahren nicht zu gefährden. Der malaysische Verteidigungsminister und amtierende Verkehrsminister Hishammuddin Hussein bekräftigte auf einer Pressekonferenz vom 19. März 2014, dass die Passagiere, die Piloten und die Besatzung als unschuldig zu gelten hätten, bis das Gegenteil bewiesen sei. Der malaysische Polizeichef gab im April zu bedenken, die Ursachen für das Verschwinden könnten auch nach Abschluss der Ermittlungen unbekannt bleiben. Er forderte außerdem, dass der Flugschreiber, sollte er gefunden werden, von seiner Behörde untersucht werden solle, die allerdings über keinen sachkundigen Experten verfüge und dafür auf externe Fachleute angewiesen sei.
Die polizeilichen Ermittlungen schließen die Herkunft der mitgeführten Fracht, insbesondere der vier Tonnen Mangostane, sowie des Flugzeugessens mit ein. Der britische Geheimdienst MI6, die amerikanische CIA, das FBI und der chinesische Geheimdienst beteiligten sich daran, den Vorfall aufzuklären. Bis Anfang April 2014 wurden etwa 170 Personen befragt, sowohl Angehörige von Bordinsassen als auch Personal, das Zugang zu der Maschine hatte. Am 15. April gab der malaysische Verkehrsminister bekannt, dass außerdem ein Ermittlungsteam unter malaysischer Leitung mit internationaler Beteiligung der Staaten Australien, China, USA, Großbritannien und Frankreich gebildet werde, das die Flugtüchtigkeit, die Betriebsgeschichte des Flugzeuges und medizinisch-psychologische Aspekte der Menschen an Bord untersuchen werde. Die Ergebnisse dieser Untersuchungen wurden im Zwischenbericht vom 8. März 2015 veröffentlicht.
Laut Medienberichten vom 24. April 2014 hatten die malaysischen Behörden einen ersten vorläufigen Bericht zum Vorfall erarbeitet und der International Civil Aviation Organization (ICAO) übergeben, ohne dieses Dokument, wie in ähnlichen Fällen üblich, vorab zu veröffentlichen. In einem Interview mit CNN kündigte der malaysische Premierminister Najib Razak daraufhin die Herausgabe des Berichts für die darauffolgende Woche an, sobald er intern von Experten durchgesehen worden sei. Der Bericht erschien schließlich am 1. Mai 2014 auf der Facebook-Seite des amtierenden malaysischen Verkehrsministers. Die Dokumentation empfiehlt, standardmäßig eine Positionsbestimmung von Verkehrsflugzeugen in Echtzeit zu erwägen. Am 11. November 2015 beschloss man auf einer UNO-Konferenz in Genf, ein solches satellitengestütztes System innerhalb eines Jahres verbindlich einzuführen.
Anfang Mai wurden in Kuala Lumpur und im Bundesstaat Kedah im Nordwesten Malaysias elf angebliche Terroristen mit Verbindungen zu al-Qaida verhaftet. Die Abteilung für Terrorismusabwehr hielt einen Zusammenhang mit dem Verschwinden des Flugzeugs für möglich, eine Sprecherin der Polizei schloss dies aus.
Einer indonesischen Nachrichtenquelle zufolge habe der indonesische Polizeichef bei einer Besprechung von Fluggesellschaftsvertretern und hochrangigen Polizeibeamten im September 2014 unter Hinweis auf ein Gespräch mit dem pensionierten malaysischen Polizeichef ausgesagt, dass ihm die Gründe für das Verschwinden von MH370 bekannt seien. Der amtierende malaysische Polizeichef zeigte sich schockiert über diese Äußerung.
Am 29. Januar 2015, also an dem Tag, an dem die Maschine offiziell für verunglückt erklärt wurde, kündigte die malaysische Regierung die Veröffentlichung eines vorgeschriebenen Zwischenberichts für den 7. März an, einen Tag vor dem ersten Jahrestag des Vorfalls. Da die Ursache des Unfalls nicht geklärt werden könne, bevor Wrackteile und insbesondere die Flugschreiber gefunden seien, solle dieser Bericht lediglich die Untersuchungsergebnisse zur Sicherheit des Flugzeugs und nicht die Ergebnisse der polizeilichen Ermittlungen (criminal investigation) enthalten.
Der gut 500-seitige Zwischenbericht wurde am 8. März veröffentlicht. Er enthält insbesondere Angaben zum Flugverlauf, zu psychologischen, medizinischen und finanziellen Hintergründen der Besatzung, zur Sicherheit, Betankung, Fracht und zu den Kommunikationssystemen der verschwundenen Boeing 777 sowie die Kommunikationsprotokolle der zivilen Luftüberwachung. Der Bericht umfasst unter anderem die folgenden Angaben zu Flugtüchtigkeit und Betriebsgeschichte:
- Die Unterlagen entsprachen den Standards zur Flugtüchtigkeit.
- Das Sauerstoffsystem für die Besatzung war bei einer Routineüberprüfung am Abflugtag wiederaufgefüllt worden.[A 18]
- Dabei wurde auch ein Software-Downgrade des Flugunterhaltungssystems durchgeführt.[A 19]
- Die damit verbundenen Satellitentelefone in der Business-Class waren bei diesem Flugzeug nur für Anrufe an andere Sitze an Bord geeignet.[A 20] Das Flugunterhaltungssystem – und damit die Möglichkeit, Nachrichten von der Kabine zum Boden zu schicken – konnte vom Cockpit aus deaktiviert werden.[A 21]
- Die Flugshow-Funktion im Unterhaltungssystem war seit Ende Oktober 2013 defekt, die geschätzte Ankunftszeit wurde nicht angezeigt.[A 22]
- Die Batterie des Unterwasser-Ortungsgeräts für den Flugdatenschreiber war Ende 2012 abgelaufen.[A 23]
- Für den Abschlussbericht wurden zusätzliche Erkenntnisse zum Treibstoffverbrauch sowie zur Höchstflugdauer in Aussicht gestellt.[A 24]
- Der Purser (ranghöchster Flugbegleiter) war im Juni 2013 wegen eines epileptischen Anfalls stationär behandelt worden.[A 25]

Dieser Bericht fasste zudem die Ergebnisse der polizeilichen Ermittlungen zu psychologischen, medizinischen und finanziellen Hintergründen der Besatzung zusammen. Als Grundlage dienten interne und externe Unterlagen sowie Befragungen von Angehörigen, Bekannten und behandelnden Ärzten. Demnach hatte der Kapitän im Unterschied zum Ersten Offizier keine Lebensversicherung abgeschlossen, die ein Motiv für Selbstmord hätte sein können. Gegen chronische Schmerzen, die er sich aufgrund einer Verletzung der Wirbelsäule zugezogen hatte, nahm er gelegentlich Schmerzmittel, wurde aber in regelmäßigen Untersuchungen als weiter für seinen Beruf geeignet befunden. Auch sein Bruttoeinkommen sowie seine Ausgaben ließen nichts Ungewöhnliches erkennen. Der Kapitän zeigte auch keine signifikante Änderung in seinem Lebensstil, seinen zwischenmenschlichen Konflikten oder bei familiärem Stress. Kein Besatzungsmitglied hatte sich auffällig anders als sonst verhalten oder Alkohol oder andere Drogen missbraucht. Der Bericht interpretierte die Bilder der Überwachungskameras so, dass sich beide Piloten am Tag des Abflugs normal verhielten.
Am zweiten Jahrestag des Unfalls erschien vorschriftsgemäß ein zweiter Zwischenbericht, der diesmal nur drei Seiten umfasste. Mit Stand vom 8. März 2016 behandelt die Untersuchung insbesondere folgende Fragen: Kursänderung weg von der vorgegebenen Route des Flugplans; Arbeitsprozesse des Luftverkehrsdienstes; Profil der Cockpitbesatzung (flight crew); Erkenntnisse zur Absturzart aufgrund der Untersuchung des Flaperons. Der Abschlussbericht sollte erscheinen, nachdem entweder das Wrack gefunden sein oder die Suche eingestellt werde.
Der Zwischenbericht zum dritten Jahrestag stellte auf Grundlage bis dahin gefundener Trümmer weiter fest, dass der Innenraum des Flugzeuges wahrscheinlich auseinanderbrach, entweder noch in der Luft (als Folge des Absturzes) oder beim Aufprall auf die Meeresoberfläche. Der Abschlussbericht wurde für die kommenden Monate angekündigt.
Der Abschlussbericht erschien am 30. Juli 2018 und legt sich ebenfalls nicht auf eine Ursache für das Unglück fest. Die wiederholten Änderungen des Kurses nach dem Abbrechen des Kontakts waren jedenfalls auf manuelle Eingaben zurückzuführen. Ohne die Aufzeichnungen aus dem Flugschreiber war die Untersuchungskommission außerstande, eine plausible technische Ursache zu ermitteln, welche die Deaktivierung von Systemen, das Abweichen von der normalen Route Richtung Peking und den weiteren Flugverlauf hätte erklären können. Nichts sprach dafür, dass irgendjemand anderer als einer der beiden Piloten gewendet hätte. Eine Intervention durch einen Dritten konnte allerdings nicht ausgeschlossen werden. Der Bericht vom 30. Juli 2018 enthält außerdem die folgenden über den Zwischenbericht hinausgehenden Neuigkeiten und Ergebnisse:
- Boeing trat Spekulationen entgegen, das Flugzeug könnte durch Fernsteuerung entführt worden sein. Diese Spekulationen gingen von einem Patent (US 7,142,971 B2) von 2006 für eine Technik aus, mit deren Hilfe den Piloten die Kontrolle über die Maschine entzogen werden kann. Das Patent wurde nie umgesetzt und insbesondere nicht in diesem Flugzeug (Baujahr 2002) verbaut.[F 18]
- Es gibt keine Hinweise darauf, dass ein Mitglied des Kabinenpersonals Flugtraining erhalten hatte.[F 19]
- Die medizinischen Unterlagen der Fluggesellschaft enthielten keine Kopien von Patientenakten anderer Kliniken. Es sei nicht auszuschließen, dass der Flugkapitän gegen Bargeld Schmerzmittel gekauft habe, da er solche für seine Wirbelsäulenverletzung nicht über Kreditkarte erworben habe. Gleichwohl spreche nichts für gesundheitliche Beeinträchtigungen, Verhaltensauffälligkeiten, persönliche Probleme oder Konflikte mit dem Kopiloten. Der Unfallflug war der erste gemeinsame Flug der beiden Piloten. Ebenfalls deute nichts darauf hin, dass der Flugkapitän psychiatrisch behandelt wurde; allerdings kontrollierte die Fluggesellschaft die geistige Verfassung des Flugpersonals nicht streng.[F 20]
- Bei der polizeilichen Untersuchung des Flugsimulators des Piloten konnten Spezialisten insgesamt 2.700 überwiegend vorprogrammierte Koordinaten wiederherstellen. Sieben Koordinaten, die auf eine Zwischenspeicherung zurückgehen und in Schattenkopien vom 3. Februar 2014 entdeckt wurden, bilden zusammengenommen eine Route von Kuala Lumpur über die Andamanen in den südlichen Indischen Ozean; jedoch konnte niemand ermitteln, ob diese Koordinaten auf eine gemeinsame Datei zurückgehen, ob also der Flugkapitän eine Route ähnlich der von MH370 simuliert hat.[F 21]

## Theorien
Nach dem Chicagoer Abkommen liegt die Verantwortung zur Ursachenforschung bei Malaysia; Australien ist dagegen nicht autorisiert, sich zu möglichen Ursachen zu äußern. Der malaysische Verkehrsminister Liow Tiong Lai, der inzwischen den Verteidigungsminister und amtierenden Verkehrsminister Hussein in dieser Funktion abgelöst hatte, kündigte an, dass die Ermittlungen erst abgeschlossen werden könnten, wenn das Wrack und der Flugschreiber gefunden würden. Entsprechend enthielten weder der Zwischenbericht vom 8. März 2015 noch irgendeiner der vorausgegangenen offiziellen Berichte Angaben zur möglichen Ursache.
Selbst wenn der Flugschreiber gefunden werden sollte, werden sich möglicherweise entscheidende Fragen nicht klären lassen: Der standardmäßig verbaute Stimmenrekorder (CVR) speichert regulär nur die letzten zwei Stunden vor dem Absturz, lediglich der Flugdatenschreiber (FDR) speichert Parameter für den gesamten Flug. Beim Unfall von Air-France-Flug 447 war ersterer zur Unfallrekonstruktion sehr hilfreich. Bei MH370 sind aber womöglich entscheidende Vorfälle schon sieben Stunden vor dem Absturz passiert. Zudem halten es die Unfallermittler für wahrscheinlich, dass der linke Stromkreis zeitweise unterbrochen war. Der Stimmrekorder hängt ausschließlich an diesem Stromkreis.
Die folgenden Hypothesen und Szenarien sind von Fachleuten ernsthaft öffentlich diskutiert und offiziell erwogen worden, wobei auch eine Kombination mehrerer Szenarien möglich ist. Es handelt sich derzeit lediglich um Spekulationen, die auf Indizien beruhen.

### Sabotage-, Entführungs- oder Suizidtheorie
Der malaysische Premierminister Najib Razak erklärte am 15. März 2014 unter Berufung auf übereinstimmende Ergebnisse der FAA, des NTSB, der AAIB und der malaysischen Behörden gegenüber der Weltpresse, dass „mit einem hohen Grad an Sicherheit“ die Übertragung von ACARS-Daten deaktiviert war, bevor das Flugzeug die malaysische Ostküste erreichte (also bereits gegen 01:07 Uhr), und dass der Transponder bald darauf im Grenzgebiet des malaysischen und vietnamesischen Luftraums abgeschaltet wurde. Die anschließenden Richtungsänderungen des Flugzeugs bis zu dessen letzter Erfassung durch Militärradar ständen in Einklang mit vorsätzlichen Handlungen durch jemanden im Flugzeug. Trotz Medienberichten, dass MH370 entführt worden sei, werde man den Vorfall unter allen möglichen Gesichtspunkten betrachten. Zuvor hatte ein malaysisches Mitglied der Untersuchungskommission der Associated Press anonym mitgeteilt, dass die Ermittler „beweiskräftig“ zu der Ansicht gekommen seien, dass MH370 entführt wurde. Ermittler aus den USA waren bereits am 13. März mit der Erkenntnis, dass ACARS um 01:07 Uhr deaktiviert wurde, anonym an die Öffentlichkeit gegangen. Nach Najib Razak hätten sich die Ermittlungen aber auf vier mögliche Erklärungen, „Entführung, Sabotage, persönliche oder psychische Probleme der Besatzung oder der Passagiere“, konzentriert und seien angesichts dieser neuen Erkenntnisse auf die Besatzung und Passagiere an Bord verlagert worden. Der Verkehrs- und Verteidigungsminister Hishammuddin Hussein nannte als mögliche Erklärungen für das Abschalten von Kommunikationsmitteln ein vorsätzliches Abschalten, ein Abschalten als Folge einer Nötigung oder aufgrund einer Explosion.
Am 18. März bestätigte Hishammuddin Hussein die Aussage des ehemaligen Chefs von Malaysia Airlines, es sei unmöglich, das Deaktivieren von ACARS näher einzugrenzen als zwischen 01:07 und 01:37 Uhr. Auf einer Pressekonferenz am Vortag hatte dieser zusammen mit dem Chef des zivilen Luftfahrtamts mitgeteilt, beiden Instituten lägen keine Hinweise auf einen Logoff-Vorgang vor. ACARS kann bei diesem Flugzeugtyp deaktiviert werden, wenn zunächst in den VHF-Modus und dieser vom Daten- auf Stimmmodus umgestellt wird. In diesem Fall werden weiterhin handshakes beantwortet und eingehende Nachrichten angezeigt, es werden aber keine Nachrichten mehr gesendet.

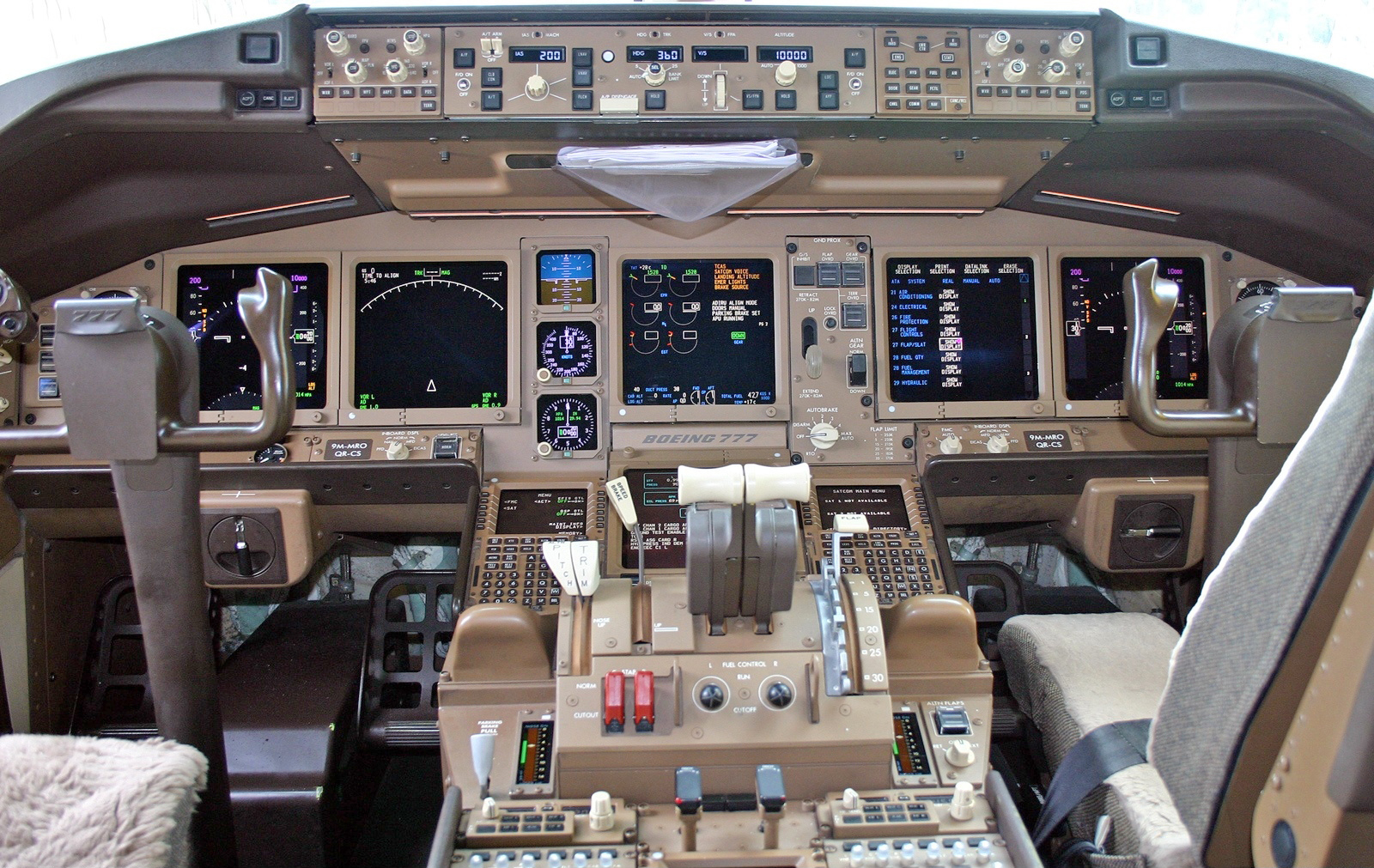
Das Cockpit der verschwundenen Boeing mit dem Kennzeichen 9M-MRO, 2004

Es wird somit erwogen, dass möglicherweise die Crew selbst an einer Entführung beteiligt war, da zahlreiche Vorgänge auf ein großes Fachwissen beim Flugzeugführer hindeuteten (Rogue Pilot Theory). Insbesondere spekulierten Medien über die Theorie eines Mitnahmesuizids durch einen Piloten. Gegen diese Erklärung führte man auf einer Fachtagung in London die lange Flugdauer an, und auch die offiziellen Ermittlungen haben keine einschlägigen Selbstmordmotive bei den Piloten ergeben. Dennoch soll der Kurs von Flug MH370 nach Darstellung der New York Times gezielt über das Flight Management System geändert worden sein. Auch die Radardaten legen nahe, dass das Flugzeug nach der Kursänderung mindestens den Wegpunkt VAMPI passiert und eventuell weitere Punkte angesteuert hat, die im Flight Management System nacheinander oder auf einmal programmiert werden können. Dabei kann ein alternativer Flugplan eingegeben und anschließend aktiviert werden. Auch das Erlöschen des Transpondersignals sowie des ACARS-Systems geschah möglicherweise aufgrund eines Eingriffs durch Cockpitinsassen, da ein Laie dazu vermutlich nicht in der Lage gewesen wäre. Der Zeitpunkt des Verschwindens im „Niemandsland“ zwischen dem malaysischen und vietnamesischen Luftraum wurde außerdem als ideal für eine mögliche Entführung diskutiert. Auch die mehrfachen Richtungsänderungen und der wahrscheinliche Flugverlauf an Landesgrenzen, mit dem etwa die indonesische Luftraumüberwachung umgangen worden sein soll, sprächen für ein absichtsvolles Handeln. Das Flugzeug besaß eine elektronisch verriegelbare Cockpittür. Damit war es den Leuten im Cockpit grundsätzlich möglich, Passagiere und Besatzung auszusperren, wenn trotz Eingabe eines Notfallcodes die Tür von innen aktiv elektronisch blockiert war. Die Tür ließ sich überdies von innen mechanisch verriegeln.
Die australischen Behörden sowie das internationale Ermittlerteam vermuten außerdem, dass der Autopilot den Schwenk nach Süden in Richtung Indischer Ozean veranlasste und die Maschine bis zum Ende steuerte, während die Besatzung in der finalen Flugphase durch Sauerstoffmangel handlungsunfähig war oder nicht reagierte (unresponsive crew/hypoxia event). Man nimmt für den letzten Abschnitt im südlichen Indischen Ozean einen geraden Verlauf an, etwa in Richtung Südpol. Diese gerade Flugrichtung in die Nähe des magnetischen Südpols erfordert, manuell einen bestimmten Autopilotenmodus zu wählen. Nach dem Ausgehen des Treibstoffs soll das Flugzeug in spiralförmigem Fall in den Ozean gestürzt sein. Nach Auskunft der International Civil Aviation Organization (ICAO) zur Suche nach MH370 ist es außerdem grundsätzlich möglich, die Notfunkbaken (ELTs), die bei Kontakt mit Wasser ein Signal aussenden sollen oder auch manuell von der Kabine aus ausgelöst werden können, im Cockpit zu deaktivieren.
Der angebliche Anstieg der Maschine über die zugelassene Höchstgrenze hinaus wird gelegentlich als gezieltes Manöver gedeutet, um zusammen mit einem forcierten Druckabfall Passagiere und Besatzung handlungsunfähig zu machen. Vom Cockpit aus ist es möglich, über die Auslassventile den Druckausgleich manuell zu regulieren. Bei einem Druckabfall äquivalent zu mindestens 13.500 Fuß (4100 Meter) wären jedoch automatisch Atemmasken im Passagierraum heruntergefallen, die über Sauerstoff für 22 Minuten verfügen. Die Sauerstoffmaske im Cockpit hätte eine Person bis zu 27 Stunden mit Atemluft versorgen können. Außerdem befanden sich im Kabinenraum 15 Sauerstoffflaschen für die Flugbegleiter, die je nach Einstellung jeweils für bis zu zweieinhalb Stunden gereicht hätten, jedoch keine Druckatmung zulassen. Die Hinweise auf einen extremen Höhenanstieg sind zudem höchstwahrscheinlich falsch. Ebenfalls im Einklang mit dem offiziellen Szenario eines führerlosen Fluges in der letzten Phase steht die Möglichkeit, dass durch einen zusätzlichen Schaden an der Außenhülle, etwa durch das Bersten eines Fensters, ein rapider Druckabfall eingetreten sein könnte. Möglich ist daher auch ein fehlgeschlagener Entführungsversuch. Insbesondere wurde als Ergebnis einer Fachtagung in London gegen das monokausale Szenario einer Entführung durch die Cockpitbesatzung das Argument angeführt, dass sich die Flugbegleiter gegen einen solchen Versuch hätten wehren müssen. Laut New York Times hat ein psychologischer Gutachter die Unfallermittler darauf hingewiesen, es sei für einen Selbstmörder äußerst ungewöhnlich, seinen Plan über mehrere Stunden zu verfolgen. Ein Druckabfall hätte auch etwa als Folge einer gescheiterten Entführung eintreten können. Gérard Feldzer, Direktor des Musée de l’air et de l’espace, sieht ebenfalls einen Widerstand der Passagiere als Folgehypothese, um den späteren Verlauf von MH370 zu erklären.
Dennoch bleibt unklar, welche Rolle die beiden Piloten bei der Kursänderung gespielt haben und aus welchem Grund sie geschehen ist. Die malaysische Polizei durchsuchte deshalb am 15. März 2014 Häuser an den Wohnorten des Flugkapitäns Shah und des Kopiloten Hamid in Kuala Lumpur. Eine malaysische Boulevardzeitung, die in finanzielle Schwierigkeiten geraten war, schrieb unmittelbar darauf unter Berufung auf eine „ungenannte Quelle“, dass sich auf Flugsimulatoren üblicherweise auch die Insel Diego Garcia findet. Dies führte zu einer im Internet populären Verschwörungstheorie, die sich auf eine mittlerweile widerlegte angebliche Sichtung auf den Malediven stützte. Der ehemalige malaysische Premier, Mahathir Mohamad (1981–2003), veröffentlichte daraufhin einen Blogbeitrag, in dem er die Ansicht vertrat, Boeing und die CIA könnten das Flugzeug mit einer Fernsteuerung entführt haben. Konkrete Verdachtsmomente oder Motive haben die Ermittler bislang aber nicht bekanntgegeben. Die Auswertung des privaten Flugsimulators des Kapitäns sowie insbesondere der Dateien, die er am 3. Februar 2014 darauf gelöscht haben soll, ergab zunächst nichts Verdächtiges. Auch auf den PCs der beiden Piloten fand sich nichts Belastendes, wobei die Überführung des Flugsimulators des Kapitäns in das Marine Corps Base Quantico noch andauerte und nach Angaben des Daily Mail der private Laptop des Kapitäns nicht gefunden wurde. Allerdings widersprach der malaysische Polizeichef während einer Pressekonferenz vom 2. April Berichten, wonach die Untersuchung des Flugsimulators durch seine Behörde und das FBI keinerlei Auffälligkeiten ergeben habe. Peter Foley, der Leiter der Suche durch das ATSB, hält das Szenario eines willentlichen Druckabfalls für möglich – doch hätte der Pilot dann wahrscheinlich nicht die Folgen der Dekompressionskrankheit überstanden: Vor allem der Flugkapitän Zaharie Shah wies mehrere Risikofaktoren auf (Alter, Körpergewicht, Rauchen).
Am 22. Juni 2014 berichtete die Sunday Times, dass die Ermittler mittlerweile den Kapitän des Flugzeugs als den Hauptverdächtigen identifiziert hätten, falls ein Sabotageakt vorläge. Der Verdacht ergebe sich daraus, dass der Kapitän auf seinem privaten Flugsimulator eine Route zu einer kleinen Landebahn auf einer ungenannten abgelegenen Insel im südlichen Indischen Ozean aufgezeichnet habe. Er habe diese Route vor dem Abflug gelöscht, das FBI habe sie aber wiederherstellen können. Außerdem habe der Kapitän, der als kontaktfreudig und arbeitsam beschrieben wurde, im Gegensatz zu den übrigen Besatzungsmitgliedern für die Zeit nach dem Flug weder private noch dienstliche Termine vereinbart. Laut Telegraph hätten andere mögliche Ursachen, einschließlich technischen Versagens oder einer Beteiligung des Kopiloten oder anderer Personen an Bord, nach und nach ausgeschlossen werden können. Der malaysische Verkehrsminister Hishammuddin Hussein widersprach dem Bericht und bezeichnete die Veröffentlichung als verantwortungslos. In sozialen Netzwerken interessierte sich der Kapitän als liberaler Moslem für politische Fragen und produzierte Heimwerkervideos auf YouTube, in denen er auch seinen Flugsimulator vorstellte. Er kritisierte die von ihm empfundene Unfähigkeit malaysischer Behördenvertreter, einschließlich des Verteidigungsministers Hishammuddin Husseins, die Korruption und den Nepotismus der Regierung sowie die durch staatliche Einschüchterung defizitäre Demokratie und sympathisierte mit inhaftierten Protestlern und den Bersih-Kundgebungen, die freie Wahlen forderten. Im Zusammenhang mit Malaysia Airlines wies er insbesondere auf Berichte hin, denen zufolge die Regierung bei den Parlamentswahlen in Malaysia 2013 die Fluggesellschaft angewiesen haben sollte, angeblich gekaufte Wähler aus dem Ausland einzufliegen, die mit Ausweisen versorgt worden sein sollen, außerdem auf die Degradierung eines Offiziers in der Butterworth-Militärbasis in Penang, der angeblichen Wahlbetrug durch wasserlösliche Tinte aufdecken wollte. Die beiden Piloten hatten nicht darum gebeten, gemeinsam an Bord zu gehen. Der Kopilot sollte aber früher Dienstvorschriften missachtet und zwei junge Frauen in das Cockpit eingeladen haben.
Mögliche Motive seien gemäß diesen Zeitungsberichten Beziehungsprobleme, finanzielle Schwierigkeiten und Unterstützung der oppositionellen People’s Justice Party sowie des Oppositionsführers Anwar Ibrahim, der wenige Stunden vor dem Abflug in einem als politisch motiviert gesehenen Prozess wegen angeblicher homosexueller Handlungen verurteilt worden war. Diese Mutmaßung war neben anderen lancierten Gerüchten zunächst von der britischen Boulevardzeitung Daily Mail geäußert worden, wonach der Kapitän bei der Verurteilung angeblich anwesend gewesen und aus Verstörung darüber das Flugzeug später vom Kurs abgebracht haben soll. Der Schwager des Piloten aus dessen Heimatort Penang, der sich im Auftrag der Witwe zu den Darstellungen äußerte, widersprach den Gerüchten über Beziehungsprobleme und erzählte der Presse, dass der Kapitän zu Hause über den Prozessausgang informiert worden sein soll. Außerdem soll er 2014 den Flugsimulator nach einem Systemabsturz erfolglos neu formatiert und daher keine extremen Landungen und Starts mehr darauf geübt haben. Auch Peter Chong, der Sekretär des Anwalts von Anwar Ibrahim und politische Vertraute des Kapitäns, bestätigte, dass dieser auf keinen Fall eine solche Entscheidung in wenigen Stunden getroffen haben könnte; auch habe er seinen Simulator nicht verheimlicht, sondern Freunden und Kollegen gezeigt. Laut Washington Post belegen die Aktivitäten auf sozialen Netzwerken tatsächlich, dass Mitarbeiter von Malaysia Airlines den Flugsimulator kannten. Anwar Ibrahim berichtete, dass er mit dem Kapitän bekannt und entfernt verschwägert sei, nachdem ihm Fotos gezeigt worden waren; er bezeichnete allerdings das Gerücht als Versuch der malaysischen Regierung, vom „eigenen Versagen“ abzulenken. Er kritisierte auch das politische System dafür, dass Beschäftigte der staatlichen Fluggesellschaft Malaysia Airlines aus dem Umkreis des Kapitäns, die ihm Auskunft gegeben hätten, fristlos gekündigt würden, falls bekannt werde, dass sie in irgendeiner Weise mit der Opposition verbunden seien.
Der Journalist und Wissenschaftsautor Jeff Wise veröffentlichte am 22. Juli 2016, dem Tag der Bekanntgabe, dass die Suche eingestellt werden sollte, Auszüge aus einem vertraulichen Dokument der polizeilichen Untersuchung in Malaysia, wonach der Flugkapitän auf seinem Simulator wenige Wochen vor dem Unfallflug angeblich eine Route in den südlichen Indischen Ozean geplant habe. Diese Route enthalte sechs Datenpunkte und ende nördlich des Suchgebiets, ungefähr dort, wo das ATSB die Suche im Sommer 2014 beginnen lassen wollte. Aufgrund von Abweichungen zwischen der simulierten und tatsächlichen Route sei der Zusammenhang jedoch nicht schlüssig.
Diese Route führte zu einer kleinen Landebahn nahe der McMurdo-Station auf einer der Antarktis vorgelagerten Insel. Das ATSB bestätigte, dass die Spur auf dem Flugsimulator auf die „Möglichkeit einer Planung“ hindeute und im Abschlussbericht berücksichtigt werden solle.
Die malaysischen Behörden teilten dagegen zunächst mit, dass ihnen keine Hinweise darauf vorlägen, dass der Flugkapitän eine solche Route „weniger als einen Monat vor dem Verschwinden“ geplant habe. Später bestätigten sie diese Route jedoch, die allerdings nur eine von tausenden und kein Beweis für einen Mitnahmesuizid sei.
Die französische Journalistin und Buchautorin Florence de Changy hat Zugang zu dem polizeilichen Bericht zu den Hintergründen der beiden Piloten erhalten, einschließlich des Zusatzberichts zum Flugsimulator. Der Bericht sage ähnlich wie der Zwischenbericht aus, dass keine Hinweise auf Verhaltensänderungen bei den Piloten gefunden wurden; der Flugkapitän Zaharie sei trotz seiner oppositionellen Haltung zum Premierminister auch nicht politisch fanatisiert gewesen. Die Untersuchung habe unter anderem Kommunikationsdatensätze geprüft. Der Abschlussbericht des ATSB im Oktober 2017 gab sogar an, die Weitergabe des polizeilichen Berichts zum Flugsimulator am 19. April 2014 sei ein Grund gewesen, das Gebiet um die damaligen vermeintlichen Blackbox-Signale gründlich zu untersuchen. Die Simulation wurde am 2. Februar durchgeführt und zeigt zunächst eine Route von Kuala Lumpur nach Dschidda in der Provinz Mekka in Saudi-Arabien. Zwei Tage später sollte der Flugkapitän diese Route tatsächlich fliegen. Zwischen diesem Flug und dem Unfallflug lag ein weiterer Nachtflug von Kuala Lumpur nach Peking.
Der vertrauliche Bericht der malaysischen Polizei wurde im Januar 2017 über das Webportal Scribd der Öffentlichkeit zugänglich gemacht. Mitglieder der Independent Group, eines freiwilligen Zusammenschlusses unabhängiger Ermittler, halten es für bemerkenswert, dass der Flugkapitän Zaharie unmittelbar vor dem Abheben und bevor er die Rolle des pilot flying an den Kopiloten abgab, in dem sozialen Netzwerk WeChat aktiv war. Der Polizeibericht gibt hierüber keine weiteren Aufschlüsse.
Tony Abbott, der während der offiziellen Suche nach MH370 Premierminister von Australien war, berichtete in einem im Februar 2020 ausgestrahlten Interview, dass die malaysische Regierung in den ersten Wochen nach dem Flugunfall von einem Pilotensuizid ausging. Der ehemalige malaysische Premierminister Najib Razak entgegnete daraufhin, man habe dieses Szenario nie ausgeschlossen.

### Der erste Logon
Ein weiteres Indiz für eine Entführung oder Sabotage sind zwei unplanmäßige Handshakes, die um 2:25 Uhr Ortszeit (MYT), also noch vor der mutmaßlichen Wende nach Süden, aber nachdem das Flugzeug vom Militärradar verschwunden war, von der Satellitendateneinheit von MH370 ausgelöst wurden. Zwei vorausgehende Versuche der Bodenstation, durch eine ACARS-Textnachricht um 2:03 und 2:05 Uhr mit der Satellitendateneinheit des Flugzeuges in Kontakt zu treten, waren unerwidert geblieben, jedoch war die Satellitendateneinheit nicht einfach im Cockpit heruntergefahren worden (da das Kontrollzentrum hierüber automatisch informiert worden wäre). Die Verbindung war nunmehr wieder normal verfügbar – im Gegensatz zu der vorausgegangenen elektronischen Kommunikation zwischen Satellitendateneinheit und Bodenstation enthielten die Handshakes ab 2:25 Uhr jedoch weder die Flugnummer von MH370 noch ACARS-Übertragungen. Das Flugunterhaltungssystem baute wieder eine Verbindung auf, sendete aber keine Daten mehr. Es wurden auch keine Stimm- oder Textnachrichten gesendet. Die Flugnummer kann manuell gelöscht werden. Alle ACARS-Übertragungen liefen über Satellitenkommunikation und nicht über VHF/UKW, was in Festlandsnähe eigentlich üblich ist. Wie erst mit der Veröffentlichung des vollständigen ACARS-Protokolls am 30. Juli 2018 bekannt wurde, kam die Anweisung hierzu vor dem Abflug vom Kontrollzentrum der Fluggesellschaft, die im Zwischenbericht veröffentlichte Version enthielt diese Einträge nicht.
Ein solcher Handshake während des Fluges ist ungewöhnlich, und das internationale Ermittlerteam hält als Ursache eine vorausgehende Unterbrechung der Stromversorgung der Satellitendateneinheit im Flugzeug für wahrscheinlich. Diese Unterbrechung hätte entweder durch den gleichzeitigen Ausfall des linken und rechten AC-Bus (und somit der gesamten regulären Elektronik) oder durch manuelle Stilllegung des linken AC-Bus sowie der Schaltung, die im Notfall die Satellitendateneinheit mit Strom aus dem rechten AC-Bus versorgt hätte, verursacht worden sein können. Wie dieser Befund zu deuten ist, bleibt unklar, doch gilt es als wahrscheinlich, dass die Stromunterbrechung und anschließende Wiederherstellung von Hand herbeigeführt wurden, um Kommunikationssysteme stillzulegen. Dieser Eingriff ist insbesondere am Overhead Panel im Cockpit möglich. Die Verbindung zur Satellitendateneinheit war zwischen 1:07, dem Zeitpunkt der letzten nachgewiesenen Verbindung, und 2:03 ausgefallen. Durch den um 2:25:27 Uhr erfolgten Login der Satellitendateneinheit konnte das Flugzeug später wieder teilweise geortet werden. Die Satellitendateneinheit benötigt ungefähr 60 Sekunden, um sich einzuloggen, sobald sie wieder mit Strom versorgt wird. Um 2:22:12 Uhr sah das Militärradar das Flugzeug „abrupt verschwinden“, so dass sich möglicherweise ein zeitlicher und ursächlicher Zusammenhang ergibt.

### Unfalltheorie

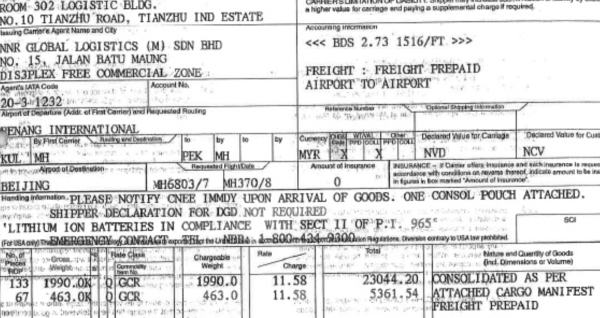
Ausschnitt aus den Frachtpapieren von MH370: Airway Bill der Motorola-Fracht mit Angaben zu den Lithiumbatterien

Unter der Ladung befanden sich Lithiumbatterien, die in den Frachtpapieren als entzündlich gekennzeichnet waren; diese waren gemäß den Sicherheitsbestimmungen der IATA und ICAO verpackt. Die Batterien mit einem Gesamtgewicht von 221 kg gehörten zu einer knapp 2,5 Tonnen schweren Ladung, die Walkie-Talkies von Motorola einschließlich Ladegeräten und Zubehör enthielt. Diese Luftfracht durchlief nur beim Zubringerunternehmen, aber nicht am Flughafen, eine Sicherheitsprüfung.
Experten für Flugsicherheit wie David Learmount von Flight International halten allerdings ein Feuer als Ursache für den Verlust für unwahrscheinlich, da in diesem Fall ein Notruf über Funk zu erwarten gewesen wäre. Eine Fachtagung in London kam zu dem Ergebnis, dass bei einem Brand an Bord das Flugzeug kaum noch stundenlang hätte weiterfliegen können. Daniel Knecht, Leiter des Untersuchungsdienstes der Schweizerischen Sicherheitsuntersuchungsstelle in Payerne, hält es ebenso für unwahrscheinlich, dass durch eine technische Störung oder einen Brand alle Kommunikationssysteme gleichzeitig ausgefallen sein könnten, da diese an unterschiedliche Speisungen angeschlossen sind. Das Flugzeug war mit fünf Funkgeräten, zwei Transpondern und einer Satellitendateneinheit ausgestattet. Rémi Jouty, Direktor der französischen Flugunfalluntersuchungsbehörde BEA, hält ein einfaches technisches Versagen ebenfalls für unvorstellbar und nimmt an, dass die klare Absicht bestand, das Flugzeug verschwinden zu lassen. Der britische Telegraph berichtete am 25. März 2014 unter Hinweis auf eine „offizielle Quelle“, dass die beteiligten Ermittler kein Szenario entwerfen konnten, das die anscheinend vorsätzlichen Richtungsänderungen mit mechanischen Ursachen oder einem Feuer in Einklang gebracht hätte. Eine technische Ursache schließen die Ermittler dennoch nicht aus.
Einige Medien berichteten darüber, das ATSB sehe in seinem Bericht vom 3. Dezember 2015 einen Stromausfall als Ursache für den Unfall als wahrscheinlich an. Das ATSB veröffentlichte daraufhin einen überarbeiteten Bericht, in dem das Wort „Stromausfall“ durch „Stromausfall der Satellitendateneinheit“ ersetzt wurde. Die Annahme eines führerlosen Fluges beziehe sich nur auf die spätere Flugphase und enthalte keine Vorfestlegung zur Ursache des Unfalls. In Reaktion auf Medienberichte, die das ATSB dafür kritisierten, das Szenario eines Sauerstoffverlusts gegenüber einem kontrollierten Flug bis zum Ende zu bevorzugen, erklärte der stellvertretende Premier von Australien, Warren Truss: „Ich habe immer bestätigt, dass es schwierig ist, sich irgendein Szenario vorzustellen, das nicht irgendeinen Faktor menschlicher Intervention enthält.“
Zwei Wrackteile, die Blaine Gibson im September 2016 dem ATSB übergab und die angeblich Brandspuren aufweisen, konnten bislang nicht schlüssig dem Flugzeug zugeordnet werden, da die Seriennummern fehlen. Die angeblichen Brandspuren erwiesen sich als Harzschicht, nur an drei winzigen Stellen wurden Hitzeschäden festgestellt. Da Brandgeruch nachgewiesen werden konnte, nimmt man an, dass diese Hitzeschäden erst nach dem Anlanden eingetreten sind.
Der Abschlussbericht trat Spekulationen entgegen, dass ein Leck in der Sauerstoffversorgung im Cockpit Feuer ausgelöst haben könnte. Das System war regelmäßig gewartet und technische Empfehlungen von Boeing (Service Bulletin 777-35A0027), die Drucksauerstoffschläuche im Cockpit zu ersetzen, am 17. Januar 2014 umgesetzt worden. Ebenfalls untersuchte man eine mögliche Reaktion der Lithiumbatterien mit dem sauren Fruchtwasser der Mangostane, von denen eine Palette neben den Batterien gestanden hatte. Die malaysischen Ermittler kamen zu dem Ergebnis, eine solche Reaktion sei sehr unwahrscheinlich und könne jedenfalls nicht den Flugverlauf erklären.

### Terrorismustheorie
Am 21. März 2014 bestätigte Malaysia, dass eine Überprüfung der Passagiere im Hinblick auf eine mögliche Verbindung mit Terrororganisationen durch auswärtige Geheimdienste keine Verdachtsmomente ergeben habe. Am 2. April 2014 sagte der malaysische Polizeichef, dass die Passagiere als unverdächtig galten, aber „der Rest nicht“. Allerdings belegt der an einzelne Journalisten zugespielte polizeiliche Bericht zu den Passagieren nicht, dass die Identität aller Fluggäste geklärt werden konnte. Die Überwachungskamera des Flughafens zeigt außerdem Sicherheitslücken bei den Kontrollen im Boardingbereich.
Keine terroristische Organisation hat sich glaubhaft zu einem Anschlag bekannt. Die Möglichkeit, das Flugzeug könnte gelandet worden sein, um für einen späteren Terroranschlag eingesetzt zu werden, hatten die Ermittler in den ersten Tagen erwogen, aber danach ausgeschlossen. Trotzdem hatte die in Taiwan operierende China Airlines am 3. März 2014 eine Terrorwarnung für den Flugverkehr erlassen und war am Tag darauf von einem anonymen chinesischen Anrufer vor einem Anschlag mit Bezug zum Flughafen Peking gewarnt worden (dem Zielflughafen von MH370).

## Folgen

### Kritik an den malaysischen Behörden
Einige Tage nachdem klargeworden war, dass das Flugzeug nicht im Golf von Thailand abgestürzt ist, erhob die westliche Presse Vorwürfe gegen die malaysischen Behörden: Warum hatte die malaysische Luftwaffe in keiner Weise reagiert, obwohl auf Militärradaren ein unidentifiziertes Flugobjekt im Luftraum Malaysias auftauchte? Wenn ein Flugzeug ohne Transpondersignal gesichtet wird, sollten kurz darauf Abfangjäger aufsteigen. Das Flugzeug hätte im Falle einer Entführung mit terroristischem Hintergrund in die Petronas Towers in Kuala Lumpur hineinfliegen können. Jeder Staat in dieser Region verfügt über hochentwickelte militärische Radarsysteme, die eine Boeing leicht orten können.

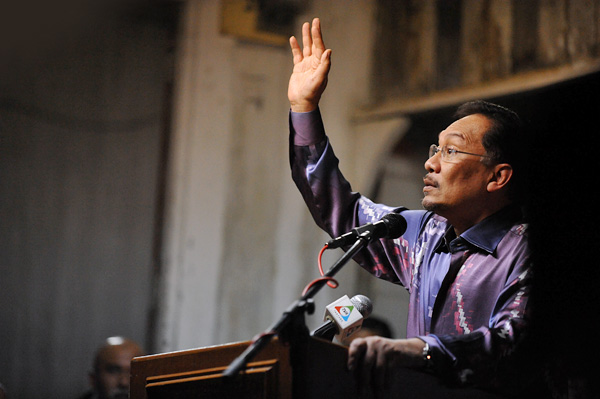
Anwar Ibrahim (2009)

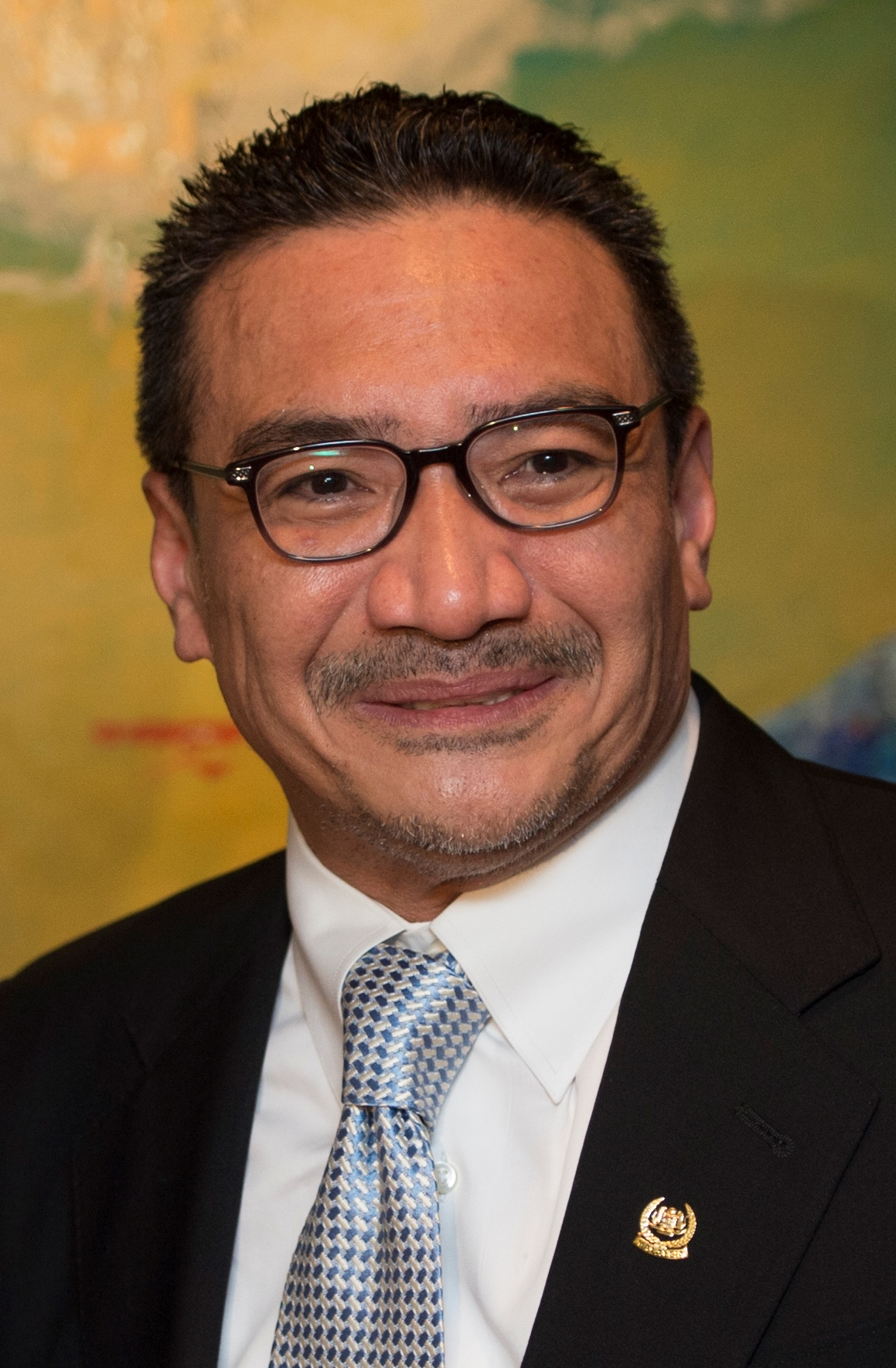
Hishamuddin Hussein (2014)

Hochrangige malaysische Offiziere erklärten, Militärradare könnten das Flugzeug entdeckt haben, man habe aber nichts unternommen, da es als „nicht feindlich“ bewertet wurde. Auf Wunsch der malaysischen Regierung sollten die Vorgänge am Boden erst nach dem Auffinden des Flugschreibers offiziell untersucht werden; die Opposition forderte dagegen eine sofortige parlamentarische Befragung. Es soll zu Koordinationsschwierigkeiten zwischen der zivilen Flugüberwachung und dem Militär gekommen sein, da beide Abteilungen trotz des fehlenden Notrufs von technischen Ursachen ausgingen und nicht vermuteten, die Linienmaschine könne entführt worden sein. Mit Erscheinen des Zwischenberichts am 8. März 2015 veröffentlichte man schließlich die Gesprächsprotokolle der Bodenstationen – eine Kommunikation mit dem Militär geht daraus nicht hervor. Reuters hatte allerdings unter Berufung auf einen hochrangigen Militärbeamten berichtet, dass die Flugkontrolle gegen 2:00 Uhr (als MH370 die Militärbasis Butterworth in Penang überflogen hatte) das Militär benachrichtigt habe, ein Flugzeug werde vermisst. Laut Quellen der Australian Broadcasting Corporation hätten bis zu fünf Offiziere ihren Dienst am Radarkontrollzentrum in Butterworth verrichten sollen. In einem Interview mit dem Sender im Verteidigungsministerium nahm der malaysische Verteidigungsminister und amtierende Verkehrsminister, Hishammuddin Hussein, das Militär in Schutz: „Wenn man es nicht abschießt, warum soll man [einen Kampfjet] hochschicken?“ und: „Ich wäre schlimmer dran, wahrscheinlich.“ Auf die Frage, ob das zivile Luftfahrtamt das Militär über das Verschwinden informiert habe, antwortete er mit „ja“, äußerte sich aber nicht zur genauen Zeit. Er blieb dabei, das Militär habe MH370 in Echtzeit erfasst.
Der Oppositionsführer Anwar Ibrahim – dessen Verurteilung wenige Stunden vor dem Abflug als Anlass für eine mögliche Entführung vermutet wurde – erläuterte dagegen dem Sender, es sei eigentlich Standard, dass Kampfjets aufsteigen, um ein solches Flugzeug zu begleiten, aber: „Das wurde nie gemacht.“ Er bezeichnete dies als Skandal und Bedrohung der nationalen Sicherheit. Dies hätten „sowohl der Verteidigungs- als auch der Verkehrsminister“ ignoriert. Für Anwar Ibrahim, der persönlich veranlasst hatte, das Radarsystem einzurichten, sei dieses eines der höchstentwickelten der Welt. Aus den Reihen der malaysischen Opposition kam weitere Kritik an Mitgliedern des seit der Unabhängigkeit von 1957 regierenden Parteienbündnisses Barisan Nasional, das 2008 die für Verfassungsänderungen notwendige Zweidrittelmehrheit verloren und weniger Stimmen als die Opposition erhalten hatte. So forderte ein ehemaliger Marineadmiral und Mitglied der People’s Justice Party, der eine parlamentarische Auseinandersetzung über die Rolle des Militärs angestoßen hatte und genau wie Anwar Ibrahim anscheinend mit dem Kapitän von MH370 bekannt gewesen war, die militärische Führung solle sich gegenüber dem Volk für die ausgebliebene Reaktion verantworten: „Ich denke, sie sollten ihre Posten räumen, damit andere dem Land dienen können.“ Im September 2014 wurde der Oberbefehlshaber der malaysischen Luftstreitkräfte pensioniert.
Die Reaktionen der Luftverkehrskontrolle und die damit verbundenen Vorgänge wurden immer stärker kritisiert. Man beanstandete vor allem, dass die Fluggesellschaft zunächst gemeldet hatte, das Flugzeug sei in „normalem Zustand“ und auf der vorgesehenen Route unterwegs. Noch über eine Stunde nach dem Verschwinden, um 2:36 Uhr, sandte die Fluggesellschaft der malaysischen Luftverkehrskontrolle die vermeintlich exakten Koordinaten des Fluges. Erst gegen 3:30 Uhr, mehr als zwei Stunden nach dem Verschwinden, wies die Fluggesellschaft das Kontrollzentrum darauf hin, dass die Angabe auf einer „Projektion“ beruhe, die für die Positionsbestimmung „nicht verlässlich“ sei. Eine investigationsjournalistische Reportage der öffentlich-rechtlichen Australian Broadcasting Corporation zeigte sich überrascht, dass die Fluggesellschaft eine irreführende Positionsbestimmung an die Luftverkehrskontrolle geschickt hatte, bevor sie überhaupt versuchte, das Flugzeug zu kontaktieren (um 2:40 Uhr), und dass keine weiteren Anrufe belegt sind, bevor die Maschine hätte landen sollen. Nach Ansicht der Reporter habe die Luftraumkontrolle der Person am Steuer erlaubt, die Boeing 777 verschwinden zu lassen. Das zivile Luftfahrtamt und die Fluggesellschaft lehnten die Einladung zu einem Interview in der Sendung ab.
Auch der Oppositionsführer Anwar Ibrahim warf in einem Interview mit dem britischen Telegraph der malaysischen Regierung vor, wichtiges Wissen gezielt zurückzuhalten, und machte vor allem das Militär verantwortlich. Er forderte eine Aufklärung unter internationaler Leitung und fügte hinzu: „Ich bin nicht in der Lage, einen Kommentar darüber abzugeben, ob [die Behörden] an einem Terrorakt mitschuldig sind.“ Aus regierungsnahen Kreisen wurde ihm jedoch vorgeworfen, den Vorfall für politische Zwecke zu instrumentalisieren und zusammen mit der Opposition die westlichen Medien zu beeinflussen. Hishamuddin Hussein bestritt die Vorwürfe der Beihilfe seitens malaysischer Behörden. Im Februar 2015 musste Anwar Ibrahim seine Haftstrafe für angebliche homosexuelle Handlungen antreten. Auch vor dem Hintergrund von Korruptionsskandalen in der Regierung wurden Politiker, Menschenrechtsvertreter und Journalisten in den Monaten danach verhaftet und Zeitungen verboten.

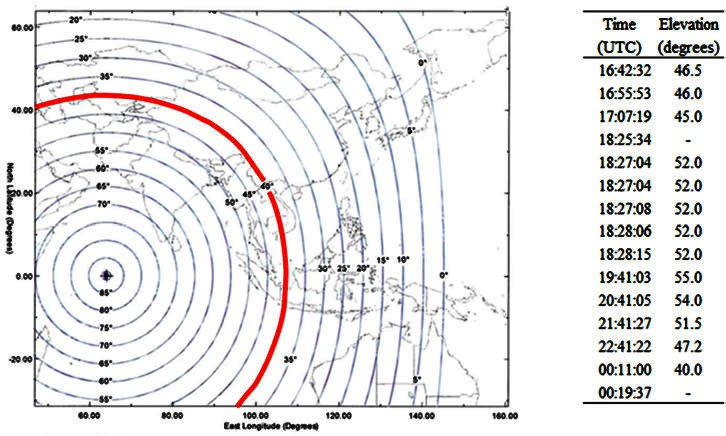
Erstveröffentlichung der Satellitendaten durch die malaysischen Behörden am 15. März 2014. Die Tabelle zeigt, dass die Handshakes in der ersten Flugphase nach dem Verschwinden nicht regelmäßig verliefen. Die beiden späteren Anrufe um 2:40 MYT (18:40 UTC) und 7:13 MYT (23:13 UTC) sind nicht aufgeführt.

Die Informationspolitik der malaysischen Regierung wurde insbesondere von chinesischer und US-amerikanischer Seite zunächst als konfus, zu zögerlich und zum Teil widersprüchlich bemängelt. So begann etwa die Suche in den Korridoren erst am 17. März, nach Bekanntgabe durch die malaysischen Behörden, obwohl Inmarsat die Satellitendaten spätestens am 12. März (EST) zur Verfügung gestellt hatte. Dabei hätte wertvolle Zeit verstrichen sein können, da sich die Aussichten, auf dem Meer treibende Trümmerteile zu finden, in den ersten Wochen nach einem Flugunfall rapide verschlechtern. Über drei Wochen nach Veröffentlichung des letzten Funkspruchs aus dem Cockpit gab man eine Korrektur des Wortlauts heraus. Die ursprüngliche Version lautete: „Alles klar, gute Nacht.“ Hintergrund war, dass westliche Journalisten und Angehörige die malaysischen Behörden gedrängt hatten, das Protokoll und die Audioaufzeichnungen der Gespräche im Cockpit zu veröffentlichen, welche die Behörden unter Hinweis auf die laufenden Ermittlungen zurückhalten wollten. Es blieb außerdem zunächst unklar, wer die letzten Worte gesprochen hatte. Zunächst sollen die Behörden vermutet haben, dass es wahrscheinlich der Kopilot war, bevor sich herausstellte, dass es der Kapitän war. Nachrichtenberichte, wonach die Audiodateien nachbearbeitet worden seien, kommentierte Hishammuddin Hussein, er habe dazu keine Informationen. Erst auf Druck der Angehörigen sowie der Öffentlichkeit, die Datenbasis für die errechnete südliche Flugroute freizugeben, machte man die Inmarsat-Satellitenrohdaten am 27. Mai 2014 publik. Zweifel an den aufgrund dieser Daten gezogenen Schlussfolgerungen sind bis jetzt nicht bekannt geworden. Der chinesische Botschafter in Kuala Lumpur, Huang Huikang, räumte Schwächen in der Abstimmung zwischen einzelnen Abteilungen ein, die aber angesichts der außergewöhnlichen Situation verständlich seien, und kritisierte die westliche Berichterstattung: „Sie haben falsche Nachrichten veröffentlicht, Konflikte geschürt und sogar Gerüchte verbreitet.“
Malaysische Behördenvertreter erklärten gegenüber den Angehörigen der Passagiere an Bord von MH370, es gebe Hinweise, die unter Verschluss ständen und der Öffentlichkeit nicht mitgeteilt werden könnten. Dazu gehörten die Funkprotokolle der Luftverkehrskontrolle, die Radardaten und die Sicherheitsaufzeichnungen des Flughafens. Die Presse war zu diesem Treffen erstmals zugelassen. Ein Grund für die zögerliche Veröffentlichung von militärischen Radardaten durch die beteiligten Staaten dürfte das gegenseitige Misstrauen zwischen den Ländern der Region sein: Man befürchtete, dass dadurch die Kapazitäten der eigenen militärischen Radarsysteme offengelegt würden. Am 9. März 2014, einen Tag nach dem Verschwinden, ereignete sich ein großangelegter Hackerangriff auf das malaysische Luftfahrtamt und Malaysia Airlines, wie erst Monate später bekannt wurde. Dabei wurden als geheim klassifizierte Dokumente zu MH370 an eine chinesische IP-Adresse weitergeleitet. Am folgenden Tag erschien ein Video der Überwachungskamera, das angeblich die beiden Piloten zeigt, bei denen der Metalldetektor ausschlägt, auf YouTube. Am 21. März veröffentlichte der britische Telegraph erstmals das Funkprotokoll zwischen Flugzeug und Tower. Dabei handelte es sich um eine Rückübersetzung aus dem Chinesischen.
Der Verteidigungsminister, amtierende Verkehrsminister und Cousin des Premierministers, Hishammuddin Hussein, der die malaysische Suche nach Flug MH370 geleitet und öffentlich vertreten hatte, wurde am 26. Juni 2014 durch Liow Tiong Lai in der Funktion des Verkehrsministers ersetzt. Nachdem durch den veröffentlichten Zwischenbericht vom 12. März 2015 bekannt geworden war, dass der zuständige Fluglotse in Kuala Lumpur angegeben hatte, er habe seinen schlafenden Vorgesetzten wecken müssen, kündigte Liow Tiong Lai Konsequenzen an, falls sich der Vorwurf bestätigen sollte, nannte aber keinen Zeitrahmen. Er erklärte, sein Ministerium wolle zunächst die Veröffentlichung des Berichts abwarten, bevor die Angelegenheit untersucht werde.
Die International Civil Aviation Organization (ICAO) kritisierte die „politische Verstrickung auf der höchsten Ebene“. So habe Malaysia erst am 25. März 2014 die Ergebnisse der Analyse der Satellitendaten, die an das Büro des malaysischen Premiers weitergereicht worden war, an Australien weitergegeben, obwohl dieses bereits seit dem 17. März die Suche im Indischen Ozean koordinierte. Außerdem hätten die Australier Schwierigkeiten gehabt, die Frachtliste zu erhalten, obwohl diese hilfreich gewesen wäre, um Treibgut zu identifizieren. Näheres zur Koordination der Suche sei von Journalisten oder aus diplomatischen Kanälen übermittelt worden. Nach vorläufiger Beurteilung durch die ICAO „wurden wahrscheinlich keine ausreichenden Ressourcen genutzt, und/oder es gab keine ausreichende Dringlichkeit bei der Reaktion“. So sei durch die schlechte Zusammenarbeit zwischen den zivilen und militärischen Behörden bei der anfänglichen Suche mindestens eine Woche vergeudet worden. Die Richtung schien dabei von hohen malaysischen Beamten vorgegeben zu sein. Es habe außerdem eine „prominente gleichzeitige Ursachenuntersuchung“ (high profile concurrent investigation) gegeben, die „potenziell wertvolle Hinweise“ geliefert und die Such- und Rettungsaktion teilweise geleitet habe. Zudem habe es 7 Stunden und 21 Minuten gedauert, bis die Bereitschaftsstufe ausgerufen wurde, bei der die zivile und militärische Luftraumüberwachung der Region angewiesen ist, nach dem vermissten Flugzeug Ausschau zu halten.

### Angehörige und Schadensersatzklagen

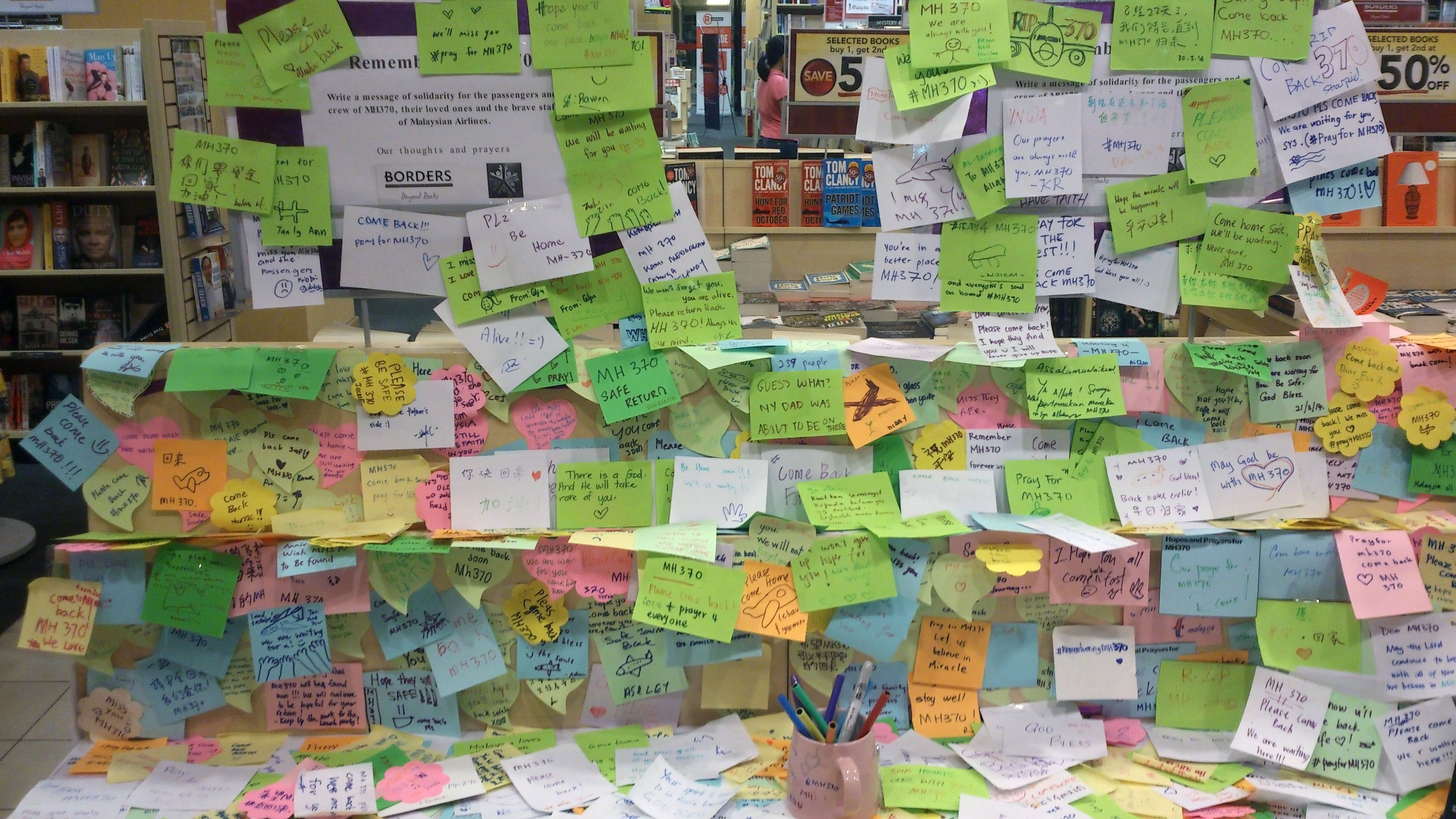
Nachrichten der Hoffnung in einer malaysischen Buchhandlung

Malaysia Airlines sandte ein Team aus, das sich um die Angehörigen der Passagiere kümmern sollte. Das Unternehmen ließ verlautbaren, dass es für den Transport der Angehörigen nach Kuala Lumpur sowie deren Unterbringung, medizinische Versorgung und psychologische Betreuung aufkommen werde. Insgesamt flogen 115 Angehörige der chinesischen Passagiere nach Kuala Lumpur. Malaysia Airlines bot den Angehörigen eine vorläufige „finanzielle Unterstützung“ von 5000 Dollar an, die vor allem einige chinesische Angehörige zunächst ablehnten. Am 12. März 2014 beschloss Malaysia Airlines, die Flugnummern MH370 und MH371 für ihre Flugroute von Kuala Lumpur nach Peking und zurück ab sofort nicht mehr zu verwenden. Sie sollten durch die Nummern MH318 und MH319 ersetzt werden. Am 1. Mai wurden die Angehörigen gebeten, die bereitgestellten Hotelräume zu verlassen und nach Hause zurückzukehren.
Die Allianz-Versicherung, bei der die Boeing 777-200 versichert war, begann am 17. März 2014, die Versicherungssumme an die Angehörigen und an die Fluggesellschaft auszuzahlen, auf Basis des Montrealer Übereinkommens. Eine Rechtsanwaltskanzlei in Chicago bereitete eine Schadensersatzklage gegen den Hersteller wegen Konstruktions- und Herstellungsmängeln vor. Diese wurde vorerst zurückgewiesen.
Wiederholt kam es zu Tumulten, als Vertreter von Malaysian Airlines oder der malaysischen Regierung von wütenden Angehörigen auf Pressekonferenzen beschimpft oder angegriffen wurden. Malaysia Airlines benachrichtigte einige Angehörige am 24. März 2014 unmittelbar vor der offiziellen Verkündigung lediglich durch eine SMS, die als taktlos empfunden wurde, über das Flugende im Indischen Ozean. Nachdem der malaysische Premierminister daraufhin den endgültigen Verlust des Flugzeuges im Indischen Ozean ohne Überlebende bekanntgegeben hatte, demonstrierten die Angehörigen organisiert vor der malaysischen Botschaft in Peking. Dies ist außergewöhnlich für China, wo unangemeldete Demonstrationen verboten sind. Die Protestierenden durchbrachen eine Polizeiabsperrung und forderten vor der Botschaft in Sprechchören und auf Transparenten, den Botschafter zu sprechen und die Wahrheit über die Ereignisse zu erfahren. Am 24. März 2014 brach Feuer in einer Reparaturhalle der Fluggesellschaft aus, dann wurden Vorwürfe laut, Wartungsunterlagen könnten durch Sabotage vernichtet worden sein.
Am 8. Juni starteten Angehörige eine einmonatige Crowdfunding-Kampagne, um 5 Millionen Dollar zu sammeln, mit denen sie einen potenziellen Whistleblower zum Reden bringen wollten. Die Aktion wurde am 8. August eingestellt, nachdem 100.000 Dollar zusammengekommen waren. Angehörige der vermissten Fluggäste bildeten eine Interessensgemeinschaft, Voice 370, die vor allem über die sozialen Netzwerke Twitter und Facebook mit der Öffentlichkeit kommuniziert. Sie kritisierte insbesondere eine Äußerung des Direktors von Malaysia Airlines vom 5. November, dem zufolge die Maschine bis etwa Ende 2014 für verloren erklärt werden würde, weil sie befürchtete, die Suche könne damit eingestellt werden.
Die Angehörigen eines Passagiers von MH370 in Malaysia reichten im Oktober 2014 die erste Klage wegen Vertragsbruchs gegen die Fluggesellschaft sowie gegen die malaysische Regierung, das zivile Luftfahrtamt, die Einwanderungsbehörde und die Luftwaffe wegen Fahrlässigkeit ein. Am 29. Januar 2015 erklärte die malaysische Regierung das Flugzeug offiziell für verunglückt (accident), die Passagiere und Besatzung für mutmaßlich tot. Dies gilt als Voraussetzung für Entschädigungszahlungen. Laut der Presseerklärung des zivilen Luftfahrtamts von Malaysia fasst das Chicagoer Abkommen unter accident auch das Vermissen eines Flugzeuges, nachdem die Such- und Rettungsaktion eingestellt wurde. Am 2. Juni einigte sich die Regierung außergerichtlich und gütlich mit den Angehörigen dieses Passagiers. Beobachter sehen darin einen möglichen Auslöser für weitere Klagen. Die Höhe der Schadensersatzforderungen richtet sich stark nach dem Rechtssystem und Verdienstverlusten im Ursprungsland. Nach dem Montrealer Übereinkommen haben die Angehörigen bis zu zwei Jahre ab der verpassten planmäßigen Landung Zeit, Schadensersatzforderungen geltend zu machen. Vor Ablauf der Frist reichten mehrere Familien weitere Klagen ein, die auch dem Ziel dienen sollen, vor Gericht zu klären, ob die Besatzung das Flugzeug vorsätzlich vom Kurs abgebracht hat.

### Rezeption
Der Vorfall war eines der international am meisten beachteten Nachrichtenereignisse des Jahres 2014 und wurde in mehreren Fernsehdokumentationen und Büchern behandelt. Insbesondere der amerikanische Nachrichtensender CNN berichtete zeitweise rund um die Uhr, obwohl sich der Stand kaum änderte, und musste sich deshalb etwa von Barack Obama sowie dem in den USA äußerst prominenten Journalisten Larry King Kritik gefallenlassen. Obama war zuvor als erster amerikanischer Präsident seit 48 Jahren nach Malaysia gereist, um sich unter anderem über die Suche nach MH370, die Ursachenfindung und Unterstützung durch das FBI zu unterrichten. Der eigentliche Grund des lange geplanten Besuches war es allerdings, eine Koalition von Verbündeten gegen die Interessen Chinas zu schmieden, das Ende 2013 damit begonnen hatte, in der Südchinasee künstliche Inseln anzulegen und somit seine Hoheitsansprüche auf Kosten der Anrainerstaaten zu erweitern. Das Thema wurde außerdem auf zahlreichen Internetblogs und -foren diskutiert. Über 3.500 Anfragen und Hinweise von Wissenschaftlern und Privatpersonen gingen bis Oktober 2017 beim ATSB ein.
Im Mai 2014, weniger als drei Monate nach dem Verschwinden des Flugzeugs, erschien das erste Buch über MH370, geschrieben von einem Journalisten, der aufgrund der Beobachtung eines Arbeiters auf einer Ölplattform vermutete, die Boeing könnte im Zuge einer gemeinsamen Militärübung der USA und Thailands (die zwei Tage nach dem Vorfall begann) abgeschossen und die Katastrophe vertuscht worden sein. Angehörige kritisierten die Veröffentlichung als verfrüht, ein Rezensent verriss das Buch. Etwa zur gleichen Zeit wurde ein Film angekündigt, der frei auf dem Geschehen basiert, und ein Trailer auf den Internationalen Filmfestspielen von Cannes im Mai 2014 gezeigt.
Der ehemalige Chef einer insolventen neuseeländischen Billigfluglinie und ein Journalist veröffentlichten Anfang August 2014 ein weiteres Buch, das verschiedene Erklärungen nach dem Ausschlussprinzip diskutiert. Die Autoren argumentieren, das Verschwinden sei kein Unfall gewesen, sondern ein gezielter, berechneter Akt des Kapitäns. Nach dem Fazit dieses Buches hat der Kapitän den Kopiloten aus dem Cockpit ausgesperrt, anschließend die Sauerstoffzufuhr im Passagierraum lahmgelegt, jedoch durch die weitere Versorgung im Cockpit überlebt, um das Flugzeug nach Ausgehen des Treibstoffs kontrolliert zu wassern und in einem Stück versinken zu lassen. Malaysia Airlines verwarf diese Schlussfolgerung als Spekulation und drohte rechtliche Schritte an. Ein ähnliches Szenario stellte eine Folge der Reihe Mayday – Alarm im Cockpit vor. Der Wissenschaftsautor Jeff Wise, der von CNN wiederholt als Experte für MH370 eingeladen worden war, vertrat in einem E-Book die Theorie, dass Entführer durch Manipulationen an der Satellitendateneinheit im Avionics Compartment den ersten Reboot ausgelöst und die anschließenden BFO-Werte manipuliert haben, was bei diesem Gerät möglich war. MH370 sei daher nicht nach Süden, sondern – angeblich im Auftrag von Wladimir Putin – analog der BTO-Werte nördlich zum Weltraumbahnhof Baikonur in Kasachstan geflogen. An Bord des Flugzeuges seien drei ethnische Russen gewesen, von denen zwei ukrainische Staatsbürger waren und nahe des Avionics Compartment saßen. Putin könnte das Motiv gehabt haben, von der zeitgleich stattfindenden Annexion der Krim abzulenken.

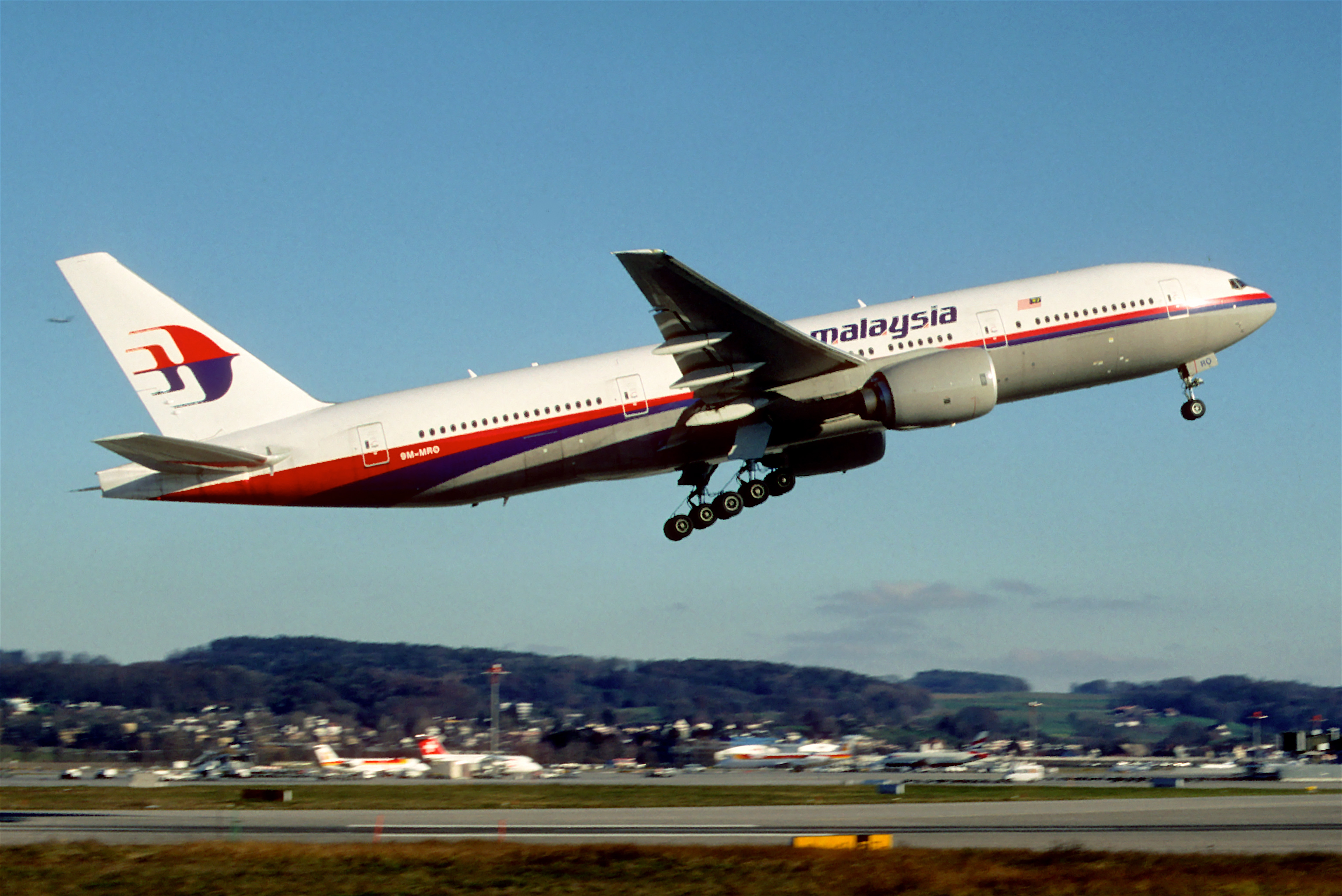
Die 9M-MRO am Flughafen Zürich (Februar 2003)

Eine Dokumentation des französischen Spartenprogramms RMC Découverte (L’enigme du vol Malaysia Airlines MH370) vom März 2015 stellte ein Szenario vor, bei dem die Passagiere ihre Entführer überwältigt hatten. Infolge eines Schusswechsels sei dann ein Loch in der Außenhülle entstanden und der Druck in der Kabine plötzlich abgefallen.
Die französische Journalistin und Korrespondentin von Le Monde, Florence de Changy, veröffentlichte im März 2016 (vor dem Fund weiterer Trümmerteile) das Buch Le Vol MH370 n’a pas disparu: La plus grande énigme de l’histoire de l’aviation civile (deutsch: „Flug MH370 ist nicht verschwunden: Das größte Rätsel in der Geschichte der zivilen Luftfahrt“), in dem sie ebenfalls dahingehend argumentiert, dass MH370 im Südchinesischen Meer abstürzte und die Katastrophe vertuscht wurde. De Changy hatte Zugang zum französischen Untersuchungsbericht zur Identifizierung des Flaperons, in dem sie Unregelmäßigkeiten bemerkt haben will. 2021 veröffentlichte sie das Buch Disappearing Act: The Impossible Case of MH370 (deutsch: „Verschwunden: Was geschah wirklich mit Flug MH370?“).
Zum zweiten Jahrestag des Unfallflugs veröffentlichte der CNN-Reporter und Luftfahrtexperte Richard Quest ein Buch, in dem er Hintergründe zur Mediendarstellung und zu seinem Interview mit Fariq Abdul Hamid, dem Kopiloten von MH370, wenige Wochen vor dem Verschwinden darstellt. Er argumentiert darin gegen einen Pilotensuizid, da hierfür kein Motiv vorliege und ein lebensmüder Pilot nicht hätte voraussehen können, dass beim Überqueren des malaysischen Festlands keine Abfangjäger aufsteigen würden. In der US-amerikanischen Dokumentationsserie Mysteries of the Missing (deutsch: „Spurlos verschwunden – Ungelöste Mysterien“) von 2017 sind das Verschwinden und der Absturz des Flugzeugs in der Folge 1 Auf der Suche nach Flug MH370 Gegenstand der Sendung.

### Verstaatlichung von Malaysia Airlines
Für die Fluggesellschaft markierte der Verlust der Boeing 777 das bis dahin größte Unglück in ihrer Geschichte. Wenige Monate später übertraf dies der Abschuss von Malaysia-Airlines-Flug 17 über der Ukraine noch. Zusammen mit dem Unfall von Indonesia-AirAsia-Flug 8501 zählt er zu drei Katastrophen, die 2014 malaysische Airlines heimsuchten. Die zuvor schlimmste Tragödie war mit 100 Todesopfern Malaysia-Airlines-Flug 653, der im Jahre 1977 entführt wurde, wobei die Kidnapper die Piloten vor der Landung erschossen. Die Identität der Entführer konnte nie abschließend geklärt werden.
Nachdem MH370 verschwunden war, brachen die Umsatzzahlen von Malaysia Airlines ein. Der Fluggesellschaft schlug in der Öffentlichkeit Ablehnung entgegen; so stieß deren Werbe-Tweet „Sie möchten irgendwohin fliegen, aber wissen nicht, wohin?“ größtenteils auf Unverständnis. Nach dem Verlust von MH17 verschärfte sich die wirtschaftliche Lage weiter. Als Folge beider Katastrophen sowie der insgesamt mangelhaften Profitabilität wurde am 29. August 2014 die bevorstehende Entlassung von 6000 Mitarbeitern und somit 30 % der gesamten Belegschaft bekanntgegeben. Außerdem sollte die Fluglinie, die bereits zu 69 % der Regierungsfonds Khazanah Nasional hielt, komplett verstaatlicht werden. Ihr wirtschaftliches Überleben sei damit jedoch nicht gesichert, hieß es.
Seit Herbst 2014 gehört die Airline zu 100 % dem Regierungsfonds Khazanah Nasional. Man hat erwogen, ihren Namen zu ändern – doch hat nach Einschätzung ihres neuen Chefs Christoph Müller die Kundentreue auf dem Heimatmarkt wieder zugenommen. Am 1. Juni 2015 wurde allen 20.000 Mitarbeitern von Malaysia Airlines (MAS) gekündigt; 14.000 Mitarbeitern sagte das Management zu, sie in der Nachfolgegesellschaft Malaysia Airlines Berhad (MAB) zum 1. September 2015 wiedereinzustellen. Am 23. Dezember 2015 beantragte Malaysia Airlines Berhad zusammen mit dem zivilen Luftfahrtamt, der Luftwaffe sowie der Regierung Malaysias beim malaysischen High Court, die Klage von fünf Angehörigen abzuweisen, da Malaysia Airlines Berhad erst nach dem Unfall von MH370 gegründet wurde. Der Gerichtshof lehnte den Antrag am 30. März 2016 ab; damit war der Weg für das erste Gerichtsverfahren in Malaysia frei. Anfang September 2016 verfügte der Gerichtshof, Malaysia Airlines Berhad solle den klagenden Angehörigen relevante Dokumente aushändigen.